# Musikjahr 1947
Liste der Musikjahre

◄◄ | ◄ | 1943 | 1944 | 1945 | 1946 | Musikjahr 1947 | 1948 | 1949 | 1950 | 1951 | ► | ►►

Weitere Ereignisse · Country-Musik
Dieser Artikel behandelt das Musikjahr 1947.

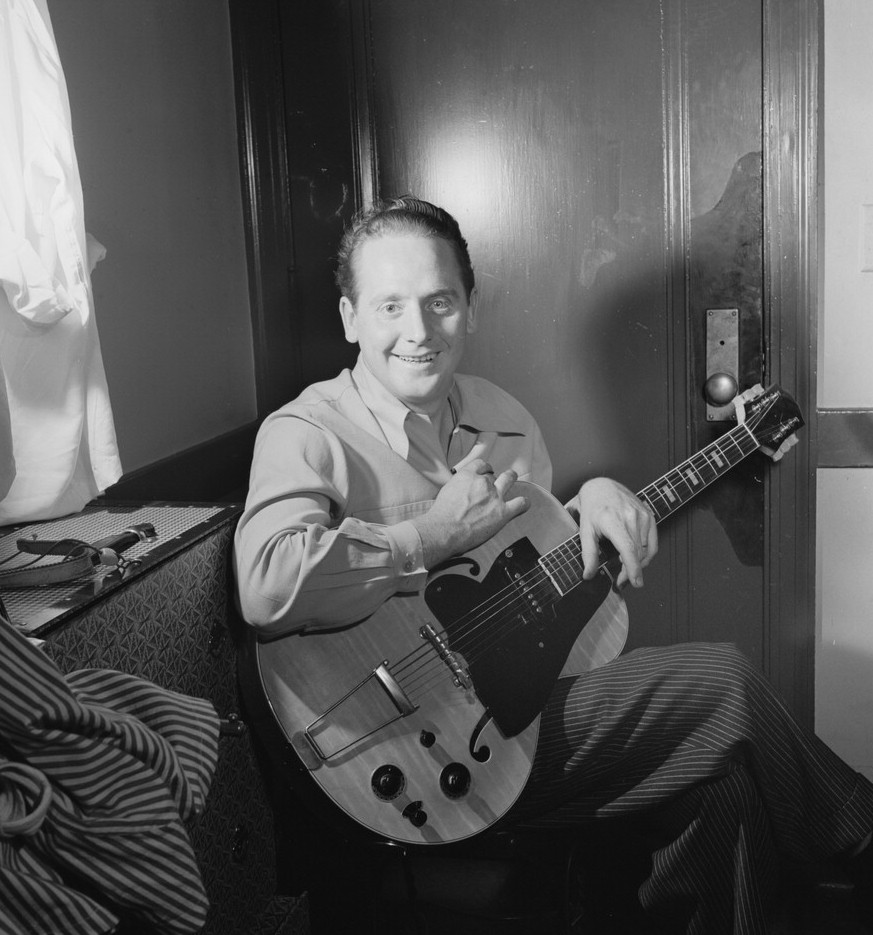
Les Paul (um 1947)

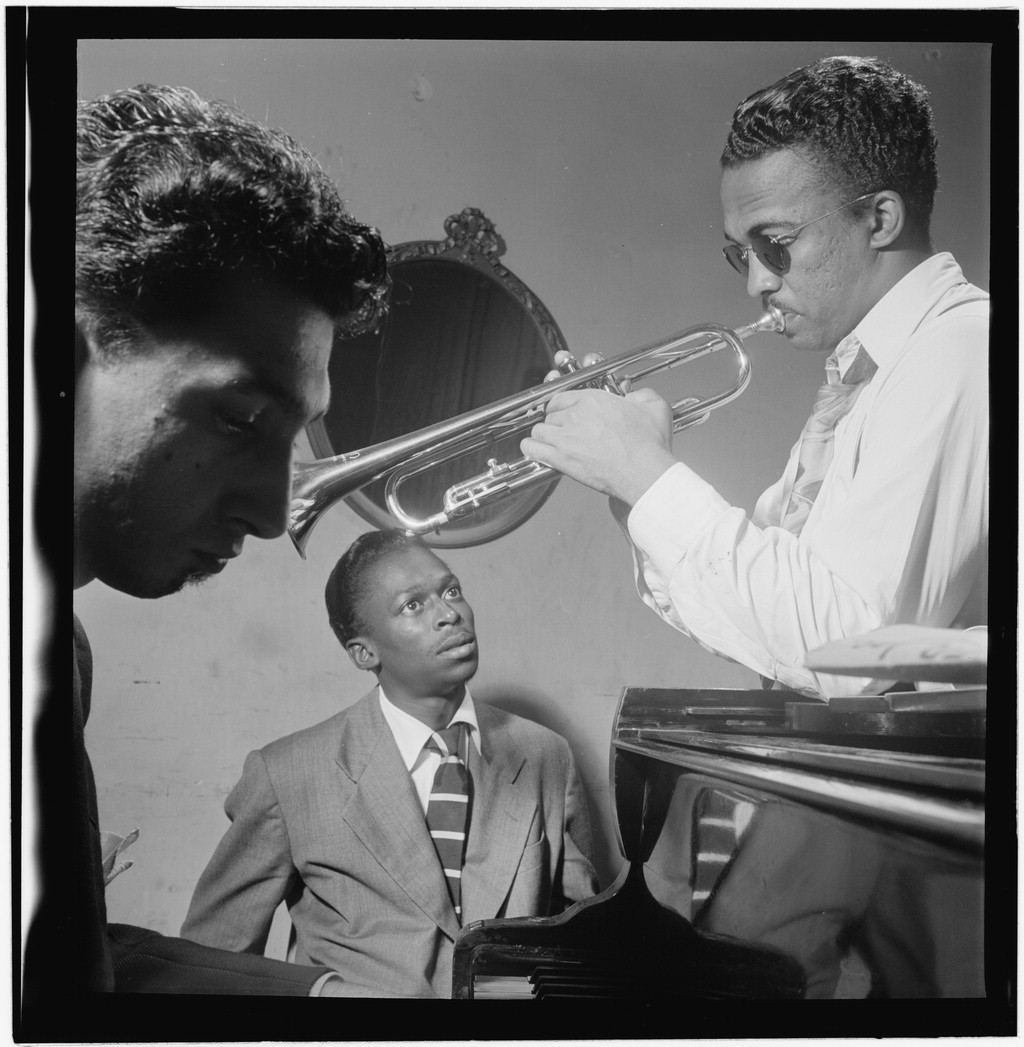
Miles Davis und Howard McGhee (1947)

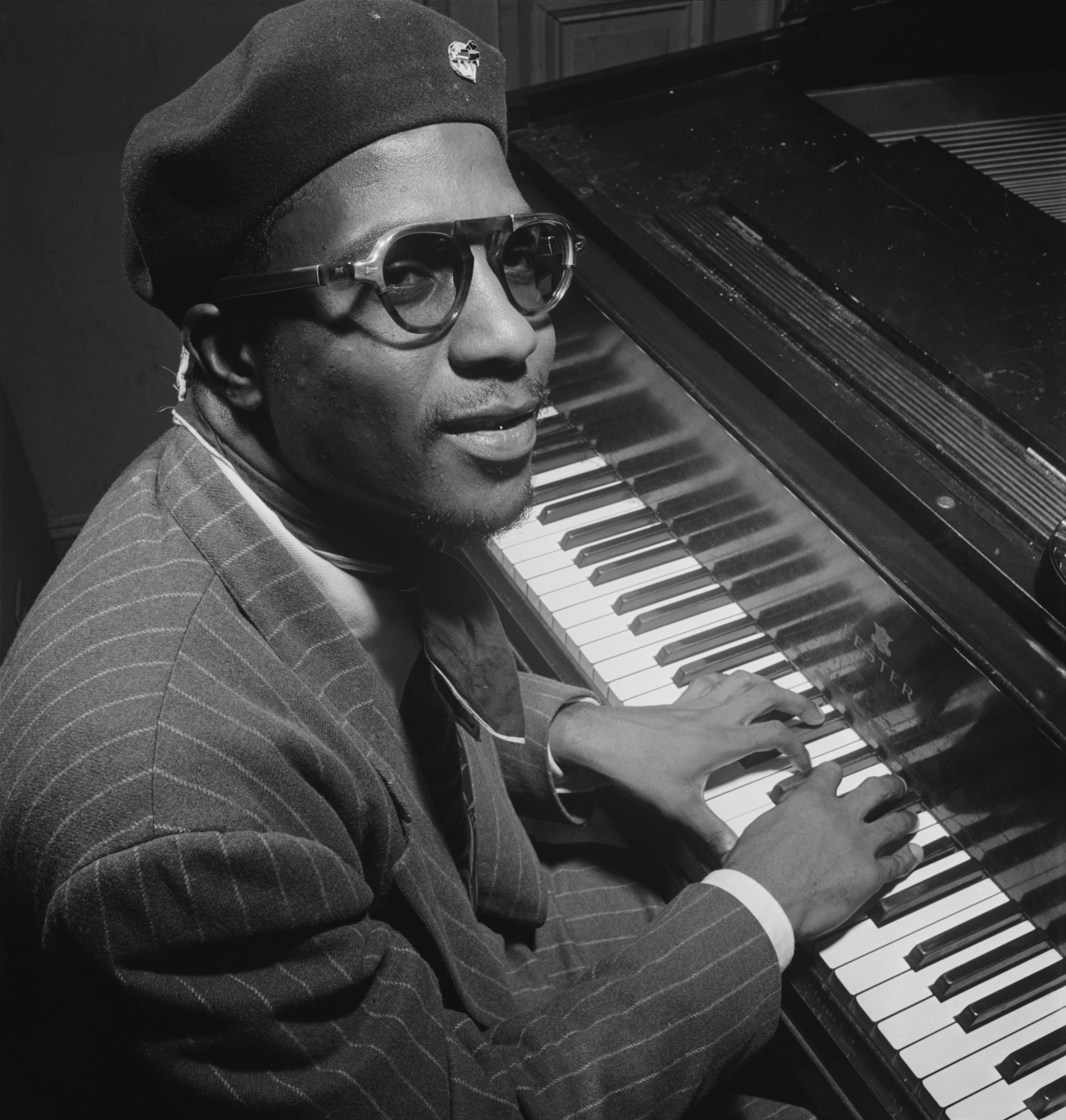
Thelonious Monk (1947)

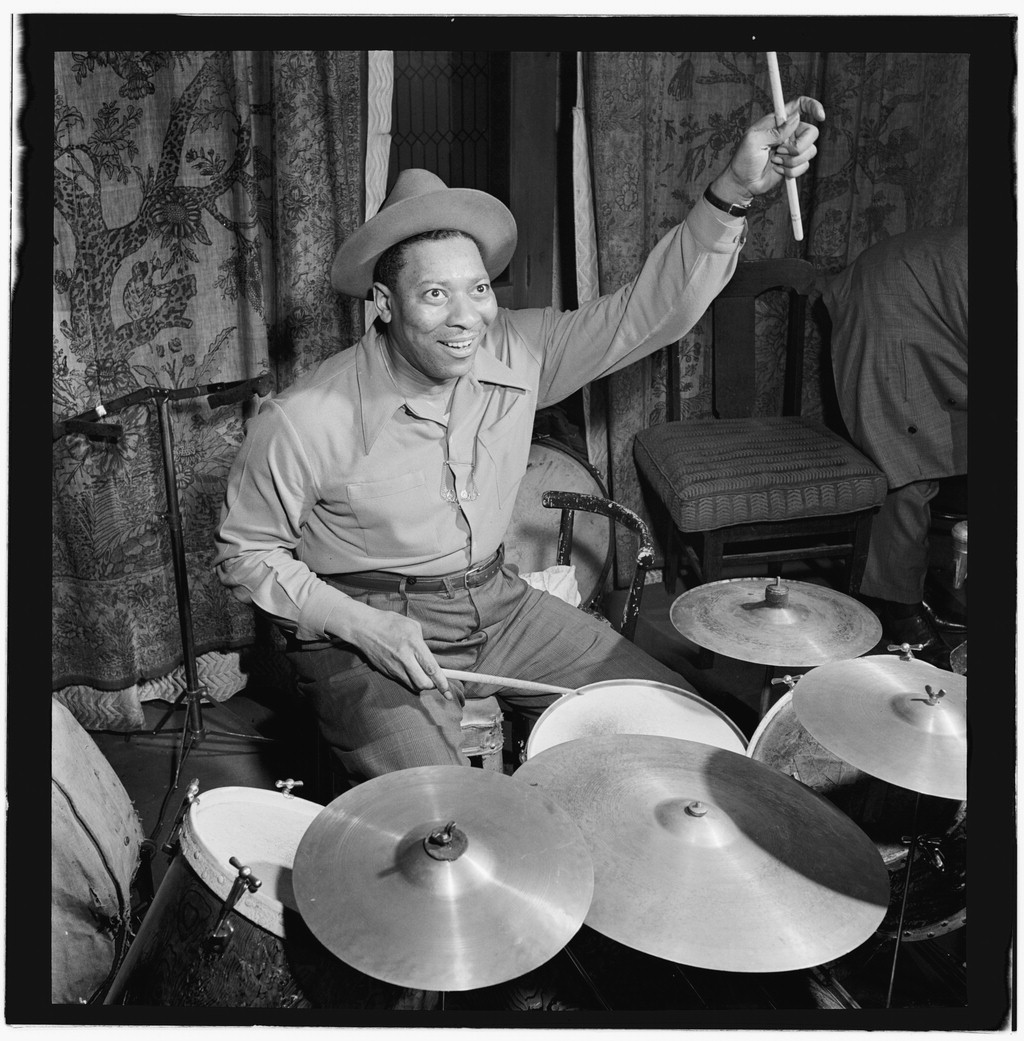
Sid Catlett (1947)

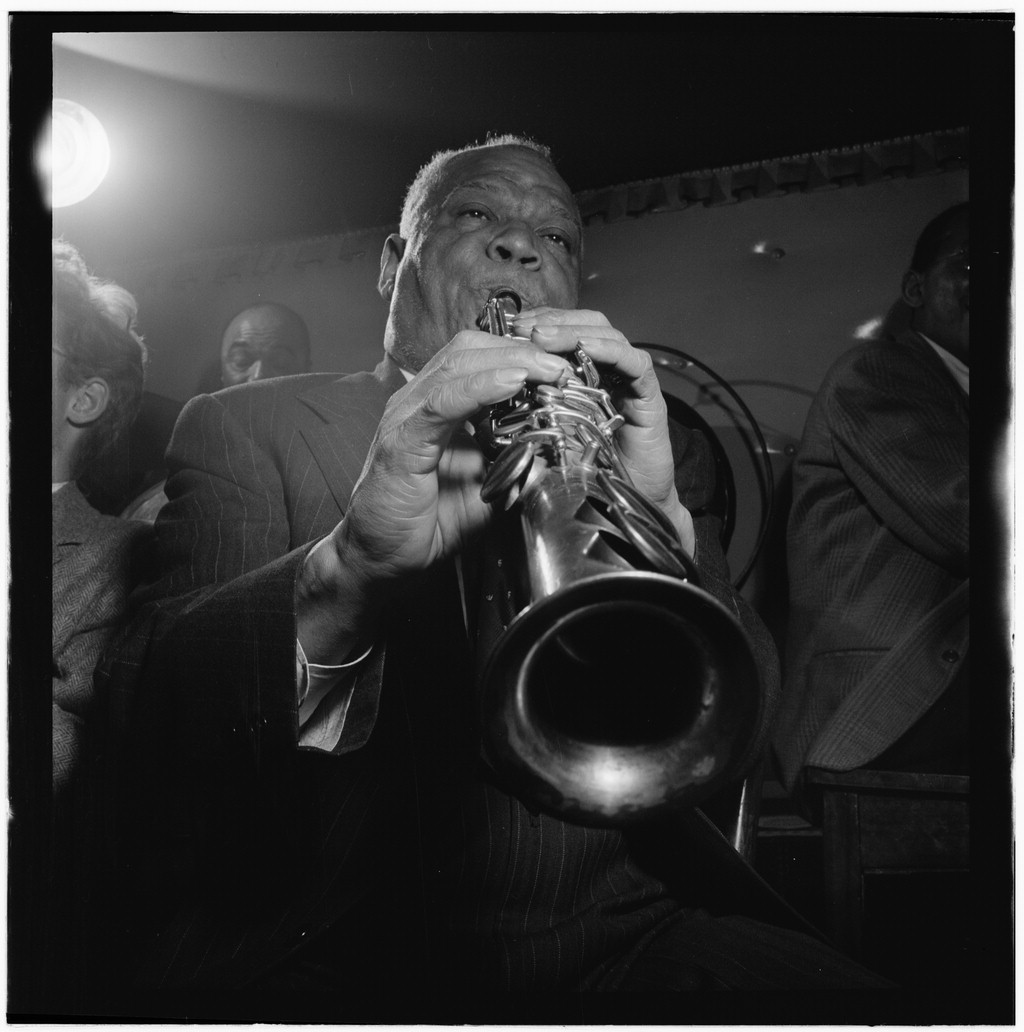
Sidney Bechet (1947)

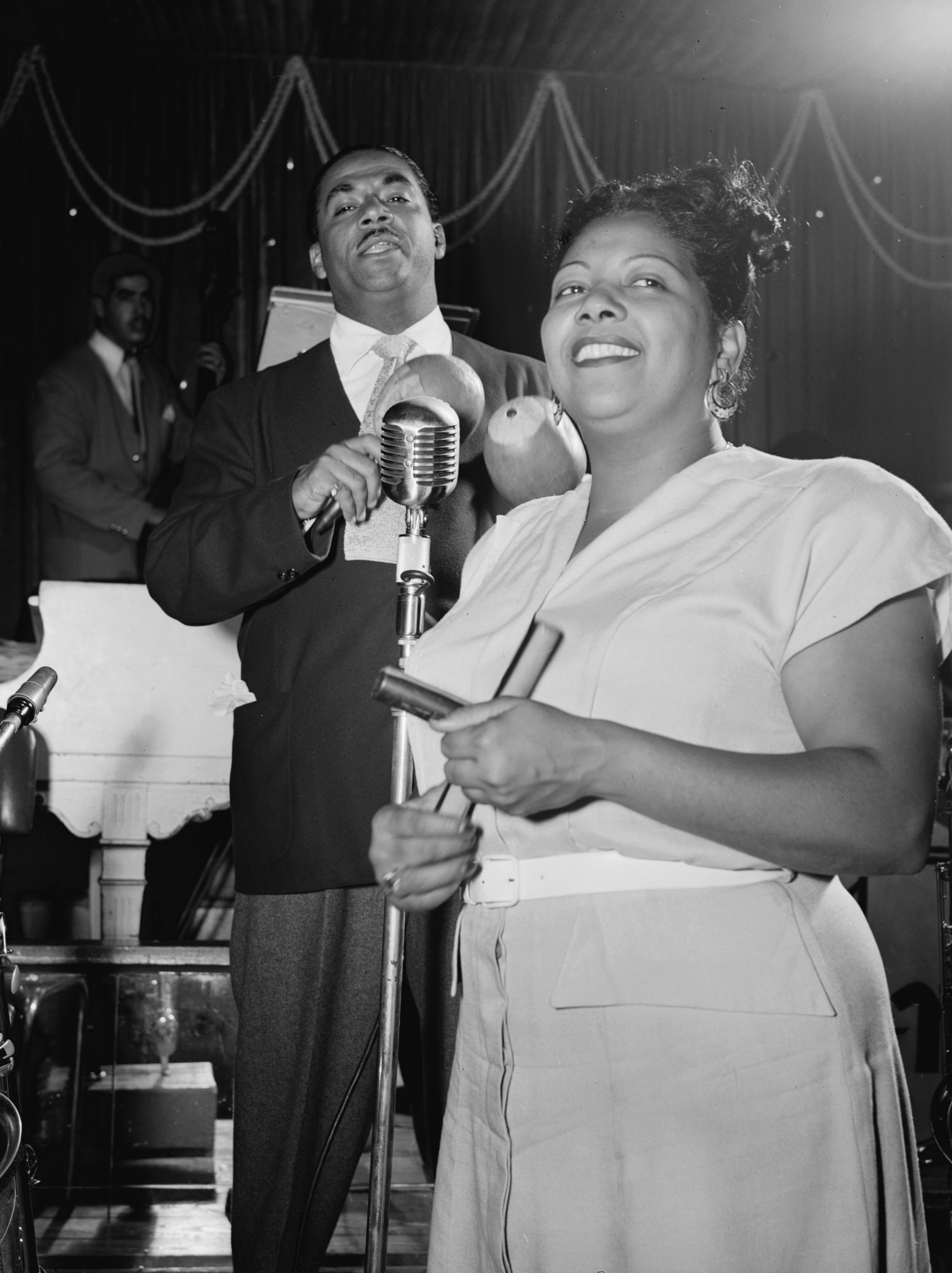
Machito Grillo und Graciella Grillo (1947)

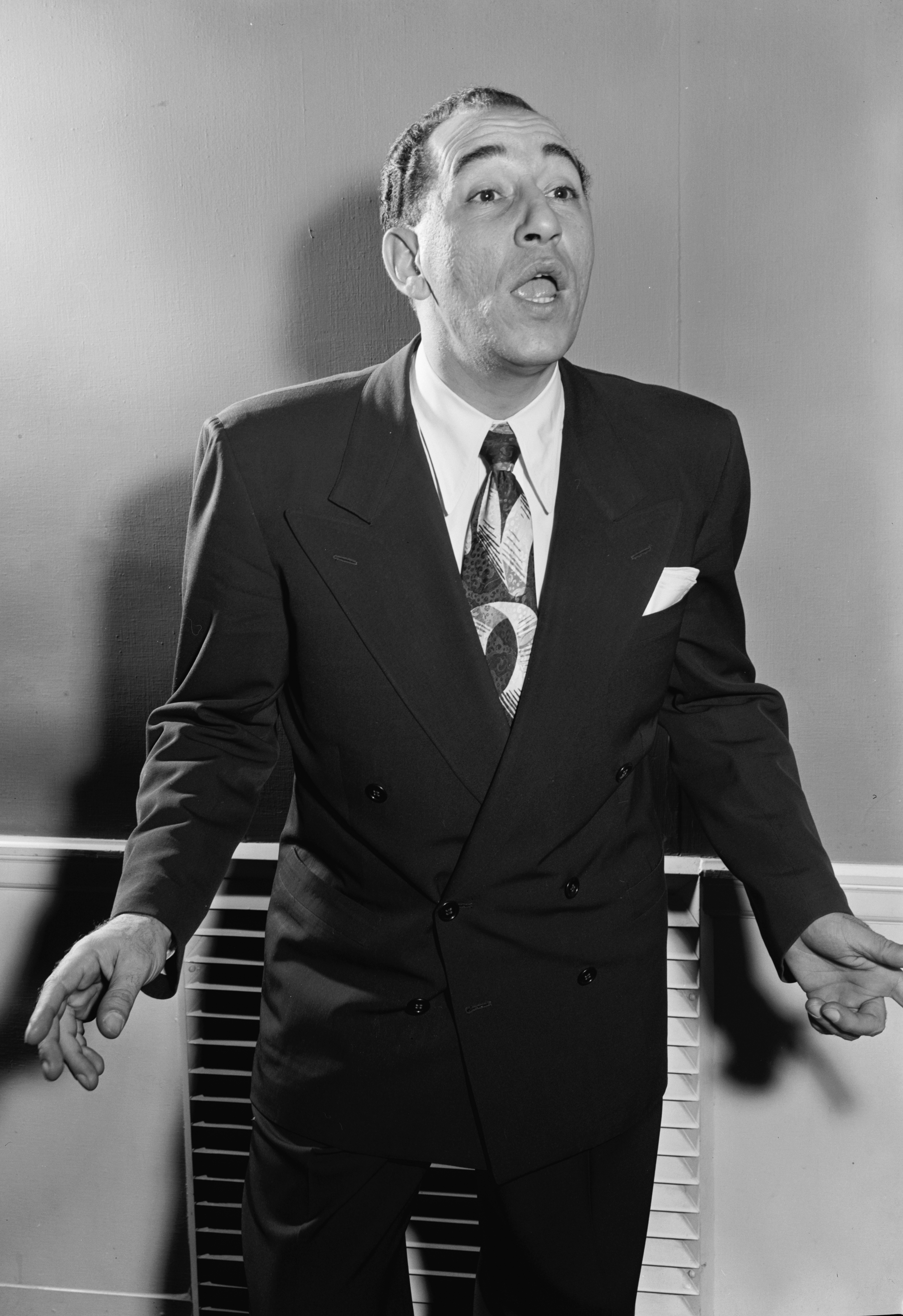
Louis Prima (1947)

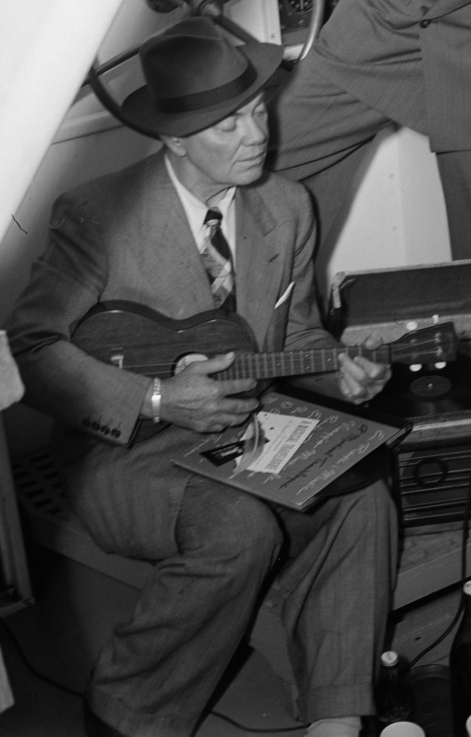
Cliff Edwards (1947)

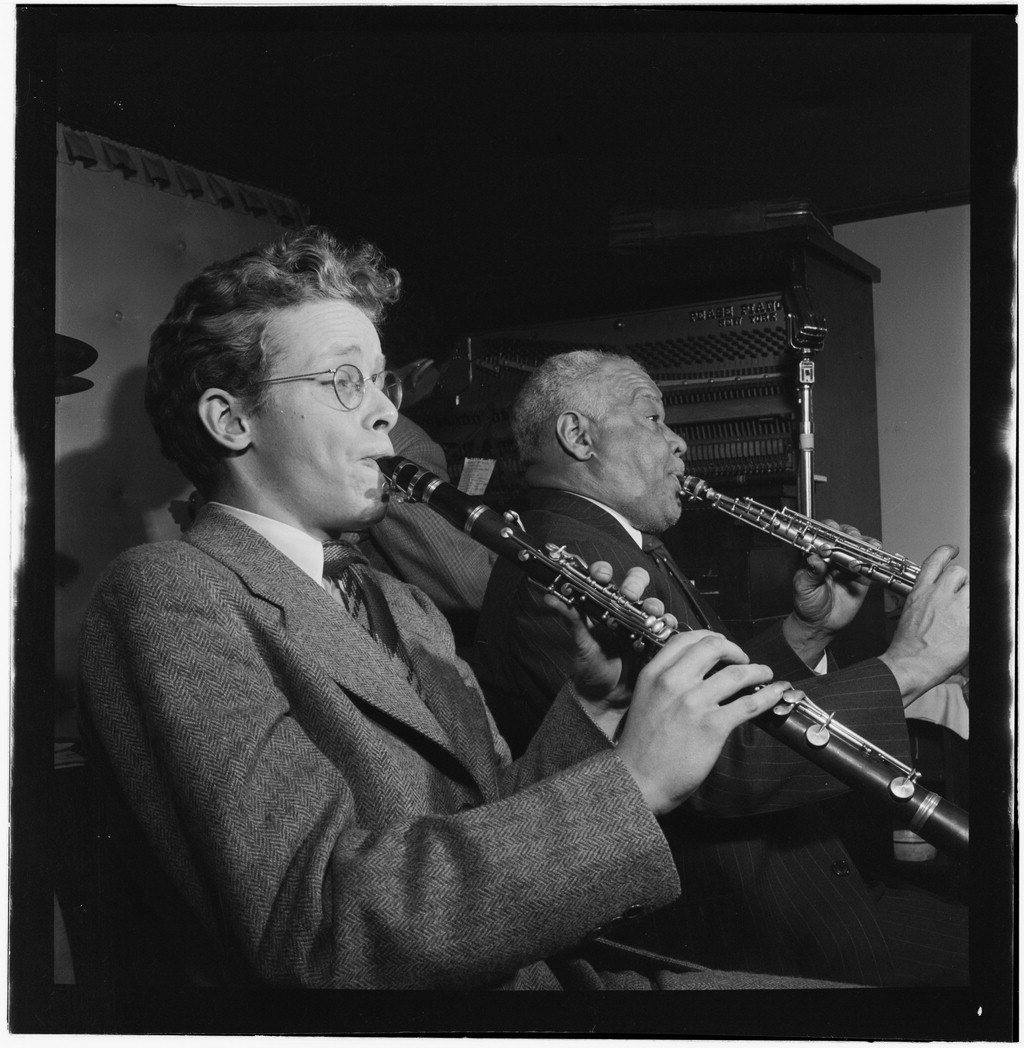
Bob Wilber und Sidney Bechet (1947)

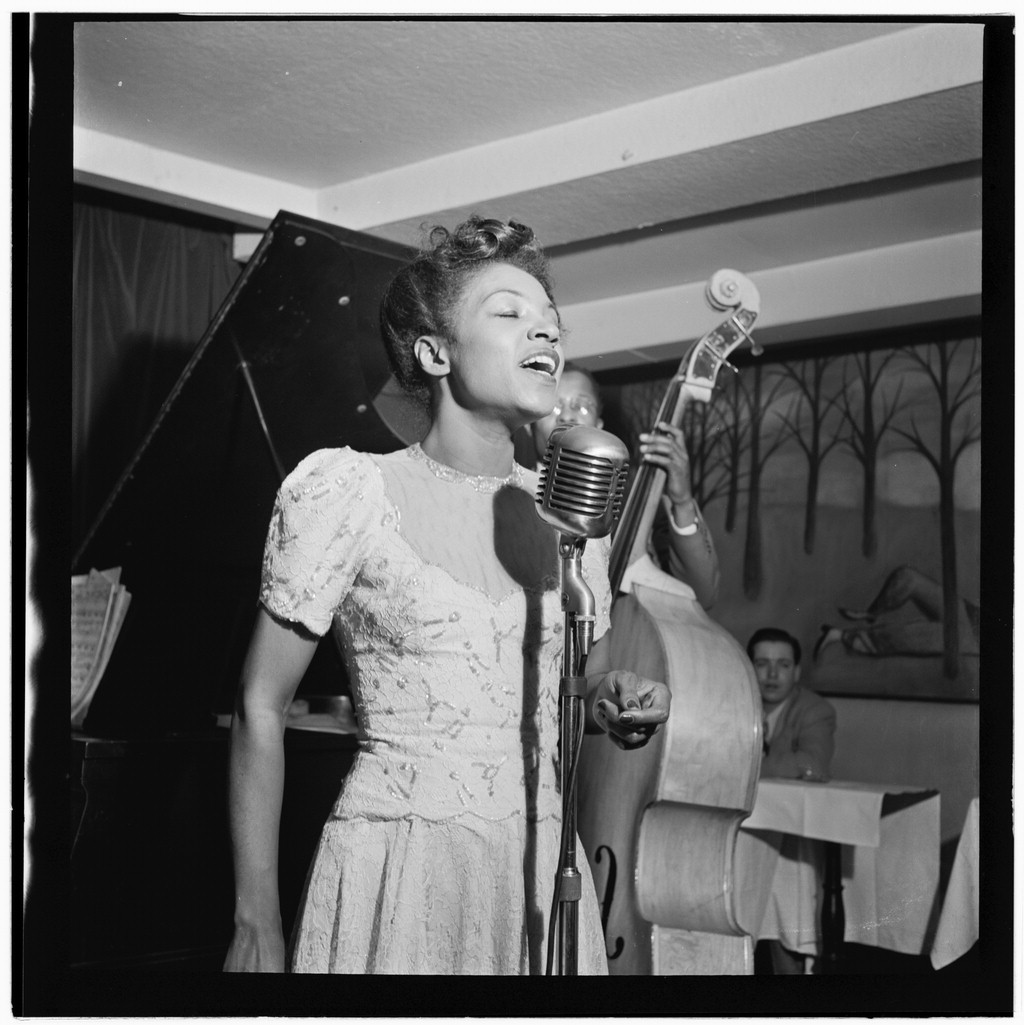
Maxine Sullivan (1947)

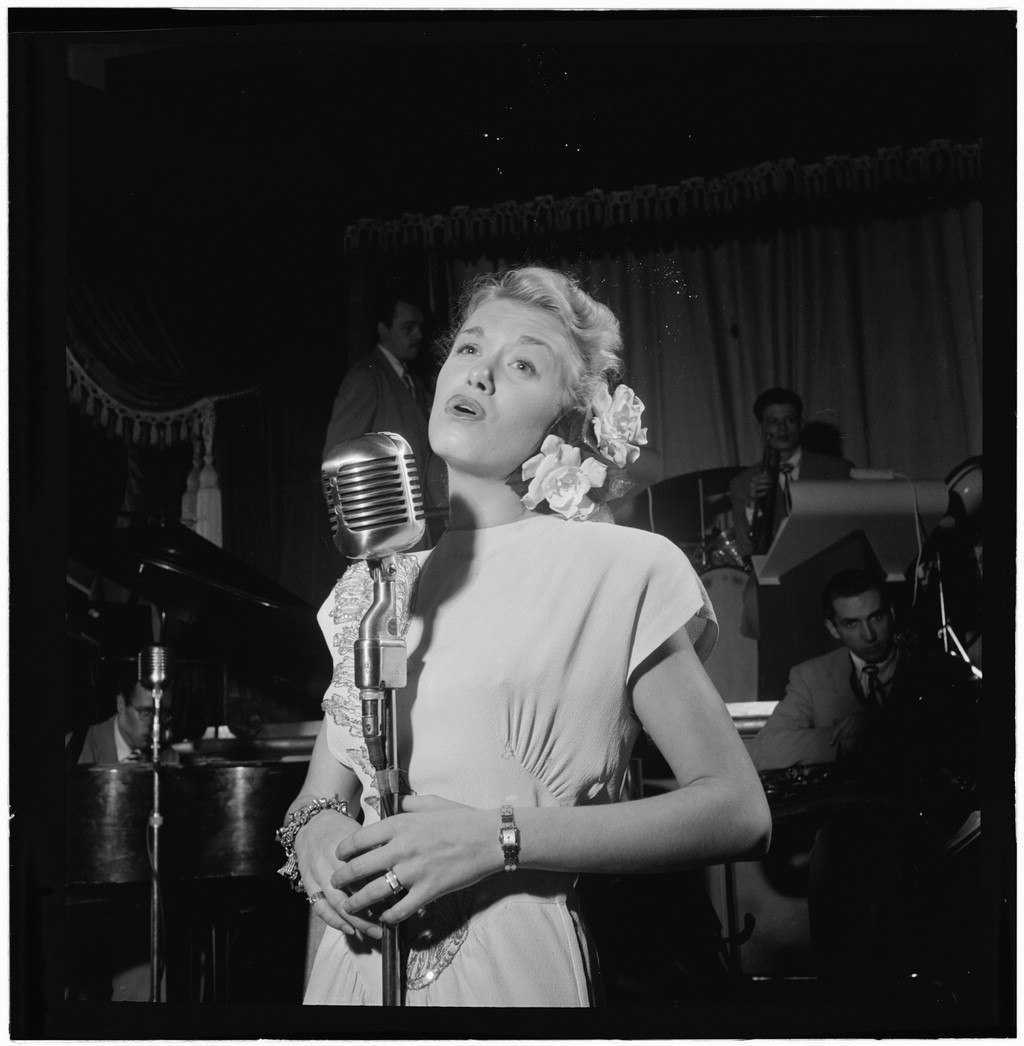
June Christy (1947)

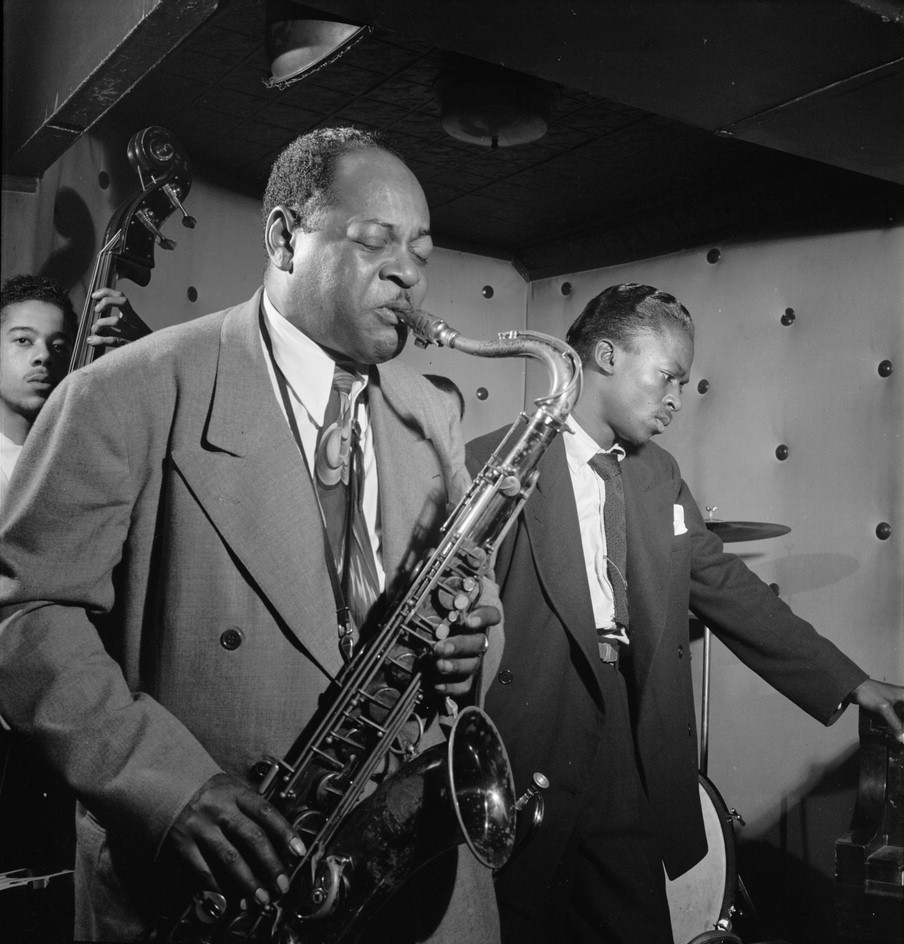
Coleman Hawkins und Miles Davis (1947)

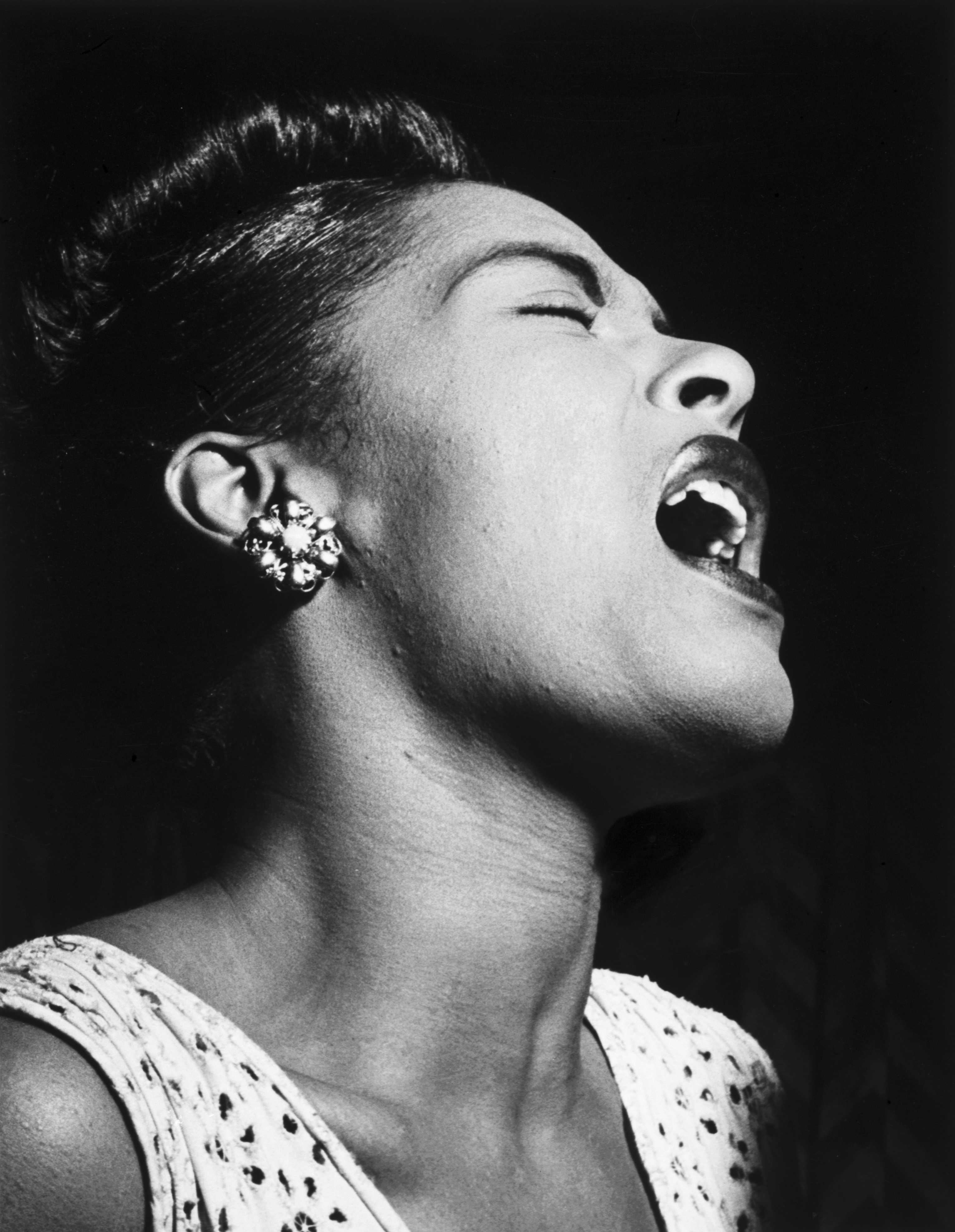
Billie Holiday (1947)

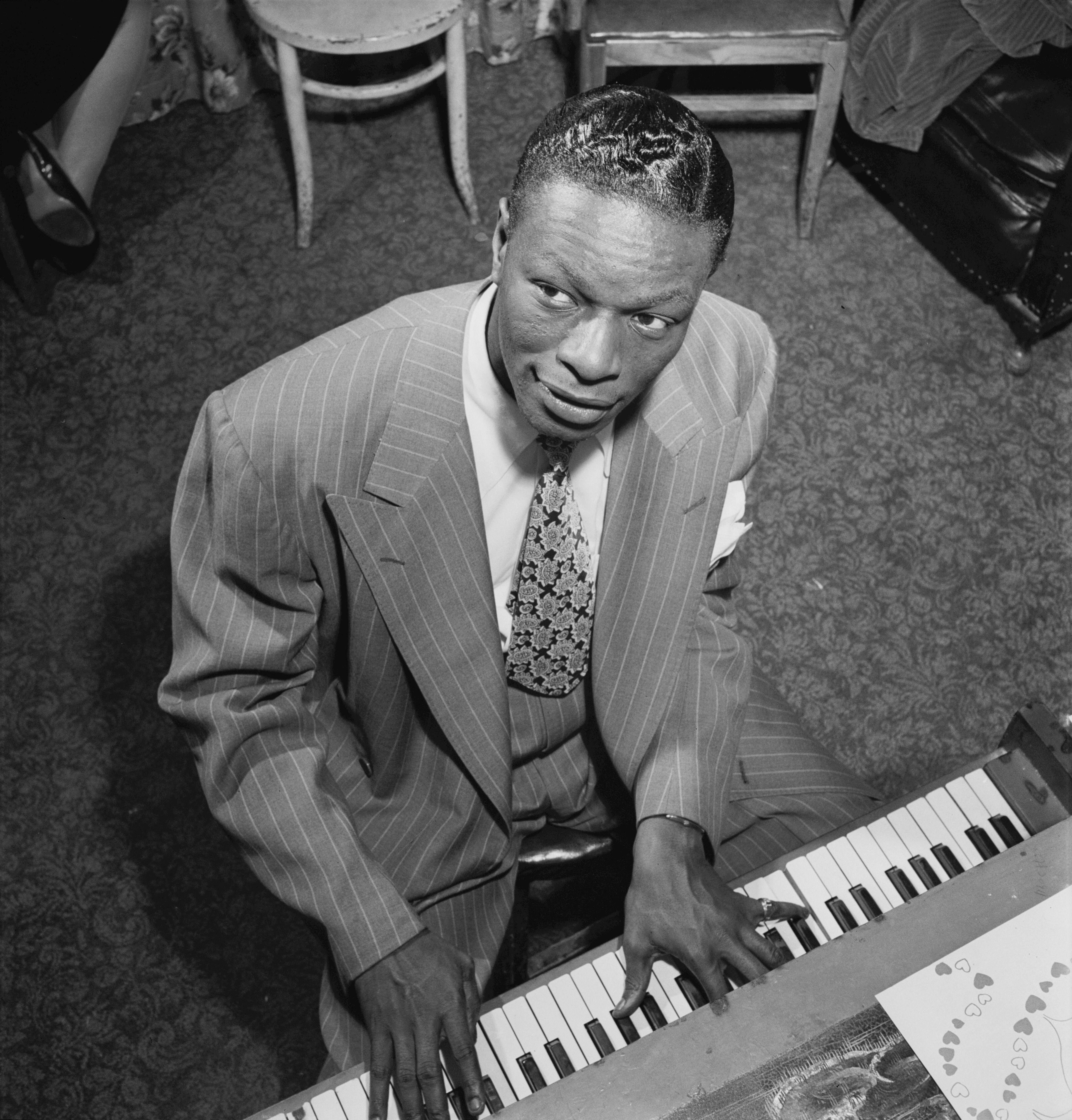
Nat King Cole (1947)

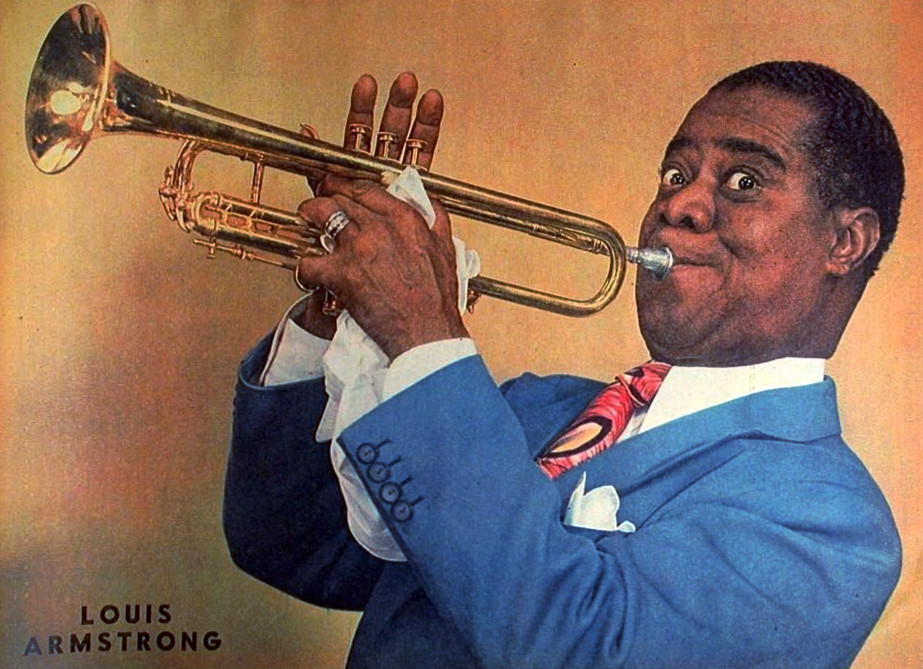
Louis Armstrong (1947)

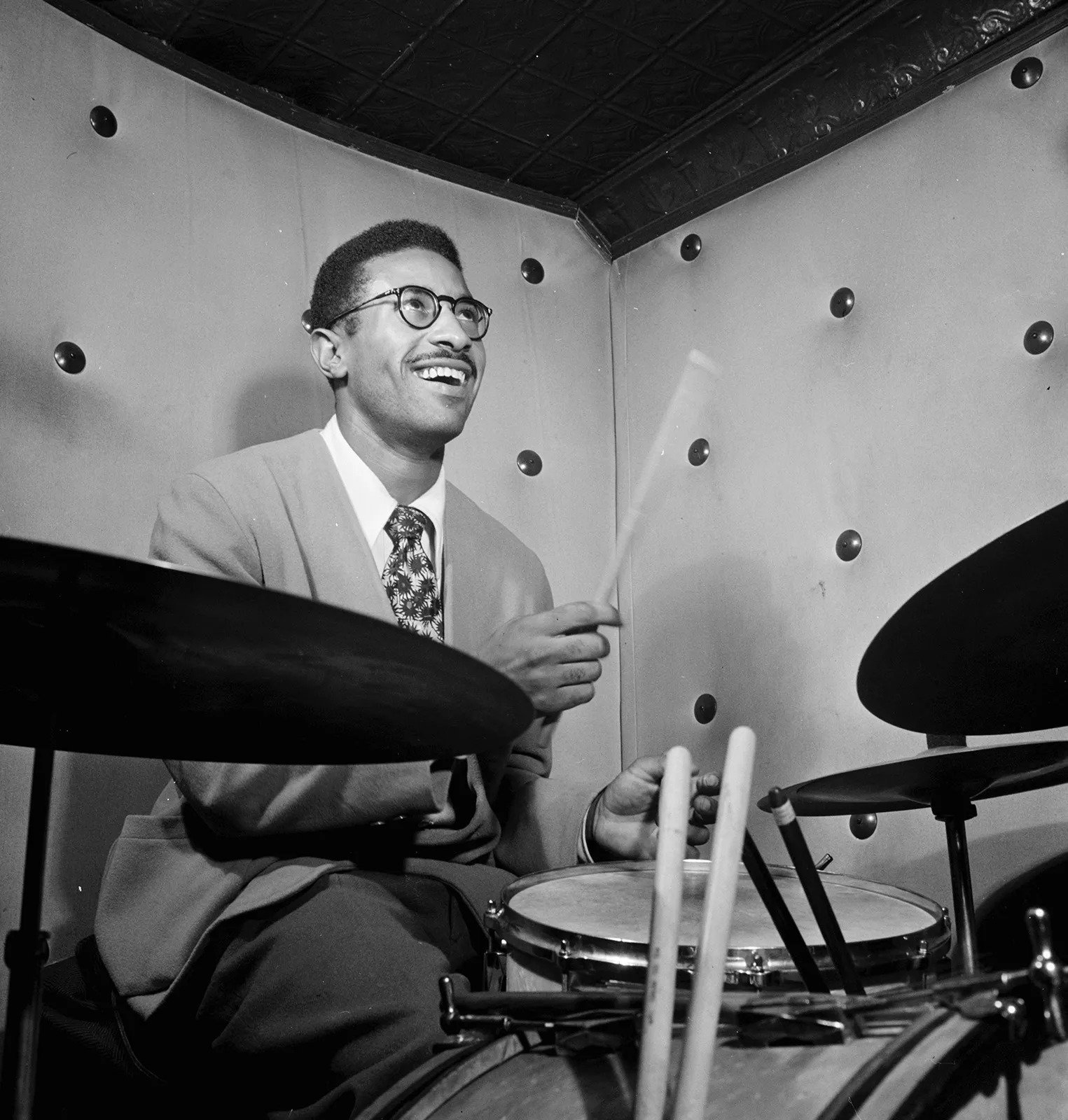
Max Roach (um 1947)

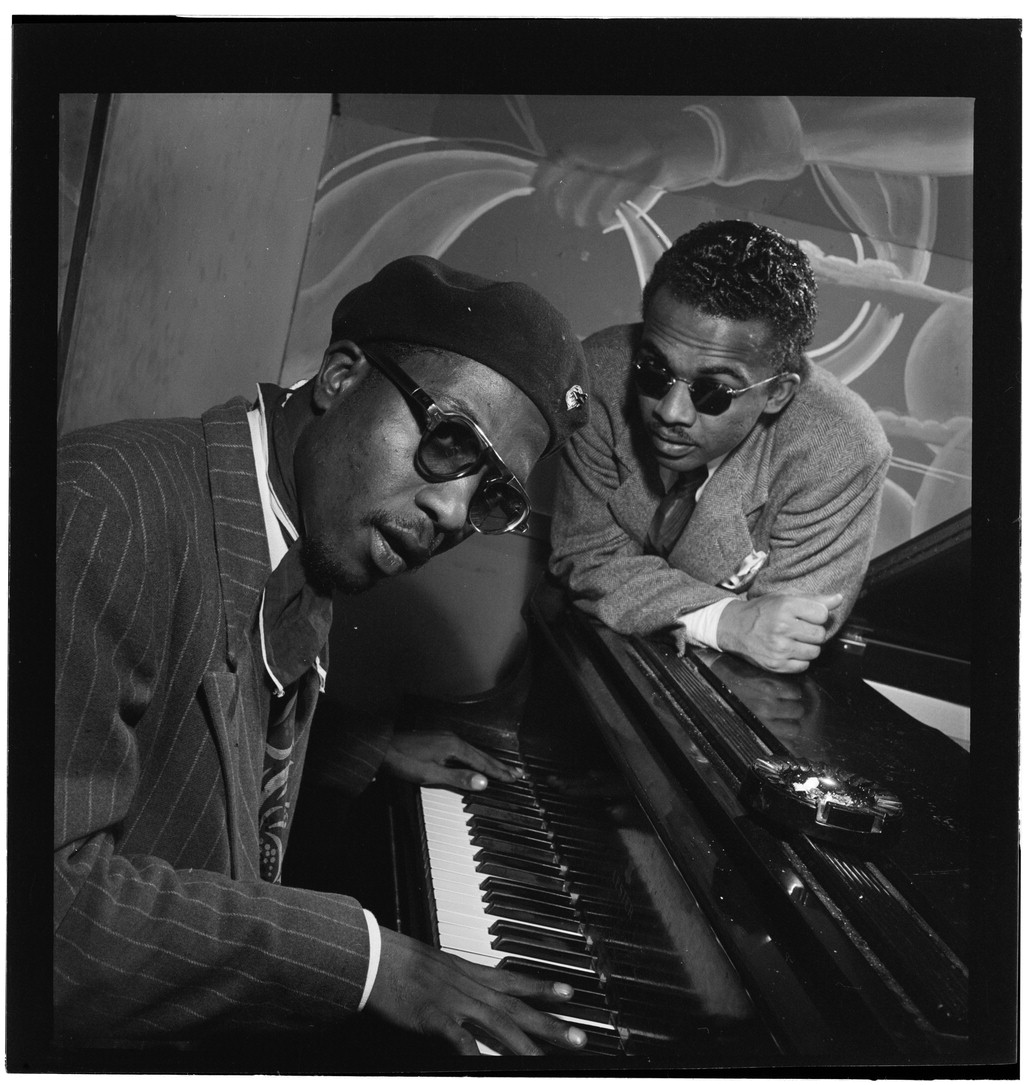
Thelonious Monk und Howard McGhee (1947)

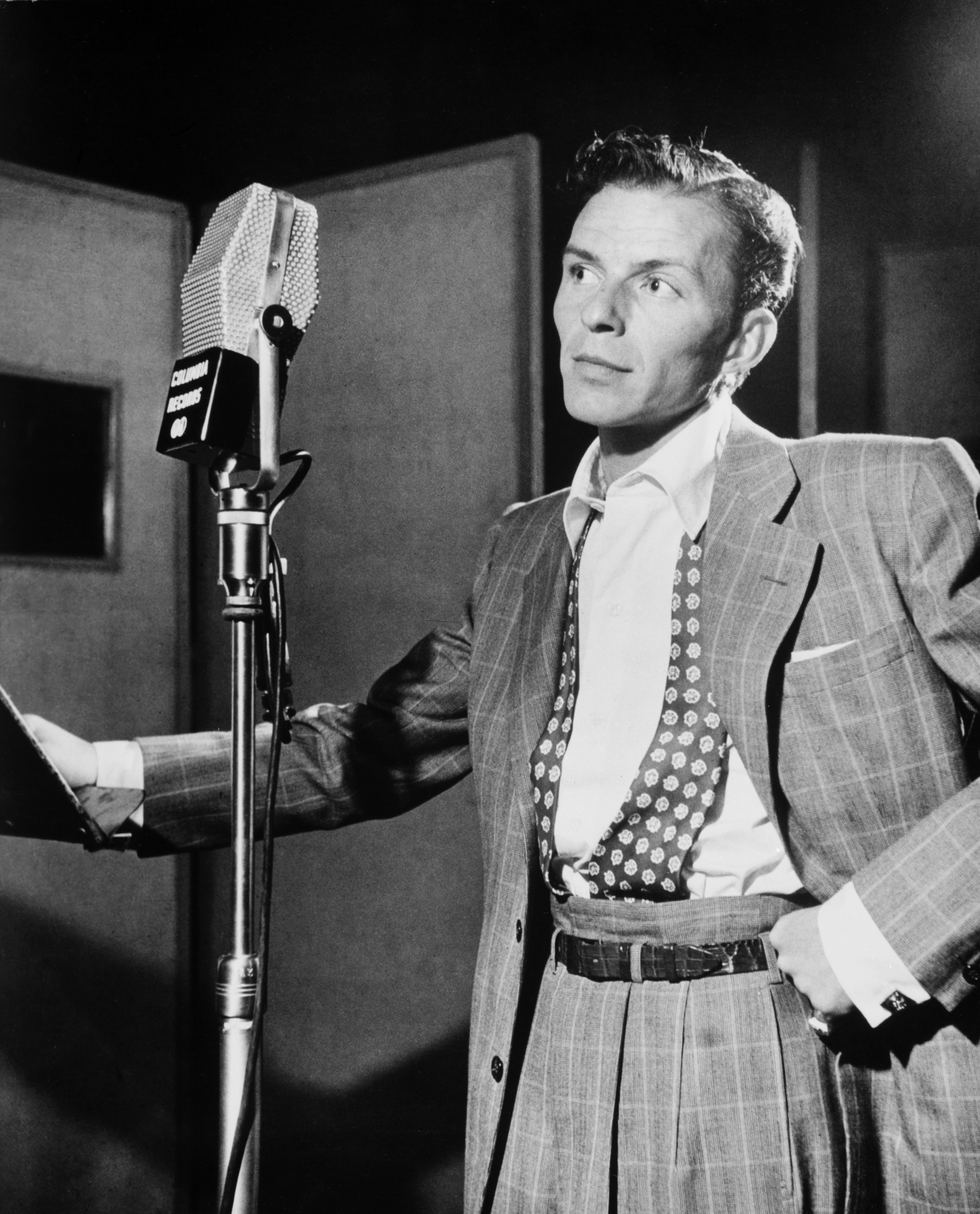
Frank Sinatra (1947)

## Ereignisse

### Amerika

#### Mexiko
- 00. August: Maria Callas gibt die Brünnhilde in einer Aufführung von Richard Wagners Die Walküre in Mexiko-Stadt.[1]

#### Vereinigte Staaten von Amerika
- 09. Januar: Uraufführung der Musical-Oper Street Scene von Kurt Weill nach einem Libretto von Elmer Rice am Adelphi Theatre in New York.
- 18. Februar: Uraufführung der Oper The Telephone von Gian Carlo Menotti am Heckscher Theater in New York. Das Werk sollte die bereits zuvor aufgeführte Kurzoper The Medium als „curtain raiser“ ergänzen. In beiden Fällen war der Komponist auch sein eigener Librettist.
- 13. März: Das Musical Brigadoon von Alan Jay Lerner (Buch und Liedtexte) und Frederick Loewe (Musik) hat seine Uraufführung am Ziegfeld Theatre in New York City. Es wird mit 581 Aufführungen der erste große Erfolg für Lerner und Loewe.
- 06. April: Im Waldorf Astoria in New York City findet erstmals die Verleihung der nach Antoinette Perry benannten Tony Awards für Theaterstücke und Musicals, die im Laufe des Jahres am Broadway gelaufen sind, statt.
- 16. Mai: Billie Holiday wird wegen Drogenbesitz verhaftet. Im darauffolgenden Prozess bekennt sie sich schuldig und bittet darum, in ein Krankenhaus eingewiesen zu werden, nachdem ihr Anwalt ihr hatte ausrichten lassen, er habe keine Lust, sie in dem Verfahren zu vertreten.
- Louis Armstrong löst 1947 seine Big Band auf und kehrt wieder zu seinen Ursprüngen, dem New Orleans Jazz und den kleinen Formationen zurück (Louis Armstrong and his All Stars feat. Velma Middleton).
- 27. Juni: Das Count Basie Orchestra tritt im Paradise Club in Atlantic City auf und erklärt sich bereit, zu niedrigeren Gagen zu spielen. Es folgt ein vierwöchiges Gastspiel im Strand Theater in Lakewood, zusammen mit Billie Holiday.
- Der Film The Fabulous Dorseys wird veröffentlicht, ein fiktiver biografischer Film, der die Geschichte der Dorsey-Brüder Tommy Dorsey und Jimmy Dorsey erzählt, von ihrer Kindheit in Shenandoah, über ihren Aufstieg, ihre Trennung und ihre Wiedervereinigung. Zu den veröffentlichten Standards im Film zählen Autumn Leaves, But Beautiful und Nature Boy.
- Les Paul veröffentlicht 1947 bei Capitol Records eine Aufnahme, die als Experiment in der Garage von Paul begonnen hat. Der Titel ist Lover (When You’re Near Me), und Les Paul spielt auf dieser Aufnahme acht unterschiedliche E-Gitarren-Parts. Es ist das erste Mal, dass das Multi-Tracking-Verfahren bei einer Aufnahme zum Einsatz kommt.
- Die Miles Davis All-Stars (mit Charlie Parker, Max Roach, John Lewis and Nelson Boyd) debütieren im Savoy Ballroom in New York City.
- Thelonious Monk nimmt erst 1947, im Alter von 30 Jahren, durch die Vermittlung des Saxophonisten und Talentscouts Ike Quebec seine erste Schallplatte als Bandleader für das aufstrebende Musiklabel Blue Note Records auf, später erschienen unter dem Titel Genius Of Modern Music.
- Patti Page erhält einen Schallplattenvertrag von Mercury Records.
- Bruno Walter wird Chefdirigent der New Yorker Philharmoniker.
- Das American Institute of Musicology gibt den ersten Band des Corpus Mensurabilis Musicae heraus, eine gedruckte Sammlung der sakralen und weltlichen Vokalmusik des späten Mittelalters und der Renaissance.

### Europa

#### Dänemark
- Die US-amerikanische Sopranistin Grace Moore stirbt bei einem Flugzeugabsturz auf dem Flughafen Kastrup bei Kopenhagen.[1]

#### Deutschland

##### Amerikanische Besatzungszone
- 08. Juni: Am Großen Haus der Württembergischen Staatstheater Stuttgart wird das bairische Stück Die Bernauerin von Carl Orff uraufgeführt.
- Der erste Jahrgang der Zeitschrift Musica. Zweimonatsschrift für alle Gebiete des Musiklebens erscheint im Bärenreiter-Verlag.

##### Sowjetische Besatzungszone
- 04. März: Die Uraufführung der szenischen Fassung der Oper Die Flut von Boris Blacher mit dem Libretto von Heinz von Cramer nach einer Erzählung von Guy de Maupassant findet in Dresden statt.
- 12. Februar: Uraufführung der Revue-Operette Nächte in Shanghai von Friedrich Schröder im Berliner Metropoltheater (Behrenstraße).
- 28. Oktober: Die SMAD erlässt den Befehl das Deutsche Theaterinstitut Schloß Belvedere (DTI) aus der Staatlichen Musikhochschule Franz Liszt herauszulösen. Aus dem Theaterinstitut geht das heutige Studiotheater Belvedere Weimar hervor.
- 23. Dezember: Uraufführung der Operette Chanel Nº 5 von Friedrich Schröder im Corso-Theater anlässlich dessen Wiedereröffnung.

#### Frankreich
- 5.–19. März: Erstes Auslandsgastspiel der Wiener Staatsoper nach dem Krieg im Pariser Théâtre des Champs-Élysées.[1]
- 03. Juni: Die Uraufführung der Opera buffa Les mamelles de Tirésias (Die Brüste des Tiresias) von Francis Poulenc erfolgt an der Opéra-Comique in Paris. Der Text bezieht sich auf das gleichnamige Drama von Guillaume Apollinaire.

#### Estland
- Juhan Aavik: Poem für Singstimme und Orchester (im schwedischen Exil komponiert)[2]

#### Italien
- 02. Januar: An der Mailänder Scala wird die Oper L’oro von Ildebrando Pizzetti uraufgeführt.
- 07. August: Carlo Bergonzi debütiert als Schaunard in La Bohème in der Arena Argentina in Catania.
- 00. Oktober: Enrico De Angelis verlässt das Quartetto Cetra, da er zum Militär eingezogen wird. Lucia Mannucci tritt an seine Stelle.
- 30. Dezember: Maria Callas singt die Isolde in Richard Wagners Tristan und Isolde im Teatro La Fenice in Venedig.

#### Norwegen
- Edvard Fliflet Bræin hat sein Debüt als Dirigent in Bergen.

#### Österreich
- 06. August: Uraufführung der Oper Dantons Tod von Gottfried von Einem bei den Salzburger Festspielen.

#### Schweden
- 25. Oktober: Uraufführung der Oper Genoveva von Natanael Berg am Kungliga Teatern in Stockholm.

#### Sowjetunion
- 11. Oktober: Die 6. Sinfonie von Sergei Sergejewitsch Prokofjew erlebt in Leningrad ihre Uraufführung. Der Komponist versteht sein Werk als tragisches Pendant zu seiner heroisch-patriotischen 5. Sinfonie.

#### Tschechoslowakei
- 19. April: Uraufführung der Oper Veronika von Rafael Kubelík in Brünn.

#### Vereinigtes Königreich
- 29. März (oder 20. Juni): Uraufführung der Oper Albert Herring von Benjamin Britten in Glyndebourne.
- 19. Mai: Im britischen Fernsehen erfolgt die erste Liveübertragung einer Oper. Gesendet wird der dritte und vierte Akt der Oper La Bohème von Giacomo Puccini aus dem Londoner Cambridge Theatre.[1]
- 11.–15. Juni: In Wales findet zum ersten Mal das Musikfestival Llangollen International Eisteddfod statt.[3]
- 19. Juni: Kathleen Ferrier tritt in der Glyndebourne Festival Opera in Christoph Willibald Glucks Oper Orfeo ed Euridice auf.
- 00. Juli: Der Dirigent Malcolm Sargent wird von König Georg VI. zum Ritter geschlagen.
- 22. August – 11. September: Das erste Edinburgh International Festival wird durchgeführt. Sein Mitbegründer und erster Direktor ist Sir Rudolf Bing. Das erste Festival konzentriert sich vor allem auf klassische Musik. Ein Höhepunkt sind die Konzerte der Wiener Philharmoniker, die mit ihrem ehemaligen Dirigenten Bruno Walter, der Europa nach der Besetzung seiner Heimat durch die Nationalsozialisten verlassen hatte, wieder vereint sind.
- 00. August: Der englische Komponist und Pianist Edmund Rubbra beginnt als Musikdozent am Worcester College der Oxford University zu arbeiten. In diesem Jahr veröffentlicht er auch seine 5. Sinfonie B-Dur op. 63.
- 27. September: Richard Tauber gibt seine Abschiedsvorstellung auf der Bühne. Er singt in London den „Ottavio“ in Don Giovanni von Wolfgang Amadeus Mozart mit dem Ensemble der Wiener Staatsoper unter Leitung von Josef Krips.
- 03. November: Bei der Royal Variety Performance im London Palladium, an der König George VI. teilnimmt, treten unter anderem Bud Flanagan, Wilson, Keppel und Betty, Borrah Minnevitchs Harmonica Rascals, Valerie Tandy und Gracie Fields auf.
- 00. Dezember: Benjamin Britten und die Sänger Joan Cross und Peter Pears gründen zusammen mit dem Designer John Piper und dem Produzenten Eric Crozier die English Opera Group.
- Das Amadeus-Quartett wird gegründet, damals noch unter dem Namen Brainin Quartett.

### Asien

#### Japan
- Das Swing Journal erscheint erstmals.

## Gründungen
- Die Lüneburger Symphoniker werden als Orchester des Theater Lüneburg gegründet.
- Die Slowenische Philharmonie wird in Ljubljana gegründet.
- Die US-amerikanische Musikgruppe Jerry Murad’s Harmonicats wird gegründet.
- Supreme Records – unabhängiges Plattenlabel in Los Angeles
- Gründung des Instituts für Neue Musik und Musikerziehung

## Musikcharts

### Vereinigte Staaten
Die längsten Nummer-eins-Singles
Lieder, die die meiste Zeit während eines anderen Jahres auf Platz 1 der Charts verbrachten, werden hier nicht aufgeführt.
1. Ted Weems & His Orchestra with Elmo Tanner – Heartaches; Francis Craig & His Orchestra – Near You (jeweils 12 Wochen)
2. Swing and Sway with Sammy Kaye with Billy Williams & Chorus – The Old Lamp-Lighter (7 Wochen)
3. Tex Williams & His Western Caravan – Smoke! Smoke! Smoke! (That Cigarette) (6 Wochen)

Die längsten Nummer-eins-Alben
Alben, die die meiste Zeit während eines anderen Jahres auf Platz 1 der Charts verbrachten, werden hier nicht aufgeführt.
1. Al Jolson – The Jolson Story (25 Wochen)
2. Al Jolson – Souvenir Album (9 Wochen)
3. Bing Crosby – Merry Christmas (8 Wochen)

Alle Nummer-eins-Hits und die Hits des Jahres

### Charts in weiteren Ländern
Siehe auch: Nummer-eins-Hits 1947 in  Australien und den Vereinigten Staaten.

### Weitere Hit-Singles
- A Sunday Kind Of Love von Frankie Laine
- Across The Alley From The Alamo von The Mills Brothers
- Ain’t Nobody Here but Us Chickens von Louis Jordan & His Tympany Five
- All of Me von Frankie Laine
- Almost Like Being In Love von Jo Stafford
- Always von Frank Sinatra
- Anything You Can Do von The Andrews Sisters, Bing Crosby & Dick Haymes
- April Showers von Al Jolson
- Autumn in New York von Jo Stafford
- Baby Doll von Sons of the Pioneers
- Ballerina von Vaughn Monroe
- Bang Bang von Jimmie Davis
- Blue Moon of Kentucky von Bill Monroe
- Boogie Woogie Blue Plate von Louis Jordan & His Tympany Five
- But Beautiful von Frankie Laine
- Chi-Baba, Chi-Baba von Perry Como
- Cigarettes Whiskey and Wild Wild Women von Sons of the Pioneers
- Civilization, aufgenommen von
  - The Andrews Sisters und Danny Kaye
  - Louis Prima
  - Jack Smith
  - Ray McKinley
  - Woody Herman
- Daddy-O (I’m Gonna Teach You Some Blues) von Dinah Shore
- Do It Again von Jane Russell
- Don’t Look Now von Ernest Tubb
- Fat Gal von Merle Travis
- Feudin’ And Fightin’ von Dorothy Shay
- Filipino Baby von Ernest Tubb
- Fool That I Am von Georgia Gibbs
- Frankie and Johnny von Guy Lombardo & Kenny Gardner
- Freight Train Boogie von Red Foley and the Cumberland Valley Boys
- Galway Bay von Bing Crosby
- Golden Earrings von Peggy Lee
- Haunted Heart von Jo Stafford
- Have I Told You Lately That I Love You? von Red Foley and the Cumberland Valley Boys
- Have Yourself A Merry Little Christmas von Frank Sinatra
- Heartaches von Ted Weems
- Here Comes Santa Claus (Right Down Santa Claus Lane) von Gene Autry
- How Are Things In Glocca Morra? von Dick Haymes
- Huggin’ And Chalkin’ von Hoagy Carmichael
- I Couldn’ Believe It Was True von Eddy Arnold
- I Want to Be Loved (But Only by You) von Savannah Churchill & The Four Tunes
- I Wish I Didn’t Love You So von Vaughn Monroe
- I’ll Hold You in My Heart (Till I Can Hold You in My Arms) von Eddy Arnold
- I’ll Step Aside von Ernest Tubb
- I’ve Got A Crush On You von Frank Sinatra
- If I Loved You von Jo Stafford
- In the Still of the Night von Jo Stafford
- Inspiration Point von Frankie Laine
- It Only Happens Once von Frankie Laine
- It’s a Sin von Eddy Arnold
- Ivy von Jo Stafford
- Jack, You’re Dead von Louis Jordan & His Tympany Five
- Let Me Sing And I’m Happy von Al Jolson
- Linda von Buddy Clark & The Ray Noble Orchestra
- Loaded Pistols, Loaded Dice von Phil Harris
- Make Believe von Jo Stafford
- Mam’selle, aufgenommen von
  - Frankie Laine
  - Art Lund
  - Frank Sinatra
  - Dick Haymes
  - Dennis Day
  - The Pied Pipers
- Managua, Nicaragua von Freddy Martin
- Mean To Me von Frank Sinatra
- Missouri von Merle Travis
- Move It On Over von Hank Williams
- Near You, aufgenommen von
  - The Andrews Sisters
  - Francis Craig
- Never Trust a Woman, aufgenommen von
  - Red Foley
  - Tex Williams
- Nevertheless von Frankie Laine
- New Jolie Blonde (New Pretty Blonde) von Red Foley and the Cumberland Valley Boys
- Night And Day von Frank Sinatra
- Old Maid Boogie von Eddie Vinson & His Orchestra
- Our Own Jolie Blon von Red Foley and the Cumberland Valley Boys
- Peg o’ My Heart, aufgenommen von
  - Buddy Clark
  - The Harmonicats
  - The Three Suns
- Pretty Blond von Moon Mullican
- Put ’Em In A Box von Frankie Laine
- Put Yourself In My Place, Baby von Frankie Laine
- Rainbow at Midnight von Ernest Tubb
- Serenade of the Bells, aufgenommen von
  - Jo Stafford
  - Sammy Kaye
  - Kay Kyser
- Shine von Frankie Laine
- Sincerely Yours von The Ink Spots
- Singing The Blues von Frankie Laine
- Smoke! Smoke! Smoke! (That Cigarette) von Tex Williams
- So Round, So Firm, So Fully Packed, aufgenommen von
  - Johnny Bond
  - Merle Travis
  - Ernest Tubb
- Steel Guitar Rag von Merle Travis
- Sugar Moon von Bob Wills and His Texas Playboys
- Teardrops in My Heart von Sons of the Pioneers
- Temptation von Red Ingle and The Natural Seven feat. Jo Stafford
- That Ain’t Right von Frankie Laine
- That’s How Much I Love You von Red Foley and the Cumberland Valley Boys
- That’s What I Like About the West von Tex Williams
- The Anniversary Song, aufgenommen von
  - Al Jolson
  - Tex Beneke and the Glenn Miller Orchestra
  - Guy Lombardo
  - Dinah Shore
  - Andy Russell
- The Darktown Poker Club von Phil Harris
- The Lonesome Road von Dinah Shore
- The Night Has A Thousand Eyes von Anne Shelton
- The Spaniard That Blighted My Life von Al Jolson & Bing Crosby
- The Whiffenpoof Song von Bing Crosby
- This is My Lovely Day (von Vivian Ellis, aus dem Musical Bless the Bride) von Lizbeth Webb
- To My Sorrow von Eddy Arnold
- Too Fat Polka von Arthur Godfrey
- We’ll Be Together Again von Frankie Laine
- What Is Life Without Love von Eddy Arnold
- When You Were Sweet Sixteen von Perry Como
- You Do, aufgenommen von
  - Bing Crosby
  - Vic Damone
  - Vaughn Monroe
  - Dinah Shore
  - Margaret Whiting

## Musikpreisverleihungen und Ehrungen

### Oscarverleihung
- Beste Filmmusik (Drama/Komödie): Hugo Friedhofer – Die besten Jahre unseres Lebens (The Best Years of Our Lives)
- Beste Filmmusik (Musikfilm): Morris Stoloff – Der Jazzsänger (The Jolson Story)
- Bester Filmsong: On the Atchison, Topeka and the Santa Fe aus The Harvey Girls – Johnny Mercer, Harry Warren
- Bester Ton: John P. Livadary – Der Jazzsänger (The Jolson Story)

### Pulitzerpreis
- Pulitzerpreis/Musik: Charles Ives – Symphony No. 3

### Tony Awards
- Musical – Beste Originalmusik: Street Scene von Kurt Weill
- Musical – Bester Nebendarsteller: David Wayne in Finian’s Rainbow
- Musical – Beste Choreographie: Agnes de Mille für Brigadoon und Michael Kidd für Finian’s Rainbow

### Weitere
- Förderpreis Musik der Landeshauptstadt München: Carl Orff
- Preis der Stadt Wien für Musik: Hanns Jelinek

## Neuveröffentlichungen (Auswahl)

### Lieder und Kompositionen

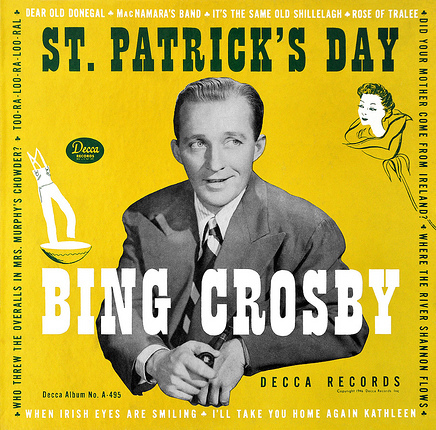
St. Patrick’s Day – Bing Crosby

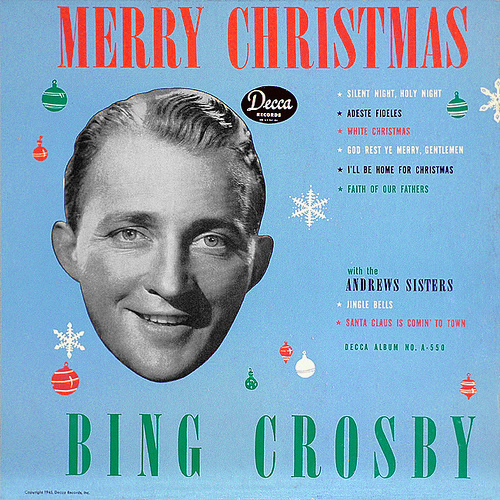
Merry Christmas – Bing Crosby

| Lied                                                                        | Text                                                                                      | Musik                                              | Erstinterpret                       | Label             | Veröffentlichung  | Genre            | Album                   | Weitere Informationen                                                            |
| --------------------------------------------------------------------------- | ----------------------------------------------------------------------------------------- | -------------------------------------------------- | ----------------------------------- | ----------------- | ----------------- | ---------------- | ----------------------- | -------------------------------------------------------------------------------- |
| (I’d Like to Get You on a) Slow Boat to China                               | Frank Loesser                                                                             | Frank Loesser                                      |                                     |                   | 1947              |                  |                         |                                                                                  |
| A Fella with an Umbrella                                                    | Irving Berlin                                                                             | Irving Berlin                                      |                                     |                   | 1947              |                  |                         |                                                                                  |
| A Hundred And Sixty Acres                                                   | David Kapp                                                                                | David Kapp                                         |                                     |                   | 1947              |                  |                         |                                                                                  |
| A Little Bird Told Me                                                       | Harvey O. Brooks                                                                          | Harvey O. Brooks                                   |                                     |                   | 1947              |                  |                         |                                                                                  |
| Across the Alley From the Alamo                                             | Joe Green                                                                                 | Joe Green                                          |                                     |                   | 1947              |                  |                         |                                                                                  |
| Afraid to Fall in Love                                                      | Ralph Blane                                                                               | Harry Warren                                       | Mickey Rooney und Gloria DeHaven    |                   | 1947              |                  |                         | Musik im Film Summer Holiday                                                     |
| Ah, But It Happens                                                          | William Dunham                                                                            | Walter Kent                                        |                                     |                   | 1947              |                  |                         |                                                                                  |
| Almost Like Being in Love                                                   | Alan Jay Lerner                                                                           | Frederick Loewe                                    |                                     |                   | 1947              | Jazz             |                         | Gesungen von David Brooks und Marion Bell in dem Musical Brigadoon               |
| And Mimi                                                                    | Jimmy Kennedy und Nat Simon                                                               | Jimmy Kennedy und Nat Simon                        |                                     |                   | 1947              |                  |                         |                                                                                  |
| Apalachicola F.L.A.                                                         | Johnny Burke                                                                              | Jimmy Van Heusen                                   |                                     |                   | 1947              |                  |                         | Gesungen von Bob Hope und Bing Crosby in dem Film Road to Rio                    |
| An Apple Blossom Wedding                                                    | Jimmy Kennedy und Nat Simon                                                               | Jimmy Kennedy und Nat Simon                        |                                     |                   | 1947              |                  |                         |                                                                                  |
| April in Portugal                                                           | Jose Galhardo (portugiesisch) Jimmy Kennedy (englisch)                                    | Raul Ferrão                                        |                                     |                   | 1947              | Fado             |                         |                                                                                  |
| Ballerina                                                                   | Bob Russell und Carl Sigman                                                               | Bob Russell und Carl Sigman                        |                                     |                   | 1947              |                  |                         |                                                                                  |
| Beg Your Pardon                                                             | Francis Craig und Beasley Smith                                                           | Francis Craig und Beasley Smith                    |                                     |                   | 1947              |                  |                         |                                                                                  |
| Big Brass Band from Brazil                                                  | Bob Hilliard und Carl Sigman                                                              | Bob Hilliard und Carl Sigman                       |                                     |                   | 1947              |                  |                         |                                                                                  |
| Bloop Bleep                                                                 | Frank Loesser                                                                             | Frank Loesser                                      |                                     |                   | 1947              |                  |                         |                                                                                  |
| Blue Moon of Kentucky                                                       | Bill Monroe                                                                               | Bill Monroe                                        | Bill Monroe and his Blue Grass Boys | Columbia          | September 1947    | Bluegrass        |                         |                                                                                  |
| Blue Shadows on the Trail                                                   | Johnny Lange                                                                              | Elliot Daniel                                      |                                     |                   | 1947              |                  |                         |                                                                                  |
| Bouquet of Roses                                                            | Steve Nelson und Bob Hilliard                                                             | Steve Nelson und Bob Hilliard                      |                                     |                   | 1947              |                  |                         |                                                                                  |
| Busy Doing Nothing                                                          | Johnny Burke                                                                              | Jimmy Van Heusen                                   |                                     |                   | 1947              |                  |                         |                                                                                  |
| But Beautiful                                                               | Johnny Burke                                                                              | Jimmy Van Heusen                                   |                                     |                   | 1947              |                  |                         |                                                                                  |
| Buttons and Bows                                                            | Jay Livingston und Ray Evans                                                              | Jay Livingston und Ray Evans                       | Dinah Shore                         | Columbia          | 30. November 1947 | Filmmusik        | Buttons and Bows        | Oscarnominierung 1949 als „Bester Song“                                          |
| C’est si bon                                                                | Jerry Seelen (englisch) André Hornez (französisch)                                        | Henri Betti                                        | Jean Marco                          |                   | 1947              | Jazz, Chanson    |                         |                                                                                  |
| Chi-Baba, Chi-Baba                                                          | Mack David, Jerry Livingston und Al Hoffman                                               | Mack David, Jerry Livingston und Al Hoffman        |                                     |                   | 1947              |                  |                         |                                                                                  |
| Cigarettes, Whisky, And Wild, Wild Women                                    | Tim Spencer                                                                               | Tim Spencer                                        |                                     |                   | 1947              |                  |                         |                                                                                  |
| Civilization                                                                | Bob Hilliard und Carl Sigman                                                              | Bob Hilliard und Carl Sigman                       |                                     |                   | 1947              |                  |                         | Gesungen von Elaine Stritch in der Revue Angel in the Wings                      |
| Clancy Lowered the Boom                                                     | Hy Heath und Johnny Lange                                                                 | Hy Heath und Johnny Lange                          |                                     |                   | 1947              |                  |                         |                                                                                  |
| Come to Me, Bend to Me                                                      | Alan Jay Lerner                                                                           | Frederick Loewe                                    |                                     |                   | 1947              |                  |                         |                                                                                  |
| Come to the Mardi Gras                                                      | Ervin Drake und Jimmy Shirl (englisch) Max Bulhoes und Milton De Oliviera (portugiesisch) | Max Bulhoes und Milton De Oliviera                 |                                     |                   | 1947              |                  |                         |                                                                                  |
| Confess                                                                     | Bennie Benjamin und George David Weiss                                                    | Bennie Benjamin und George David Weiss             |                                     |                   | 1947              |                  |                         |                                                                                  |
| Cuanto Le Gusta                                                             | Ray Gilbert                                                                               | Gabriel Ruiz                                       |                                     |                   | 1947              |                  |                         |                                                                                  |
| Donna Lee                                                                   |                                                                                           | Charlie Parker                                     |                                     |                   | 1947              | Jazz             |                         | Jazzstandard, unter Mitwirkung von Miles Davis entstanden                        |
| Don’t Smoke in Bed                                                          | Willard Robison                                                                           | Willard Robison                                    |                                     |                   | 1947              |                  |                         |                                                                                  |
| Don’t Telephone, Don’t Telegraph, Tell a Woman                              | Al Stewart und Tex Williams                                                               | Al Stewart und Tex Williams                        |                                     |                   | 1947              |                  |                         |                                                                                  |
| Down by the Station                                                         | Lee Ricks & Slim Gaillard                                                                 | Lee Ricks & Slim Gaillard                          |                                     |                   | 1947              |                  |                         | Adaptiert von einem Kinderlied von Lee Ricks und Slim Gaillard                   |
| Down the Old Spanish Trail                                                  | Kenneth Leslie-Smith und Jimmy Kennedy                                                    | Kenneth Leslie-Smith und Jimmy Kennedy             |                                     |                   | 1947              |                  |                         |                                                                                  |
| Everybody Loves Somebody                                                    | Irving Taylor                                                                             | Ken Lane                                           |                                     |                   | 20. November 1947 |                  |                         |                                                                                  |
| Everybody’s Gonna Have A Wonderful Time Up There                            | Lee Roy Abernathy                                                                         | Lee Roy Abernathy                                  |                                     |                   | 1947              |                  |                         |                                                                                  |
| Ev’ry Day I Love You                                                        | Sammy Cahn                                                                                | Jule Styne                                         |                                     |                   | 1947              |                  |                         |                                                                                  |
| For Every Man There’s a Woman                                               | Leo Robin                                                                                 | Harold Arlen                                       |                                     |                   | 1947              |                  |                         | Gesungen von Tony Martin in dem Film Casbah aus dem Jahr 1948                    |
| Four Brothers                                                               | Jimmy Giuffre                                                                             | Jimmy Giuffre                                      |                                     |                   | 27. Dezember 1947 | Jazz             |                         |                                                                                  |
| Fun And Fancy Free                                                          | Bennie Benjamin und George David Weiss                                                    | Bennie Benjamin und George David Weiss             |                                     |                   | 1947              |                  |                         |                                                                                  |
| Galway Bay                                                                  | Dr. Arthur Colahan                                                                        | Dr. Arthur Colahan                                 |                                     |                   | 1947              |                  |                         |                                                                                  |
| Good Rockin’ Tonight                                                        | Roy Brown                                                                                 | Roy Brown                                          |                                     | De Luxe           | 1947              | Rhythm and Blues |                         |                                                                                  |
| Haunted Heart                                                               | Howard Dietz                                                                              | Arthur Schwartz                                    |                                     |                   | 1947              |                  |                         |                                                                                  |
| Here Comes Santa Claus                                                      | Gene Autry und Oakley Haldeman                                                            | Gene Autry und Oakley Haldeman                     | Gene Autry                          | Columbia          | 6. Oktober 1947   |                  |                         | Weihnachtslied                                                                   |
| Here I’ll Stay                                                              | Alan Jay Lerner                                                                           | Kurt Weill                                         |                                     |                   | 1947              |                  |                         |                                                                                  |
| Hooray For Love                                                             | Leo Robin                                                                                 | Harold Arlen                                       |                                     |                   | 1947              |                  |                         | Gesungen von Tony Martin und Yvonne DeCarlo in dem Film Casbah aus dem Jahr 1948 |
| Hurry On Down                                                               | Nellie Lutcher                                                                            | Nellie Lutcher                                     |                                     |                   | 1947              |                  |                         |                                                                                  |
| I Like’em Fat Like That                                                     | Claude Demetrius, Louis Jordan, J. Mayo Williams                                          | Claude Demetrius, Louis Jordan, J. Mayo Williams   |                                     |                   | 1947              |                  |                         |                                                                                  |
| I Still Get Jealous                                                         | Sammy Cahn                                                                                | Jule Styne                                         |                                     |                   | 1947              |                  |                         |                                                                                  |
| I Tipped My Hat And Slowly Rode Away                                        | Larry Marks und Dick Charles                                                              | Larry Marks und Dick Charles                       |                                     |                   | 1947              |                  |                         |                                                                                  |
| I Wish I Didn’t Love You So                                                 | Frank Loesser                                                                             | Frank Loesser                                      |                                     |                   | 1947              |                  |                         |                                                                                  |
| Ichabod                                                                     | Don Raye und Gene De Paul                                                                 | Don Raye und Gene De Paul                          |                                     |                   | 1947              |                  |                         |                                                                                  |
| If You Stub Your Toe On The Moon                                            | Johnny Burke                                                                              | Jimmy Van Heusen                                   |                                     |                   | 1947              |                  |                         |                                                                                  |
| I’ll Dance At Your Wedding                                                  | Herb Magidson                                                                             | Ben Oakland                                        |                                     |                   | 1947              |                  |                         |                                                                                  |
| I’ll Go Home With Bonnie Jean                                               | Alan Jay Lerner                                                                           | Frederick Loewe                                    |                                     |                   | 1947              |                  |                         |                                                                                  |
| I’m My Own Grandpa                                                          | Dwight Latham und Moe Jaffe                                                               | Dwight Latham und Moe Jaffe                        |                                     |                   | 1947              |                  |                         |                                                                                  |
| In Walked Bud                                                               | Jon Hendricks                                                                             | Thelonious Monk                                    |                                     |                   | 1947              |                  |                         |                                                                                  |
| It Only Happens When I Dance With You                                       | Irving Berlin                                                                             | Irving Berlin                                      |                                     |                   | 1947              |                  |                         |                                                                                  |
| It Takes a Long, Long Train With a Red Caboose                              | Larry Marks und Dick Charles                                                              | Larry Marks und Dick Charles                       |                                     |                   | 1947              |                  |                         |                                                                                  |
| It Was Written in the Stars                                                 | Leo Robin                                                                                 | Harold Arlen                                       |                                     |                   | 1947              | Filmmusik        |                         |                                                                                  |
| It’s a Most Unusual Day                                                     | Harold Adamson                                                                            | Jimmy McHugh                                       |                                     |                   | 1947              |                  |                         |                                                                                  |
| Ivy                                                                         | Hoagy Carmichael                                                                          | Hoagy Carmichael                                   |                                     |                   | 1947              |                  |                         |                                                                                  |
| Kokomo, Indiana                                                             | Mack Gordon                                                                               | Josef Myrow                                        |                                     |                   | 1947              |                  |                         |                                                                                  |
| Lady Bird                                                                   |                                                                                           | Tadd Dameron                                       |                                     |                   | 1947              |                  |                         |                                                                                  |
| Laroo Laroo Lilli Bolero                                                    | Sylvia Dee und Elizabeth Moore                                                            | Sidney Lippman                                     |                                     |                   | 1947              |                  |                         |                                                                                  |
| Lazy Countryside                                                            | Bobby Worth                                                                               | Bobby Worth                                        |                                     |                   | 1947              |                  |                         |                                                                                  |
| Life Gets Tee-jus, Don’t It                                                 | Carson Robison                                                                            | Carson Robison                                     |                                     |                   | 1947              |                  |                         |                                                                                  |
| Look To The Rainbow                                                         | E.Y. Harburg                                                                              | Burton Lane                                        |                                     |                   | 1947              |                  |                         |                                                                                  |
| Love Is Where You Find It                                                   | Earl K. Brent                                                                             | Nacio Herb Brown                                   |                                     |                   | 1947              |                  |                         |                                                                                  |
| Love Somebody                                                               | Joan Whitney und Alex Kramer                                                              | Joan Whitney und Alex Kramer                       |                                     |                   | 1947              |                  |                         |                                                                                  |
| Mam’selle                                                                   | Mack Gordon                                                                               | Edmund Goulding                                    |                                     |                   | 1947              |                  |                         |                                                                                  |
| Mañana (Is Soon Enough for Me)                                              | Peggy Lee und Dave Barbour                                                                | Peggy Lee und Dave Barbour                         |                                     |                   | 1947              |                  |                         |                                                                                  |
| Maybe It’s Because I’m a Londoner                                           | Hubert Gregg                                                                              | Hubert Gregg                                       |                                     |                   | 1947              |                  |                         |                                                                                  |
| Maybe You’ll Be There                                                       | Sammy Gallop                                                                              | Rube Bloom                                         |                                     |                   | 1947              |                  |                         |                                                                                  |
| Near You                                                                    | Kermit Goell                                                                              | Francis Craig                                      |                                     | Bullet            | März 1947         | Popsong          |                         |                                                                                  |
| Now Is The Hour                                                             | Maewa Kaihan, Clement Scott und Dorothy Stewart                                           | Maewa Kaihan, Clement Scott und Dorothy Stewart    |                                     |                   | 1947              |                  |                         |                                                                                  |
| On Green Dolphin Street                                                     | Ned Washington                                                                            | Bronislaw Kaper                                    |                                     |                   | 1947              |                  |                         | Hauptthema (Instrumental) für den Film Green Dolphin                             |
| Once And For Always                                                         | Johnny Burke                                                                              | Jimmy Van Heusen                                   |                                     |                   | 1947              |                  |                         |                                                                                  |
| Our Delight                                                                 |                                                                                           | Tadd Dameron                                       |                                     |                   | 1947              |                  |                         |                                                                                  |
| Papa Won’t You Dance With Me?                                               | Sammy Cahn                                                                                | Jule Styne                                         |                                     |                   | 1947              |                  |                         |                                                                                  |
| Pass That Peace Pipe                                                        | Ralph Blane                                                                               | Hugh Martin                                        |                                     |                   | 1947              |                  |                         |                                                                                  |
| Perhaps, Perhaps, Perhaps                                                   | Joe Davis (englisch) Osvaldo Farrés (spanisch)                                            | Osvaldo Farrés                                     |                                     |                   | 1947              | Popsong          |                         |                                                                                  |
| Please Stop Playing Those Blues, Boys                                       | Claude Demetrius und Fleecie Moore                                                        | Claude Demetrius und Fleecie Moore                 |                                     |                   | 1947              |                  |                         |                                                                                  |
| Put ’Em In A Box, Tie ’Em With A Ribbon, And Throw ’Em In The Deep Blue Sea | Sammy Cahn                                                                                | Jule Styne                                         |                                     |                   | 1947              |                  |                         |                                                                                  |
| Rhode Island Is Famous For You                                              | Howard Dietz                                                                              | Arthur Schwartz                                    |                                     |                   | 1947              |                  |                         |                                                                                  |
| Save The Bones For Henry Jones                                              | Danny Barker und Michael H. Goldsen                                                       | Danny Barker und Michael H. Goldsen                |                                     |                   | 1947              |                  |                         |                                                                                  |
| Scrapple from the Apple                                                     |                                                                                           | Charlie Parker                                     |                                     |                   | 1947              |                  |                         | Basiert auf der Akkordfolge von Fats Wallers Honeysuckle Rose                    |
| Serenade Of The Bells                                                       | Kay Twomey, Al Goodhart und Al Urbano                                                     | Kay Twomey, Al Goodhart und Al Urbano              |                                     |                   | 1947              |                  |                         |                                                                                  |
| Sixteen Tons                                                                | Merle Travis                                                                              | Merle Travis                                       | Merle Travis                        | Capitol Americana | Juli 1947         | Country, Folk    | Folk Songs of the Hills | Arbeiterlied                                                                     |
| Smoke! Smoke! Smoke!                                                        | Merle Travis und Tex Williams                                                             | Merle Travis und Tex Williams                      |                                     |                   | 1947              |                  |                         |                                                                                  |
| Steppin’ Out With My Baby                                                   | Irving Berlin                                                                             | Irving Berlin                                      |                                     |                   | 1947              |                  |                         |                                                                                  |
| Tallahassee                                                                 | Frank Loesser                                                                             | Frank Loesser                                      |                                     |                   | 1947              |                  |                         |                                                                                  |
| The Dream of Olwen                                                          | Winifred May                                                                              | Charles Williams                                   |                                     |                   | 1947              |                  |                         |                                                                                  |
| The Egg and I                                                               | Bert Kalmar, Al Jolson und Harry Akst                                                     | Harry Ruby                                         |                                     |                   | 1947              |                  |                         |                                                                                  |
| The Gentleman Is A Dope                                                     | Oscar Hammerstein II                                                                      | Richard Rodgers                                    |                                     |                   | 1947              |                  |                         |                                                                                  |
| The Heather On The Hill                                                     | Alan Jay Lerner                                                                           | Frederick Loewe                                    |                                     |                   | 1947              |                  |                         |                                                                                  |
| The Maharajah Of Magador                                                    | Lewis Harris und John Jacob Loeb                                                          | Lewis Harris und John Jacob Loeb                   |                                     |                   | 1947              |                  |                         |                                                                                  |
| The Night Has A Thousand Eyes                                               | Buddy Bernier                                                                             | Jerome (Jerry) Brainin                             |                                     |                   | 1947              |                  |                         |                                                                                  |
| The Turntable Song                                                          | Leo Robin                                                                                 | John Green                                         |                                     |                   | 1947              |                  |                         |                                                                                  |
| The Wedding Samba                                                           | Abraham Ellstein, Allan Small und Joseph Liebowitz                                        | Abraham Ellstein, Allan Small und Joseph Liebowitz |                                     |                   | 1947              |                  |                         |                                                                                  |
| There But For You Go I                                                      | Alan Jay Lerner                                                                           | Frederick Loewe                                    |                                     |                   | 1947              |                  |                         |                                                                                  |
| Too Fat Polka                                                               | Ross MacLean und Arthur Richardson                                                        | Ross MacLean und Arthur Richardson                 |                                     |                   | 1947              |                  |                         |                                                                                  |
| Toolie Oolie Doolie                                                         | Vaughn Horton (englisch) / Artur Beul (deutsch)                                           | Arthur Beul                                        |                                     |                   | 1947              |                  |                         |                                                                                  |
| Waitin’ for My Dearie                                                       | Alan Jay Lerner                                                                           | Frederick Loewe                                    |                                     |                   | 1947              |                  |                         |                                                                                  |
| We’re Gonna Rock, We’re Gonna Roll                                          | Teddy Reig und William Moore                                                              | Teddy Reig und William Moore                       |                                     |                   | 1947              |                  |                         |                                                                                  |
| What Good Would the Moon Be?                                                | Langston Hughes                                                                           | Kurt Weill                                         |                                     |                   | 1947              |                  |                         | Gesungen von Anne Jeffreys in dem Musical Street Scene                           |
| What’s Good About Goodbye?                                                  | Leo Robin                                                                                 | Harold Arlen                                       |                                     |                   | 1947              |                  |                         | Gesungen von Tony Martin in dem Film Casbah aus dem Jahr 1948                    |
| When I’m Not Near the Girl I Love                                           | E. Y. Harburg                                                                             | Burton Lane                                        |                                     |                   | 1947              |                  |                         | Gesungen von David Wayne in der Broadway-Produktion von Finian’s Rainbow         |
| Woody Woodpecker                                                            | George Tibbles und Ramez Idriss                                                           | George Tibbles und Ramez Idriss                    |                                     |                   | 1947              |                  |                         | Lied für die Zeichentrickfigur Woody Woodpecker                                  |
| You Do                                                                      | Mack Gordon                                                                               | Josef Myrow                                        |                                     |                   | 1947              |                  |                         |                                                                                  |
| You Don’t Have to Know the Language                                         | Johnny Burke                                                                              | Jimmy Van Heusen                                   |                                     |                   | 1947              |                  |                         |                                                                                  |
| You Were Only Fooling                                                       | William E. Faber und Fred Meadows                                                         | Larry Fotine                                       |                                     |                   | 1947              |                  |                         |                                                                                  |
| You, You, You Are the One                                                   | Milton Leeds und Fred Wise                                                                | Tetos Demey                                        |                                     |                   | 1947              |                  |                         |                                                                                  |

### Alben

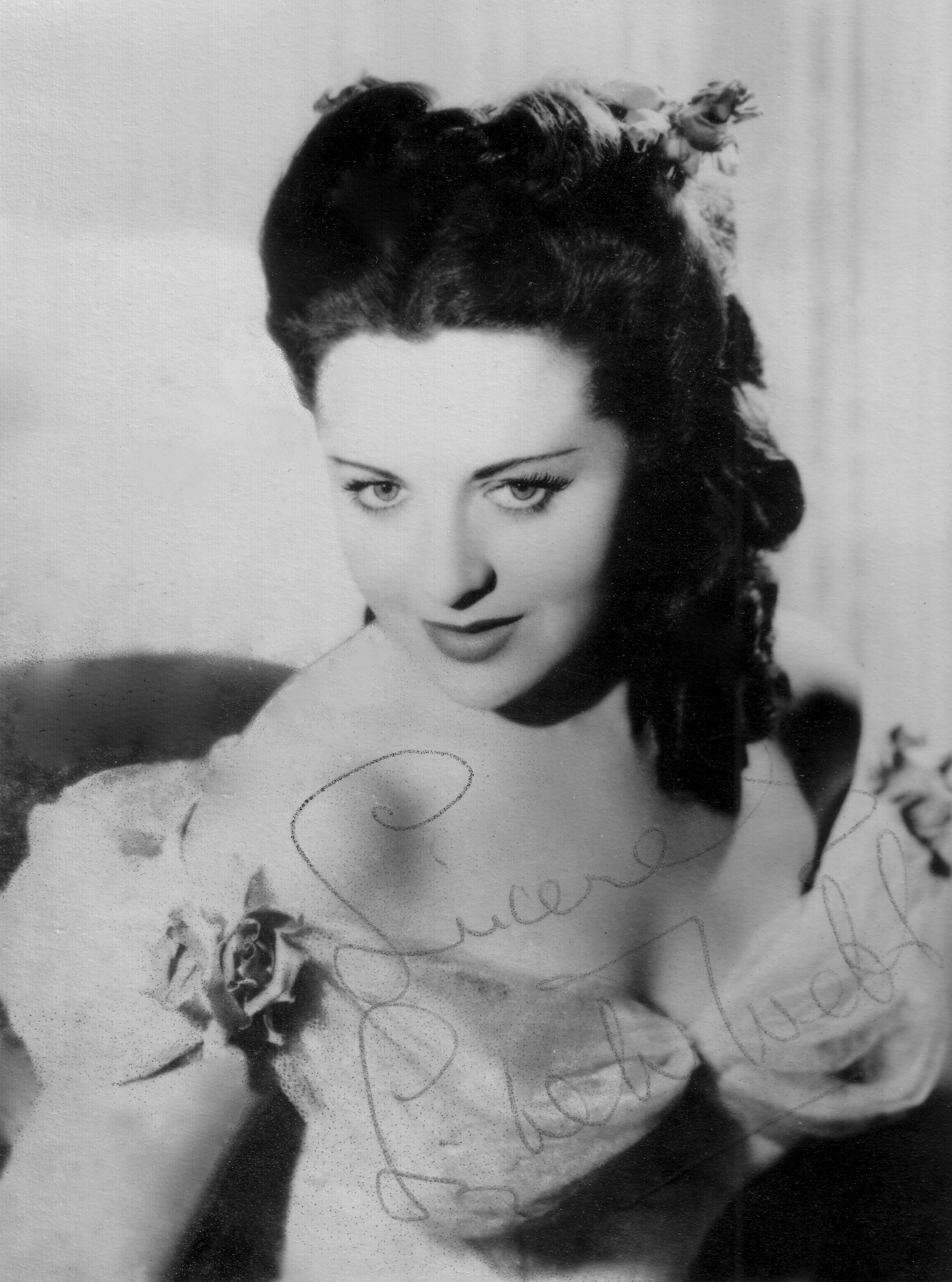
Lizbeth Webb in Bless the Bride (1947)

| Album                             | Interpret      | Label             | Veröffentlichung | Genre           | Weitere Informationen |
| --------------------------------- | -------------- | ----------------- | ---------------- | --------------- | --------------------- |
| Artie Shaw Plays Cole Porter      | Artie Shaw     | Musicraft Records | 1947             |                 |                       |
| Billie Holiday                    | Billie Holiday | Commodore Records | 1947             |                 |                       |
| Glenn Miller Masterpieces, Vol. 2 | Glenn Miller   | RCA Victor        | 1947             |                 |                       |
| Music Out of the Moon             | Les Baxter     | Capitol Records   | April 1947       | Pop, Electronic | Konzeptalbum          |
| Souvenir Album                    | Al Jolson      | Decca Records     | 1947             |                 |                       |
| St. Patrick’s Day                 | Bing Crosby    | Decca Records     | 1947             |                 |                       |

## Musiktheater

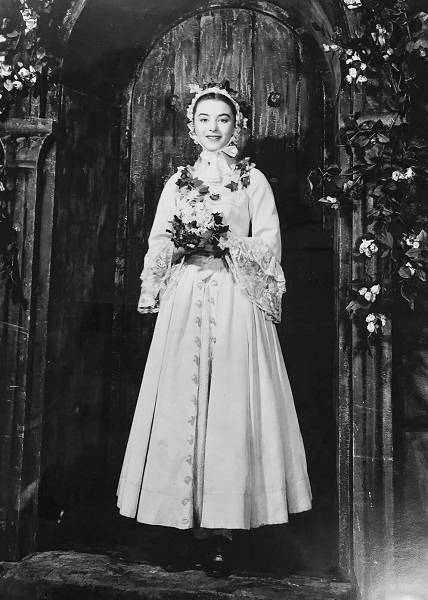
Virginia Bosler in Brigadoon (1947)

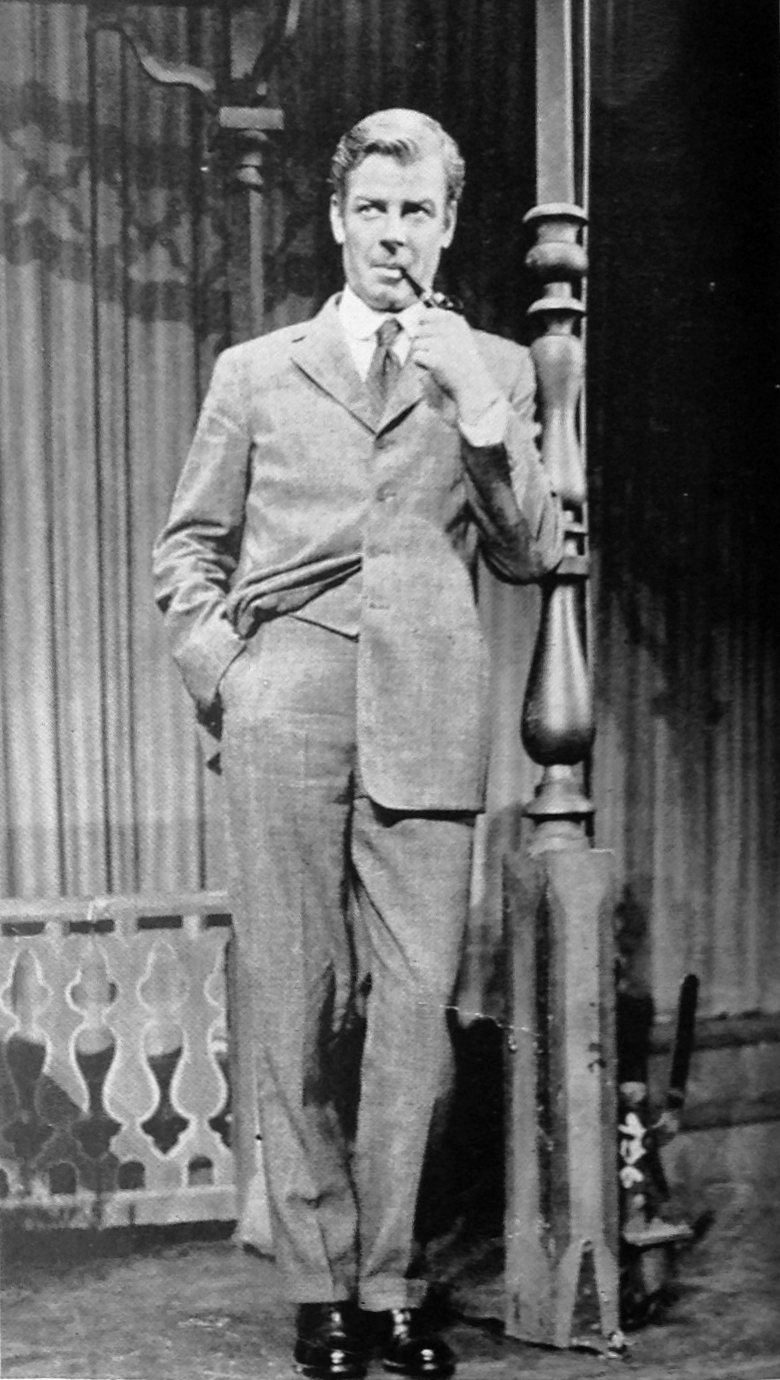
William Ching in Allegro (1947)

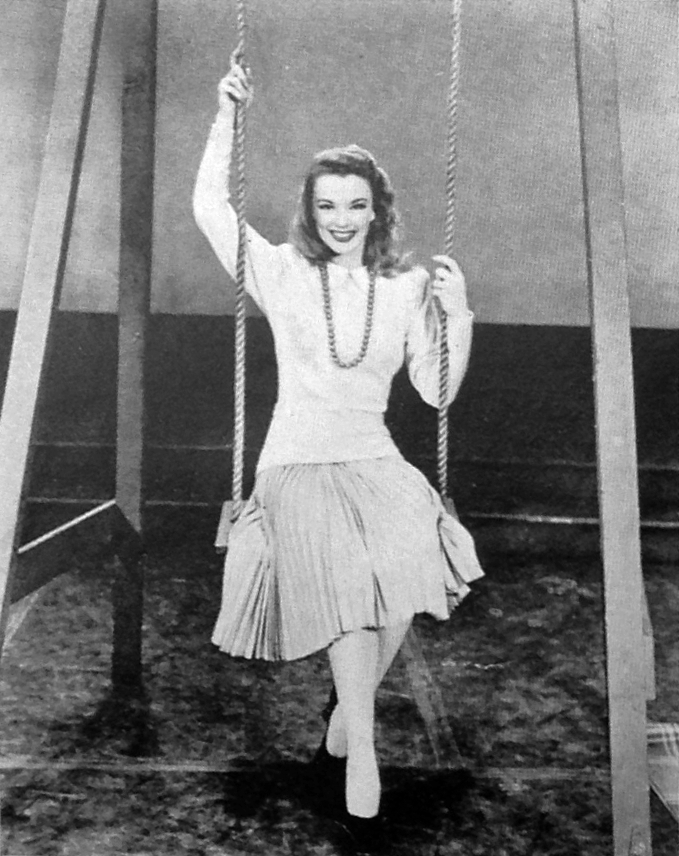
Roberta Jonay in Allegro (1947)

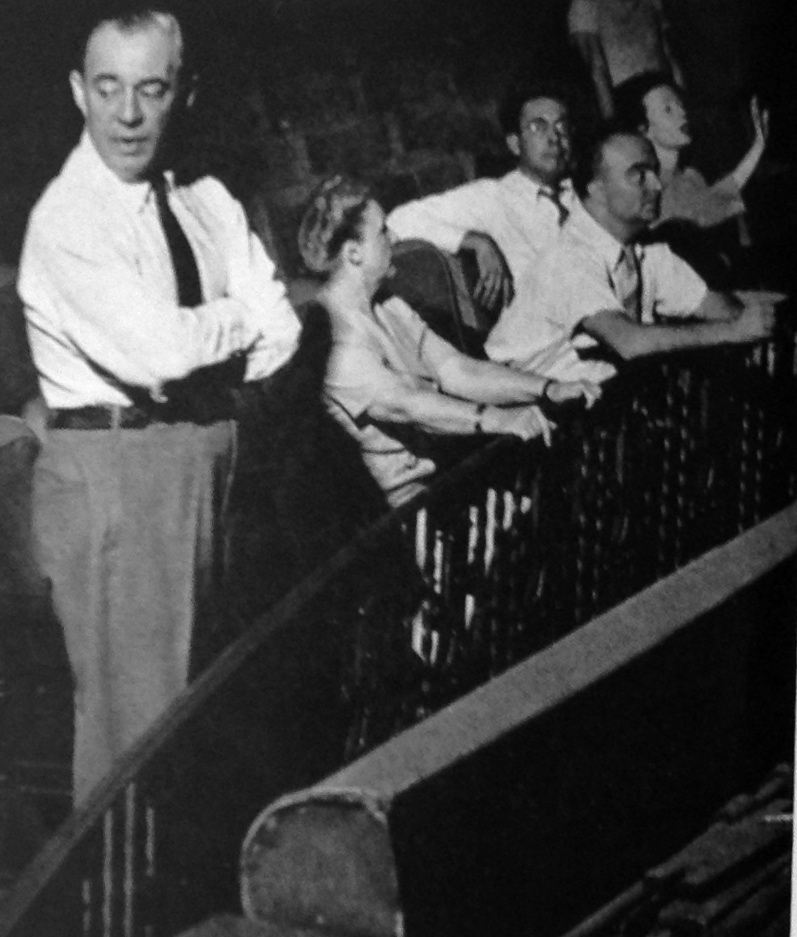
Richard Rodgers (1947) bei einer Probe von Allegro

### Musical
| Datum Uraufführung / Wiederaufnahme | Musical              | Komponist       | Buch & Lyrics                                  | Theater                 | Ort           | Weitere Informationen                                                                                |
| ----------------------------------- | -------------------- | --------------- | ---------------------------------------------- | ----------------------- | ------------- | --- |
| 05. Januar                          | Show Boat            | Jerome Kern     | Oscar Hammerstein II                           | Ziegfeld Theatre        | New York City | Wiederaufnahme; Broadway-Produktion mit 418 Vorstellungen                                            |
| 09. Januar                          | Street Scene         | Kurt Weill      | Elmer Rice und Langston Hughes                 | Adelphi Theatre         | New York City | Broadway-Produktion                                                                                  |
| 10. Januar                          | Finian’s Rainbow     | Burton Lane     | E. Y. Harburg                                  | 46th Street Theatre     | New York City | Broadway-Produktion mit 725 Vorstellungen                                                            |
| 13. März                            | Brigadoon            | Frederick Loewe | Alan Jay Lerner                                |                         | New York City | Broadway-Produktion                                                                                  |
| 07. April                           | Together Again       |                 |                                                | Victoria Palace Theatre | London        | Londoner Revue mit The Crazy Gang; 1566 Vorstellungen                                                |
| 26. April                           | Bless the Bride      | Vivian Ellis    | A. P. Herbert                                  | Adelphi Theatre         | London        | Londoner Produktion mit Georges Guétary, Lizbeth Webb, Anona Winn and Brian Reece; 886 Vorstellungen |
| 29. April                           | Oklahoma!            | Richard Rodgers | Oscar Hammerstein II                           | Theatre Royal           | London        | Londoner Produktion mit 1543 Vorstellungen                                                           |
| 07. Juni                            | Annie Get Your Gun   | Irving Berlin   | Herbert und Dorothy Fields sowie Irving Berlin | Coliseum                | London        | Londoner Produktion mit 1304 Vorstellungen                                                           |
| 03. Oktober                         | Under the Counter    |                 |                                                | Shubert Theatre         | New York City | Broadway-Produktion mit nur 27 Vorstellungen                                                         |
| 10. Oktober                         | Allegro              | Richard Rodgers | Oscar Hammerstein II                           |                         | New York City | Broadway-Produktion                                                                                  |
| 21. Oktober                         | Finian’s Rainbow     | Burton Lane     | E. Y. Harburg                                  | Palace Theatre          | London        | Londoner Produktion mit 55 Vorstellungen                                                             |
|                                     | Bonanza Bound        |                 |                                                |                         | Philadelphia  | Philadelphia Produktion                                                                              |
|                                     | High Button Shoes    | Jule Styne      | Sammy Cahn                                     |                         | New York City | Broadway-Produktion                                                                                  |
|                                     | The Red Mill         |                 |                                                |                         | London        | Londoner Wiederaufnahme                                                                              |
|                                     | The Shape of Things! |                 |                                                |                         | East Hampton  | East Hamptoner Produktion                                                                            |
|                                     | Tuppence Coloured    |                 |                                                |                         | London        | Londoner Revue                                                                                       |

### Oper
| Datum der Uraufführung | Oper                     | Komponist           | Libretto                                                                       | Opernhaus                      | Ort           |
| ---------------------- | ------------------------ | ------------------- | ------------------------------------------------------------------------------ | ------------------------------ | ------------- |
| 18. Februar            | The Telephone            | Gian Carlo Menotti  | Gian Carlo Menotti                                                             | Heckscher Theater              | New York City |
| 19. April              | Veronica                 | Rafael Kubelík      | Dalibor C. Faltis (nach der biblischen Legende vom Schweißtuch der Veronika)   |                                | Brünn         |
| 03. Juni               | Les mamelles de Tiresias | Francis Poulenc     | Guillaume Apollinaire                                                          | Opéra-Comique                  | Paris         |
| 20. Juni oder 29. März | Albert Herring           | Benjamin Britten    | Eric Crozier nach der Novelle Le rosier de Madame Husson von Guy de Maupassant | Mr. and Mrs John’s Opera House | Glyndebourne  |
| 06. August             | Dantons Tod              | Gottfried von Einem | Boris Blacher und Gottfried von Einem                                          |                                | Salzburg      |

## Klassische Musik

### Premieren (Auswahl)
| Datum der Uraufführung | Komponist                | Komposition                                                                | Ort                                    |
| ---------------------- | ------------------------ | -------------------------------------------------------------------------- | -------------------------------------- |
| 09. Januar             | Roger Sessions           | Sinfonie Nr. 2                                                             | San Francisco                          |
| 11. Januar             | Benjamin Britten         | Canticle I: My Beloved is Mine and I am His                                | London                                 |
| 17. Januar             | Einar Englund            | War Symphony (Sinfonie Nr. 1)                                              | Helsinki                               |
| 21. Januar             | Arthur Honegger          | Deliciae basiliensis (4. Sinfonie)                                         | Basel                                  |
| 21. Januar             | Bohuslav Martinů         | Toccata e due canzoni                                                      | Basel                                  |
| 27. Januar             | André Jolivet            | Klaviersonate Nr. 1                                                        | Paris                                  |
| 27. Januar             | Igor Strawinsky          | Concerto in D für Streichorchester                                         | Basel                                  |
| 09. Februar            | Francis Chagrin          | Prelude and Fugue for Orchestra                                            | London (Proms)                         |
| 15. Februar            | Erich Wolfgang Korngold  | Violinkonzert                                                              | St. Louis                              |
| 19. Februar            | Heitor Villa-Lobos       | Bachianas brasileiras No. 3 (1938)                                         | New York City                          |
| 23. Februar            | Alberto Ginastera        | Duo für Flöte und Oboe                                                     | New York City                          |
| 23. Februar            | Alberto Ginastera        | Pampeana No. 1 für Violine und Piano                                       | New York City                          |
| 25. Februar            | Friedrich Cerha          | Märchenland – Ein Zyklus von Klavierstücken                                | Wien                                   |
| 28. Februar            | Pierre Boulez            | Sonatina für Flöte                                                         | Brüssel                                |
| 05. März               | André Jolivet            | Psyché                                                                     | Brüssel                                |
| 07. März               | Lukas Foss               | Song of Songs                                                              | Boston                                 |
| 03. April              | Bruno Maderna            | Introduzione e Passacaglia »Lauda Sion Salvatorem« für Orchester           | Florenz                                |
| 28. April              | Luigi Dallapiccola       | Zwei Etüden für Violine und Piano                                          | Basel                                  |
| 29. April              | Malcolm Arnold           | Symphony for Strings                                                       | London                                 |
| 00. April              | Hans Werner Henze        | Streichquartett Nr. 1                                                      | Heidelberg                             |
| 01. Mai                | Arnold Schönberg         | Streichtrio                                                                | Cambridge                              |
| 02. Mai                | Aaron Copland            | In the Beginning                                                           | Cambridge                              |
| 03. Mai                | Elliott Carter           | Klaviersonate                                                              | New York City                          |
| 04. Mai                | William Walton           | Streichquartett Nr. 2                                                      | London                                 |
| 12. Mai                | Samuel Barber            | Suite aus Medea                                                            | Philadelphia                           |
| 28. Mai                | Bohuslav Martinů         | Sinfonie Nr. 5                                                             | Prag (Festival Prager Frühling)        |
| 18. Juni               | Anton Webern             | Fünf Canons nach lateinischen Texten für Gesang und Kammerensemble         | Wien                                   |
| 07. Juli               | Luigi Dallapiccola       | Liriche Greche I: Cinque frammenti di Saffo für Sopran und Kammerorchester | Turin                                  |
| 13. Juli               | Hermann Heiß             | Lieder der Liebe                                                           | Darmstadt (Ferienkurse)                |
| 21. Juli               | Alberto Ginastera        | Hieremiae Prophetae Lamentationes                                          | Buenos Aires                           |
| 25. Juli               | Wolfgang Fortner         | Shakespeare-Lieder                                                         | Darmstadt (Ferienkurse)                |
| 26. Juli               | Alberto Ginastera        | Suite de danzas criollas                                                   | Buenos Aires                           |
| 27. Juli               | Hans Ulrich Engelmann    | Violinsonate                                                               | Darmstadt (Ferienkurse)                |
| 27. Juli               | Karl Amadeus Hartmann    | Symphonische Ouvertüre „China kämpft“                                      | Darmstadt (Ferienkurse)                |
| 27. Juli               | Hans Werner Henze        | Sonatine für Flöte und Klavier                                             | Darmstadt (Ferienkurse)                |
| 27. Juli               | Rolf Liebermann          | Furioso für großes Orchester                                               | Darmstadt (Ferienkurse)                |
| 01. August             | Anthony Lewis            | Elegy and Capriccio für Trompete und Orchester                             | London (Proms)                         |
| 06. August             | Heitor Villa-Lobos       | Bachianas brasileiras No. 8 (1944)                                         | Rom                                    |
| 20. August             | Gordon Jacob             | Fagottkonzert                                                              | London (Proms)                         |
| 09. September          | Bernd Alois Zimmermann   | Sinfonia prosodica                                                         | Mönchengladbach                        |
| 05. Oktober            | Hans Werner Henze        | Concertino für Klavier und Blasorchester mit Schlagzeug                    | Baden-Baden                            |
| 11. Oktober            | Sergei Prokofjew         | 6. Sinfonie                                                                | Leningrad                              |
| 19. Oktober            | Nikolai Mjaskowski       | Pathetische Ouvertüre                                                      | Moskau                                 |
| 31. Oktober            | George Enescu            | Klavierquartett Nr. 2                                                      | Washington, D.C. (Library of Congress) |
| 02. November           | Maurice Duruflé          | Requiem                                                                    | Paris                                  |
| 03. November           | Luigi Dallapiccola       | Due pezzi für Orchester                                                    | London                                 |
| 03. November           | Gian Francesco Malipiero | Sinfonie Nr. 5 concertante, in eco                                         | London                                 |
| 14. November           | Roger Sessions           | Violinkonzert (1935)                                                       | Minneapolis                            |
| 15. November           | Nikolai Mjaskowski       | Der Kreml bei Nacht                                                        | Moskau                                 |
| 16. November           | Eduard Tubin             | Sinfonie Nr. 5                                                             | Stockholm                              |
| 21. November           | Vincent Persichetti      | Sinfonie Nr. 3                                                             | Philadelphia                           |
| 27. November           | Ernst Krenek             | Sinfonie Nr. 4                                                             | New York City                          |
| 28. November           | Efrem Zimbalist          | Violinkonzert                                                              | Philadelphia                           |
| 30. November           | Nikolai Mjaskowski       | Streichquartett Nr. 12                                                     | Moskau                                 |
| 13. Dezember           | Aram Chatschaturjan      | Sinfonie Nr. 3 (Sinfonie-Poem) für Orchester, Orgel und 15 Trompeten       | Leningrad                              |

### Kompositionen (Auswahl)
- Milton Babbitt – Three Compositions for Piano
- Samuel Barber – Knoxville: Summer of 1915 op. 24 für Orchester und Sopransolo
- Lennox Berkeley – Klavierkonzert in B-Dur
- Doreen Carwithen – ODTAA (One Damn Thing After Another)
- Paul Creston – Fantasy Op. 42 for Trombone and Orchestra
- George Crumb
  - Gethsemane für kleines Orchester
  - Three Early Songs für Gesang und Klavier
- David Diamond – Streichquartett Nr. 3
- Maurice Duruflé – Requiem
- Henri Dutilleux – Sonate für Oboe und Klavier
- Vivian Ellis – Coronation Scot
- Einar Englund – War Symphony (Sinfonie Nr. 1)
- Vittorio Giannini – Variations on a Cantus Firmus
- Morton Gould – American Salute
- Vagn Holmboe – Sinfonie Nr. 6
- Charles Ives – Klaviersonate Nr. 2
- André Jolivet – Konzert für Ondes Martenot und Orchester
- Aram Chatschaturjan – Sinfonie Nr.3 („Sinfonie-Poem“) für Orchester, Orgel und 15 Trompeten
- Wojciech Kilar – Two Miniatures for Children für Klavier
- Witold Lutosławski – Sinfonie Nr. 1
- Gian Francesco Malipiero
  - Sinfonie Nr. 5 (Concertante in Eco)
  - Sinfonie Nr. 6 (degli Archi)
- Nikolai Mjaskowski
  - Pathetic Overture in c-Moll, Op. 76
  - Streichquartett Nr. 12 in G-Dur, Op. 77
- Sergei Prokofjew
  - 6. Sinfonie
  - 4. Sinfonie (revidierte Version)
- Edmund Rubbra – Sinfonie Nr. 5
- Mátyás Seiber – Ulysses (Kantate)
- Othmar Schoeck – Konzert für Cello und Streichorchester op. 61[4]
- Arnold Schoenberg – A Survivor from Warsaw
- Heitor Villa-Lobos – Streichquartett Nr. 11
- William Walton – Streichquartett in a-Moll (1945–1947)

## Musikfilme

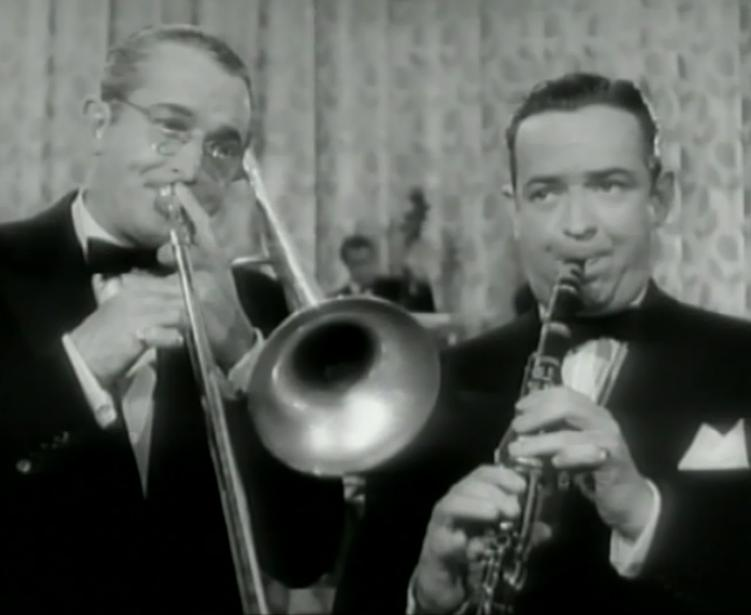
Tommy Dorsey und Jimmy Dorsey in The Fabulous Dorseys

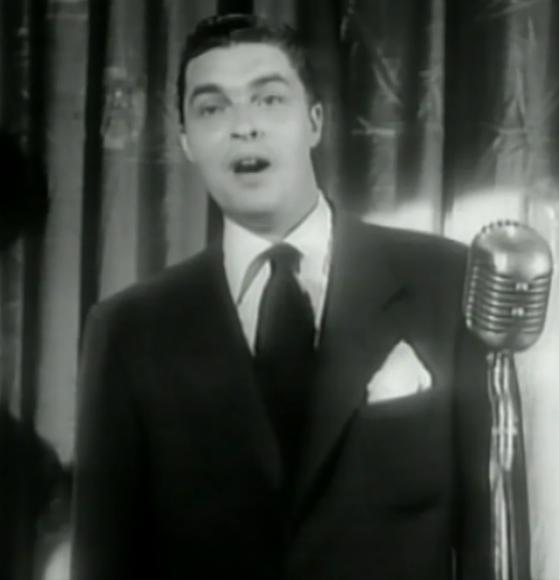
Bob Eberly in The Fabulous Dorseys

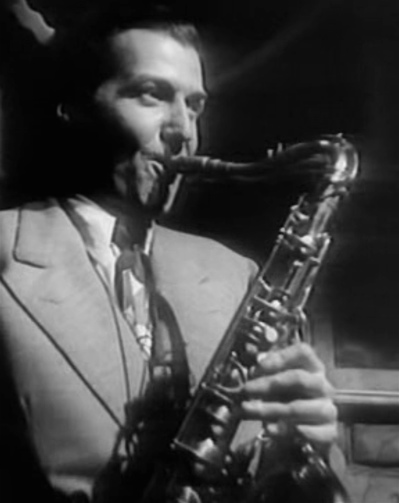
Charlie Barnet in The Fabulous Dorseys

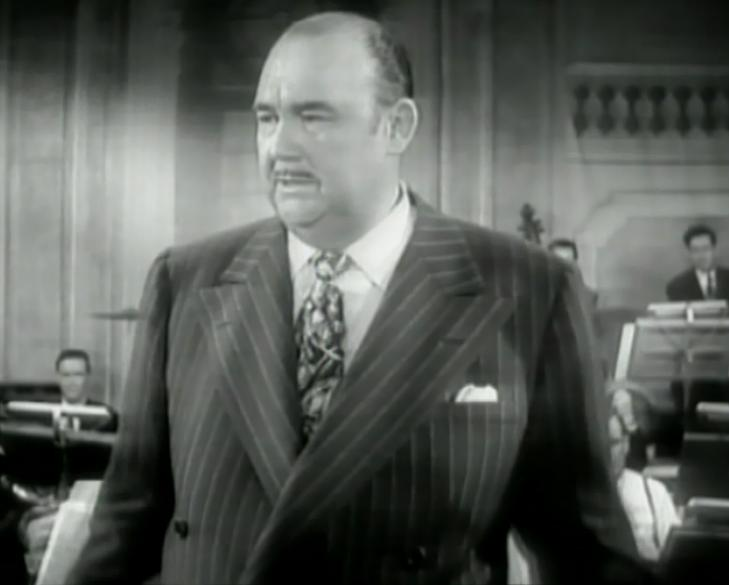
Paul Whiteman in The Fabulous Dorseys

| Originaltitel                   | deutscher Titel                           | Besetzung                                                       | Regie                                                                             |
| ------------------------------- | ----------------------------------------- | --------------------------------------------------------------- | --------------------------------------------------------------------------------- |
| Black Narcissus                 | Die schwarze Narzisse                     | Deborah Kerr und David Farrar                                   | Michael Powell, Emeric Pressburger                                                |
| Carnival in Costa Rica          | Karneval in Costa Rica                    | Germán Valdés, Marcelo Chávez und Marga López                   | Gregory Ratoff                                                                    |
| Con la música por dentro        |                                           | Germán Valdés, Marcelo Chávez und Marga López                   | Humberto Gómez Landero                                                            |
| Copacabana                      |                                           | Groucho Marx, Carmen Miranda und Steve Cochran                  | Alfred E. Green                                                                   |
| Down to Earth                   | Eine Göttin auf Erden                     | Rita Hayworth, Larry Parks und Marc Platt                       | Alexander Hall                                                                    |
| Fiesta                          | Mexikanische Nächte                       | Esther Williams, Akim Tamiroff und Ricardo Montalbán            | Richard Thorpe                                                                    |
| Fun and Fancy Free              | Fröhlich, Frei, Spaß dabei                | Edgar Bergen, Dinah Shore und Luana Patten                      | Bill Roberts, Animation: Jack Kinney, Hamilton Luske, Live Action: William Morgan |
| Golden Earrings                 | Goldene Ohrringe                          | Ray Milland, Marlene Dietrich und Murvyn Vye                    | Mitchell Leisen                                                                   |
| Good News                       |                                           | June Allyson, Peter Lawford und Patricia Marshall               | Charles Walters                                                                   |
| I Wonder Who’s Kissing Her Now  |                                           | June Haver, Mark Stevens und Martha Stewart                     | Lloyd Bacon                                                                       |
| I’ll Be Yours                   |                                           | Deanna Durbin, Tom Drake, William Bendix und Adolphe Menjou     | William A. Seiter                                                                 |
| It Happened in Brooklyn         | Ihre beiden Verehrer                      | Frank Sinatra, Peter Lawford, Kathryn Grayson und Jimmy Durante | Richard Whorf                                                                     |
| Linda Be Good                   |                                           | Elyse Knox, Marie Wilson und John Hubbard                       | Frank McDonald                                                                    |
| Little Miss Broadway            |                                           | Jean Porter, John Shelton und Ruth Donnelly                     | Arthur Dreifuss                                                                   |
| Living in a Big Way             | Liebe auf den zweiten Blick               | Gene Kelly, Marie McDonald und Charles Winninger                | Gregory La Cava                                                                   |
| Mother Wore Tights              | Es begann in Schneiders Opernhaus         | Betty Grable, Mona Freeman und Dan Dailey                       | Walter Lang                                                                       |
| My Favorite Brunette            | Detektiv mit kleinen Fehlern              | Bob Hope, Dorothy Lamour und Peter Lorre                        | Elliott Nugent                                                                    |
| My Wild Irish Rose              |                                           | Dennis Morgan, Andrea King und Arlene Dahl                      | David Butler                                                                      |
| New Orleans                     |                                           | Arturo de Córdova, Dorothy Patrick und Marjorie Lord            | Arthur Lubin                                                                      |
| Night Song                      |                                           | Dana Andrews, Merle Oberon und Ethel Barrymore                  | John Cromwell                                                                     |
| Nora Prentiss                   |                                           | Ann Sheridan, Kent Smith und Bruce Bennett                      | Vincent Sherman                                                                   |
| Northwest Outpost               | Ich kann mein Herz nur einmal verschenken | Nelson Eddy, Ilona Massey und Joseph Schildkraut                | Alan Dwan                                                                         |
| Something in the Wind           |                                           | Deanna Durbin, Donald O’Connor und John Dall                    | Irving Pinchel                                                                    |
| Song of Scheherazade            | Lied des Orients                          | Yvonne De Carlo, Brian Donlevy und Jean-Pierre Aumont           | Walter Reisch                                                                     |
| Tappa inte sugen                |                                           | Nils Poppe, Annalisa Ericson und Gaby Stenberg                  | Lars-Eric Kjellgren                                                               |
| The Fabulous Dorseys            | Die legendären Dorseys                    | Tommy Dorsey, Jimmy Dorsey und Janet Blair                      | Alfred E. Green                                                                   |
| The Perils of Pauline           | Pauline, laß das Küssen sein              | Betty Hutton, John Lund und Billy De Wolfe                      | George Marshall                                                                   |
| The Road to Rio                 | Der Weg nach Rio                          | Bing Crosby, Bob Hope und Dorothy Lamour                        | Norman Z. McLeod                                                                  |
| The Secret Life of Walter Mitty | Das Doppelleben des Herrn Mitty           | Ben Stiller, Kristen Wiig und Jon Daly                          | Ben Stiller                                                                       |
| The Shocking Miss Pilgrim       |                                           | Betty Grable, Dick Haymes und Anne Revere                       | George Seaton, Edmund Goulding und John M. Stahl                                  |
| The Trouble with Women          |                                           | Ray Milland, Teresa Wright und Brian Donlevy                    | Sidney Lanfield                                                                   |
| The Unfinished Dance            | Tanz ohne Ende                            | Margaret O’Brian, Cyd Charisse und Karin Booth                  | Henry Koster                                                                      |
| This Time for Keeps             | Bezaubernde Lippen                        | Esther Williams, Lauritz Melchior und Jimmy Durante             | Richard Thorpe                                                                    |
| Variety Girl                    | Mädchen für Hollywood                     | Mary Hatcher, Olga San Juan und DeForrest Kelley                | George Marshall                                                                   |
| Welcome, Stranger               | Mit Gesang geht alles besser              | Bing Crosby, Barry Fitzgerald und Joan Caulfield                | Elliot Nugent                                                                     |

## Geboren

### Januar
- 01. Januar: Leonid Chizhik, russischer Musiker
- 01. Januar: F. R. David, französisch-tunesischer Sänger und Songwriter
- 03. Januar: James Mtume, US-amerikanischer Jazzmusiker († 2022)
- 03. Januar: Siegfried Singer, österreichischer Geiger, Pianist, Organist, Chorleiter, Arrangeur und Komponist
- 04. Januar: Dao Bandon, thailändischer Sänger
- 04. Januar: Chris Cutler, britischer Musiker und Dichter
- 04. Januar: Diethelm Strauch, deutscher Pädagoge, Grundschullehrer, Dichter und Komponist christlicher Lieder († 2023)
- 06. Januar: Sandy Denny, britische Sängerin und Songschreiberin († 1978)
- 06. Januar: Jacques Bolognesi, französischer Jazzmusiker
- 07. Januar: David Porcelijn, niederländischer Dirigent, Musikpädagoge und Komponist
- 08. Januar: Magui Bétemps, italienische Lehrerin und Sängerin († 2005)

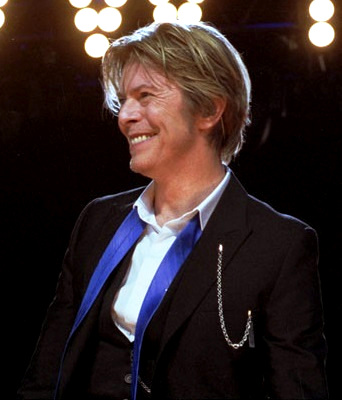
David Bowie; * 8. Januar

- 08. Januar: David Bowie, britischer Musiker, Sänger, Produzent, Schauspieler und Maler († 2016)
- 08. Januar: Martí Llauradó i Torné, katalanischer Singer-Songwriter
- 09. Januar: Detlef Altenburg, deutscher Musikwissenschaftler († 2016)
- 09. Januar: Nick Evans, britischer Jazz- und Rockmusiker
- 10. Januar: R. Paul Drummond, US-amerikanischer Komponist und Musikpädagoge († 2007)
- 10. Januar: James Morris, US-amerikanischer Opernsänger
- 11. Januar: Josep Colom i Rincón, katalanischer klassischer Pianist
- 12. Januar: Friedrich Mertel jun., österreichischer Orgelbauer († 2019)
- 13. Januar: Drew Abbott, US-amerikanischer Gitarrist
- 14. Januar: Nelson Ayres, brasilianischer Pianist und Komponist
- 14. Januar: Ina Deter, deutsche Sängerin und Liedermacherin
- 15. Januar: Baikida Carroll, US-amerikanischer Jazztrompeter und Komponist
- 15. Januar: Bernd Leukert, deutscher Autor, Kulturjournalist, Herausgeber und Komponist akusmatischer Musik
- 15. Januar: Michael Schanze, deutscher Schauspieler, Moderator, Sänger und Buchautor
- 16. Januar: Michel Chion, französischer Autor und Komponist
- 16. Januar: Henry Fiol, US-amerikanischer Sänger, Komponist, Perkussionist und Liedermacher
- 18. Januar: John O’Conor, irischer Pianist, Hochschullehrer und Musikpädagoge
- 19. Januar: Stefan Borsch, schwedischer Sänger
- 19. Januar: Rod Evans, britischer Sänger (Deep Purple, Captain Beyond)
- 20. Januar: Armand Angster, französischer Klarinettist
- 20. Januar: Chris Karrer, deutscher Multiinstrumentalist und Komponist († 2024)
- 20. Januar: Laddi, isländischer Schauspieler, Musiker und Synchronsprecher
- 21. Januar: Pye Hastings, schottischer Gitarrist, Sänger und Komponist (Caravan)
- 22. Januar: Blaženka Arnič-Lemež, slowenische Pianistin und Komponistin
- 22. Januar: Christoph Busse, deutscher Regisseur, Komponist und Musikproduzent
- 24. Januar: Warren Zevon, US-amerikanischer Rock’n’Roll-Musiker und Songwriter († 2003)
- 26. Januar: Gérard Condé, französischer Komponist, Musikkritiker und -wissenschaftler
- 27. Januar: Richard Reiter, US-amerikanischer Jazzmusiker († 2024)
- 28. Januar: Anna Gonda, ungarische Opernsängerin und Gesangspädagogin († 2013)
- 29. Januar: David Byron, britischer Musiker (Uriah Heep, Spice) († 1985)
- 29. Januar: Michael Laucke, kanadischer Gitarrist († 2021)
- 30. Januar: Georgi Kalajdschiew, bulgarischer Violinist, Komponist und Musikpädagoge
- 30. Januar: Steve Marriott, britischer Rockmusiker (Small Faces, Humble Pie) († 1991)

### Februar
- 02. Februar: Mike Brant, israelischer Chanson-Sänger († 1975)
- 02. Februar: Wolfgang Schröfel, deutscher Verbandsfunktionär, Förderer des Chorgesanges († 2022)
- 03. Februar: Dave Davies, britischer Musiker (The Kinks)
- 03. Februar: Melanie Safka, US-amerikanische Rock-Gitarristin, Sängerin und Songwriterin († 2024)
- 05. Februar: Chris Biscoe, britischer Altklarinettist, Saxophonist und Flötist
- 05. Februar: Kurt Deggeller, Schweizer Musikwissenschaftler und Archivar
- 05. Februar: Art Lande, US-amerikanischer Jazzpianist und Komponist
- 06. Februar: Tiffany Bolling, US-amerikanische Sängerin, Schauspielerin und TV-Moderatorin
- 07. Februar: Smith Dobson, US-amerikanischer Jazzpianist, Sänger und Arrangeur († 2001)
- 07. Februar: Flemming Jørgensen, dänischer Sänger und Schauspieler († 2011)
- 07. Februar: John Weathers, britischer Musiker (Gentle Giant, Man)
- 09. Februar: Joe Ely, US-amerikanischer Country- und Rock-Sänger und Songwriter
- 09. Februar: Ole Paus, norwegischer Musiker, Sänger, Schriftsteller und Dichter († 2023)
- 10. Februar: Chris Ethridge, US-amerikanischer Gitarrist und Bassist († 2012)
- 10. Februar: Butch Morris, US-amerikanischer Jazz- und Improvisationsmusiker († 2013)
- 10. Februar: Krzysztof Wiernicki, polnischer Musik- und Kulturwissenschaftler, Journalist, Autor († 2019)
- 11. Februar: Derek Shulman, britischer Musiker (Gentle Giant)
- 12. Februar: Rustam Abdullayev, usbekischer Komponist, Pianist und Musikpädagoge
- 14. Februar: Édith Boivin-Béluse, kanadische Pianistin
- 14. Februar: Tim Buckley, US-amerikanischer Singer-Songwriter († 1975)
- 14. Februar: Glenn Spearman, US-amerikanischer Tenorsaxophonist († 1998)

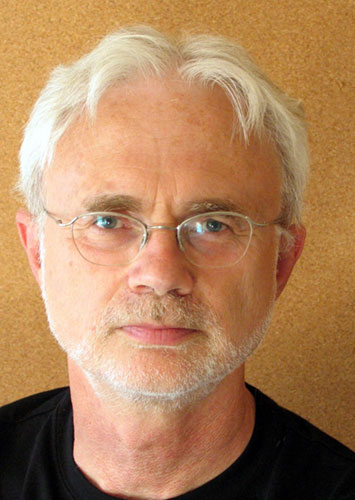
John Adams; * 15. Februar

- 15. Februar: John Adams, US-amerikanischer Komponist
- 15. Februar: David Brown, US-amerikanischer Rockmusiker († 2000)
- 15. Februar: Wencke Myhre, norwegische Schlagersängerin
- 16. Februar: Jean Baudlot, französischer Komponist und Popsänger († 2021)
- 17. Februar: Ben Cramer, niederländischer Schlagersänger und Musicaldarsteller
- 18. Februar: Friday Brown, britische Pop-Sängerin und Songwriterin
- 18. Februar: Dennis DeYoung, US-amerikanischer Musiker (Styx)
- 18. Februar: Reinhart von Gutzeit, deutscher Musikpädagoge († 2025)
- 19. Februar: Jackie Curtis, US-amerikanischer Bühnenautor, Schauspieler und Sänger († 1985)
- 20. Februar: Carlo Domeniconi, italienischer Gitarrist und Komponist
- 20. Februar: André van Duin, niederländischer Komiker, Schauspieler und Sänger
- 22. Februar: Yehonatan Geffen, israelischer Sänger, Songwriter, Schriftsteller, Journalist und Übersetzer († 2023)
- 22. Februar: Harvey Mason, US-amerikanischer Jazzmusiker
- 24. Februar: Rupert Holmes, US-amerikanischer und britischer Komponist, Liedermacher und Autor
- 24. Februar: Bob Magnusson, US-amerikanischer Jazzbassist
- 25. Februar: Ryo Kawasaki, japanischer Jazzgitarrist und Komponist
- 25. Februar: Inger Södergren, schwedische Pianistin
- 26. Februar: John Horler, britischer Jazzpianist und Komponist
- 26. Februar: Guy Klucevsek, US-amerikanischer Akkordeonist und Komponist († 2025)
- 26. Februar: Sandie Shaw, britische Pop-Sängerin
- 27. Februar: Günter Binge, deutscher Sänger, Gesangspädagoge und Hochschullehrer
- 27. Februar: Louis Clark, britischer Dirigent, Multiinstrumentalist und Arrangeur († 2021)
- 28. Februar: Gayle Dixon, US-amerikanische Geigerin († 2008)

### März
- 01. März: Norman Connors, US-amerikanischer Jazzmusiker und Musikproduzent
- 02. März: Pugh Rogefeldt, schwedischer Musiker, Sänger und Songwriter († 2023)
- 03. März: Jennifer Warnes, US-amerikanische Sängerin
- 04. März: Uschi Brüning, deutsche Jazz- und Soul-Sängerin und Songwriterin

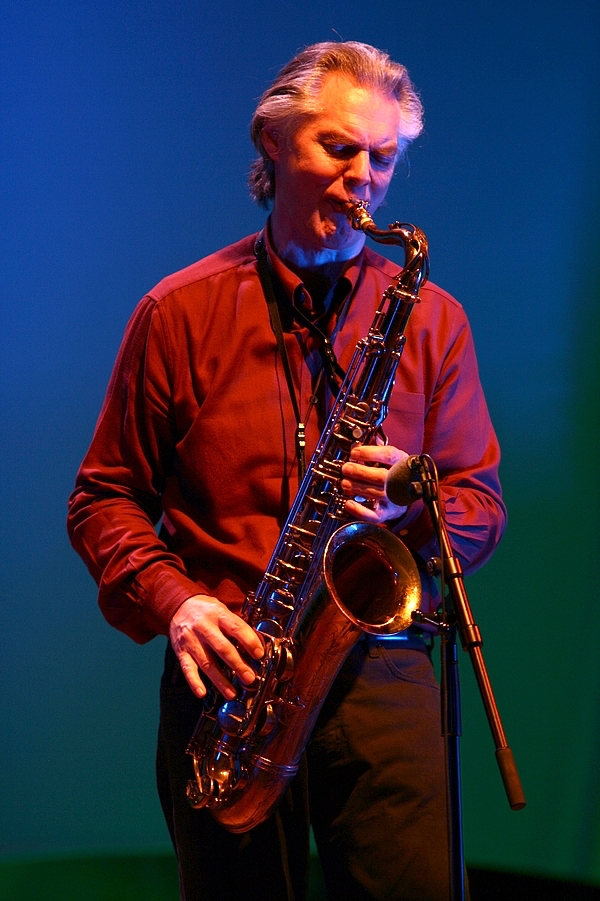
Jan Garbarek; * 4. März

- 04. März: Jan Garbarek, norwegischer Saxophonist und Jazz-Musiker
- 05. März: Elisabeth Erikson, schwedische Opernsängerin
- 05. März: Beatrix Neundlinger, österreichische Musikerin
- 05. März: Clodagh Rodgers, britische Sängerin und Fernsehmoderatorin († 2025)
- 06. März: Kiki Dee, britische Sängerin und Songschreiberin
- 06. März: Tadeusz Woźniak, polnischer Musiker, Komponist und Sänger († 2024)
- 07. März: Ed Swillms, deutscher Komponist und Rockmusiker († 2023)
- 08. März: Paul Lytton, britischer Schlagzeuger
- 09. März: Kali Fasteau, US-amerikanische Jazzmusikerin und Musikwissenschaftlerin († 2020)
- 09. März: Guem, algerisch-französischer Perkussionist († 2021)
- 10. März: Tom Scholz, US-amerikanischer Musiker (Boston)
- 11. März: Mark Stein, US-amerikanischer Rockmusiker (Vanilla Fudge)
- 12. März: Ruby Andrews, US-amerikanische Soulsängerin
- 13. März: Nora Bumbiere, lettische Schlagersängerin der Sowjetzeit († 1994)
- 13. März: Katty Line, französische Pop-Sängerin
- 14. März: Roy Budd, britischer Komponist von Filmmusik und Jazzpianist († 1993)
- 14. März: Jona Lewie, britischer Multiinstrumentalist und Popsänger
- 15. März: Raymond Boni, französischer Jazz-Gitarrist und Komponist
- 15. März: Jean Carn, US-amerikanische Soul-, R&B- und Jazz-Sängerin
- 15. März: Ry Cooder, US-amerikanischer Gitarrist, Komponist und Produzent
- 15. März: Joël Daydé, französischer Blues- und Soul-Sänger
- 15. März: Stomu Yamashta, japanischer Musiker
- 16. März: Valentin Petculescu, rumänischer Komponist, Musikkritiker und Schriftsteller
- 18. März: B. J. Wilson, britischer Rockmusiker (Procol Harum) († 1990)
- 19. März: Krystyna Tkacz, polnische Schauspielerin und Sängerin
- 22. März: Marek Bliziński, polnischer Gitarrist und Komponist († 1989)
- 22. März: Tommy Chase, britischer Jazzmusiker
- 23. März: Ray Phiri, südafrikanischer Musiker († 2017)
- 24. März: Paul McCandless, US-amerikanischer Jazz-Musiker
- 24. März: Ewald Felber, österreichischer Musikpädagoge, Gitarrist und Komponist
- 24. März: Aurora Lacasa, deutsche Schlagersängerin
- 25. März: Gabriela Beňačková, tschechische Sopranistin slowakischer Herkunft
- 25. März: Elton John, britischer Musiker und Songwriter
- 28. März: Lothar Buttkus, deutscher Stadionsprecher und DJ († 2018)
- 28. März: Paul Jackson, US-amerikanischer Fusion-Bassist († 2021)
- 29. März: Robert Gordon, US-amerikanischer Musiker († 2022)
- 29. März: Bobby Kimball, US-amerikanischer Musiker (Toto)
- 30. März: Marilyn Crispell, US-amerikanische Pianistin und Performer-Komponistin
- 30. März: Terje Venaas, norwegischer Jazzbassist († 2025)
- 31. März: Kristian Blak, dänisch-färöischer Pianist und Komponist
- 31. März: Kjell Mørk Karlsen, norwegischer Komponist und Kirchenmusiker

### April
- 01. April: Eric Ineke, niederländischer Jazzmusiker
- 01. April: Robin Scott, britischer Sänger und Musiker
- 01. April: Frank Tusa, US-amerikanischer Jazzbassist
- 02. April: Arpad Bondy, deutscher Produzent, Komponist, Autor, Regisseur, Filmeditor und Sounddesigner

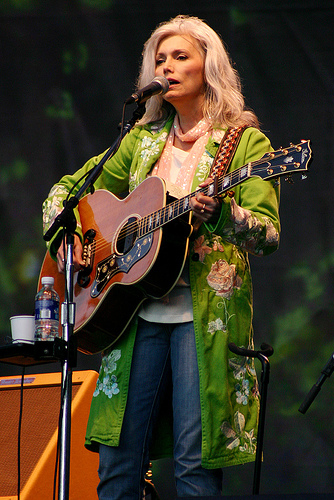
Emmylou Harris; * 2. April

- 02. April: Emmylou Harris, US-amerikanische Country-Sängerin
- 02. April: Paquita la del Barrio, mexikanische Sängerin († 2025)
- 02. April: Linda Sharrock, US-amerikanische Jazzsängerin
- 03. April: Anders Eliasson, schwedischer Komponist († 2013)
- 03. April: Werner Nadolny, deutscher Komponist, Arrangeur, Keyboardspieler und Saxophonist (Jane) († 2023)
- 04. April: Trea Dobbs, niederländische Schlager-Sängerin
- 04. April: Ray Russell, britischer Fusiongitarrist und Komponist
- 05. April: Willy Chirino, kubanisch-US-amerikanischer Salsa-Sänger, Songschreiber und Produzent
- 07. April: John Cerminaro, US-amerikanischer Hornist
- 07. April: Florian Schneider-Esleben, deutscher Musiker (Kraftwerk) († 2020)
- 07. April: Michèle Torr, französische Sängerin
- 08. April: Steve Howe, britischer Gitarrist (Yes)
- 08. April: Larry Norman, US-amerikanischer Sänger und Komponist († 2008)
- 09. April: Rick Dior, US-amerikanischer Tontechniker († 1998)
- 10. April: Bunny Wailer, jamaikanischer Reggae-Musiker († 2021)
- 11. April: Frank Mantooth, US-amerikanischer Pianist, Komponist und Arrangeur († 2004)
- 13. April: Linda Martin, irische Sängerin und Fernsehmoderatorin
- 15. April: Bojoura, niederländische Pop- und Folksängerin
- 15. April: Mike Chapman, australischer Plattenproduzent und Songwriter
- 15. April: Gerhard Fitzinger, österreichischer Komponist, Musikpädagoge und Kirchenmusiker († 2016)
- 15. April: Sepp Krassnitzer, österreichischer Musiker
- 15. April: Friedl Lazarus, österreichischer Musiker, Komponist und Liedtexter († 2025)
- 16. April: Gerry Rafferty, britischer Singer-Songwriter († 2011)
- 19. April: Fito Olivares, mexikanischer Musiker († 2023)
- 20. April: Oleg Molokojedov, sowjetischer bzw. litauischer Jazzmusiker und Musikjournalist († 2022)
- 20. April: Björn Skifs, schwedischer Sänger und Schauspieler
- 21. April: Iggy Pop, US-amerikanischer Musiker
- 21. April: Cecilia Wennerström, schwedische Jazzmusikerin
- 22. April: Barry Guy, britischer Bassist und Komponist
- 23. April: Alan Broadbent, neuseeländischer Jazzpianist, Arrangeur und Komponist
- 23. April: Glenn Cornick, britischer Rockmusiker (Jethro Tull) († 2014)
- 25. April: Bill Dobbins, US-amerikanischer Pianist, Komponist, Jazzpädagoge und Bigband-Leiter
- 25. April: Bill Fontana, US-amerikanischer Klangkünstler
- 27. April: Maria del Mar Bonet, spanische Sängerin von Mallorca
- 27. April: Pete Ham, britischer Rocksänger und -gitarrist (Badfinger) († 1975)
- 28. April: Steve Khan, US-amerikanischer Fusionmusiker
- 28. April: Juanjo Mier Cáraves, spanischer Komponist und Musikpädagoge († 1997)
- 28. April: Ad Visser, niederländischer Fernsehmoderator und Künstler
- 28. April: Glenn Zottola, US-amerikanischer Jazzmusiker
- 29. April: Jack Momple, südafrikanischer Jazzmusiker (Schlagzeug)
- 30. April: Finn Kalvik, norwegischer Sänger und Komponist
- 30. April: Abdul Wadud, US-amerikanischer Jazz-Cellist

### Mai
- 01. Mai: Jürgen Boss, deutscher Musiker
- 02. Mai: George Bishop, US-amerikanischer Saxophonist (Jazzkantine) († 2005)
- 05. Mai: Marty Cook, US-amerikanischer Jazz-Posaunist und Komponist
- 05. Mai: Finn Odderskov, dänischer Jazzmusiker
- 08. Mai: Felicity Lott, britische Opern- und Konzertsängerin
- 08. Mai: Joe Ford, US-amerikanischer Jazz-Saxophonist, Flötist und Komponist
- 09. Mai: Florencio Aguilera, spanischer Maler, Kunstsammler und Musikveranstalter
- 10. Mai: Ahmed Abdullah, US-amerikanischer Jazz-Trompeter
- 10. Mai: Jay Ferguson, US-amerikanischer Musiker und Komponist (Spirit)
- 10. Mai: Gene „Birdlegg“ Pittman, US-amerikanischer Bluesmusiker, Sänger und Songwriter
- 11. Mai: Butch Trucks, US-amerikanischer Schlagzeuger (The Allman Brothers Band) († 2017)
- 12. Mai: Ghédalia Tazartès, französischer Avantgarde-Musiker († 2021)
- 12. Mai: Rolf Zuckowski, deutscher Musiker, Komponist, Produzent und Autor
- 13. Mai: Janusz Grzywacz, polnischer Fusion- und Jazzmusiker (Piano, Komposition)
- 15. Mai: Paulo de Carvalho, portugiesischer Sänger populärer Musik
- 19. Mai: Paul Brady, irischer Folkmusiker und Singer-Songwriter
- 19. Mai: Gregory Herbert, US-amerikanischer Jazz-Musiker († 1978)
- 21. Mai: Seda Aznavour, französische Sängerin und Schauspielerin armenischer Abstammung
- 21. Mai: Bill Champlin, US-amerikanischer Sänger, Gitarrist, Keyboardspieler, Arrangeur, Musikproduzent und Songwriter (Chicago)

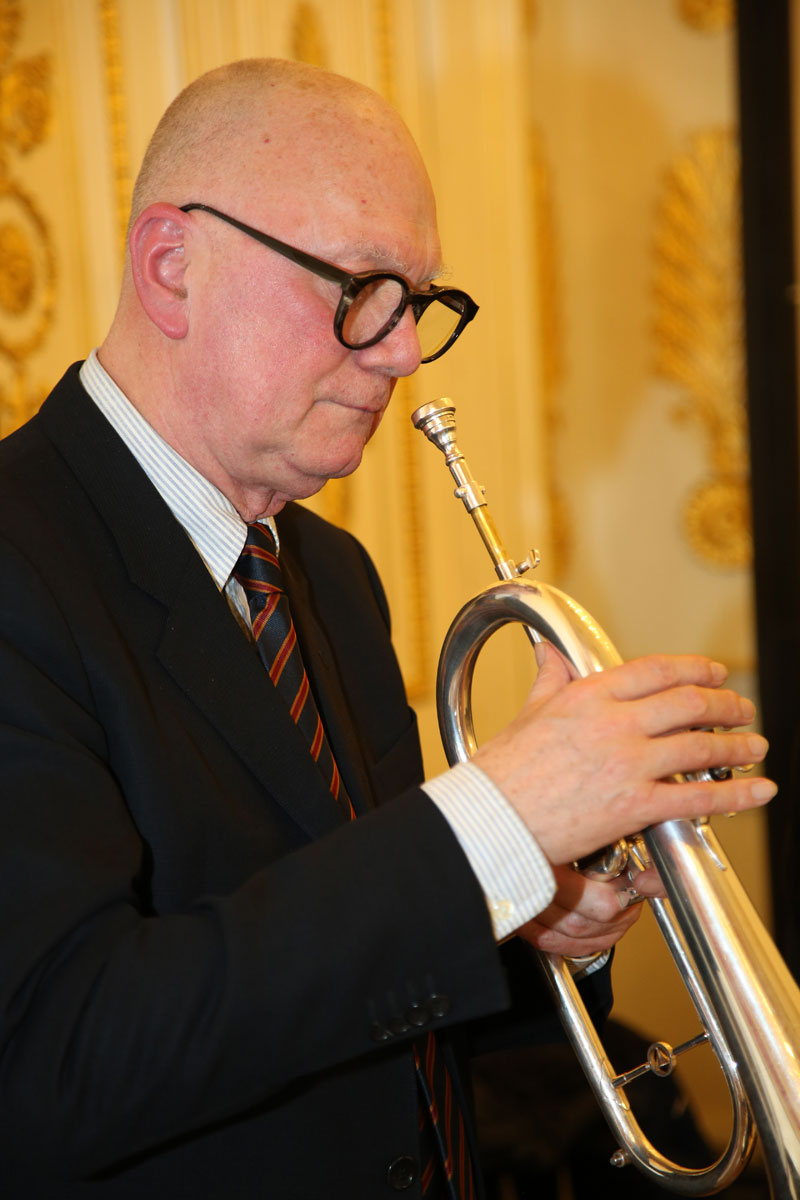
Franz Koglmann; * 22. Mai

- 22. Mai: Franz Koglmann, österreichischer Jazzmusiker
- 23. Mai: Richie Beirach, US-amerikanischer Jazzpianist und -komponist
- 23. Mai: Carlos Mendes, portugiesischer Sänger und Schauspieler
- 24. Mai: Cynthia Plaster Caster, US-amerikanisches Groupie verschiedener Stars († 2022)
- 24. Mai: Mike Reid, US-amerikanischer Country-Musiker und Songwriter
- 26. Mai: George Gray, US-amerikanischer Opernsänger (Tenor) († 2023)
- 27. Mai: Liana Alexandra, rumänische Komponistin und Musikpädagogin († 2011)
- 28. Mai: Firəngiz Əlizadə, aserbaidschanische Pianistin und Komponistin
- 30. Mai: Daniel Azulay, brasilianischer Comiczeichner und Cartoonist, Autor, Musiker, Fernsehmoderator, Maler und Illustrator
- 30. Mai: Clifford Ford, kanadischer Komponist und Musikpädagoge
- 31. Mai: Greg Abate, US-amerikanischer Jazzmusiker, Arrangeur, Musikpädagoge und Komponist
- 31. Mai: Krishna Das, US-amerikanischer Kirtansänger

### Juni
- 01. Juni: Ron Wood, britischer Rockmusiker, Gitarrist (The Faces; The Rolling Stones)
- 02. Juni: Sir Mark Elder, britischer Dirigent
- 03. Juni: Dave Alexander, US-amerikanischer Rockmusiker († 1975)
- 03. Juni: Mickey Finn, britischer Perkussionist (T. Rex) († 2003)
- 03. Juni: John Fordham, britischer Jazzkritiker und Autor
- 04. Juni: Ruth Cameron, US-amerikanische Jazzsängerin und Musikproduzentin († 2021)
- 04. Juni: Johnny Dyani, südafrikanischer Jazzmusiker († 1986)
- 05. Juni: Laurie Anderson, US-amerikanische Performance-Künstlerin und Musikerin
- 06. Juni: Bari Karimowitsch Alibassow, russischer Musikproduzent
- 08. Juni: Franz Bartzsch, deutscher Musiker, Sänger und Komponist († 2010)
- 08. Juni: Julie Driscoll, britische Sängerin (Brian Auger and the Trinity)
- 09. Juni: Mick Box, britischer Gitarrist (Uriah Heep)
- 09. Juni: Paul Roczek, österreichischer Violinist und Musikpädagoge
- 10. Juni: Randy Edelman, US-amerikanischer Filmkomponist
- 10. Juni: Beryl Marsden, britische Pop-Sängerin
- 11. Juni: Gabriele Clonisch, deutsche Schlagersängerin und Kinderstar
- 13. Juni: Carlos Crespo, uruguayisch-deutscher Hornist
- 13. Juni: Harold Danko, US-amerikanischer Jazzpianist
- 13. Juni: Ketil Haugsand, norwegischer Cembalist, Dirigent und Hochschullehrer
- 13. Juni: John Kahn, US-amerikanischer Bassist († 1996)
- 14. Juni: Darius Brubeck, US-amerikanischer Jazzmusiker
- 14. Juni: Évelyne Courtois, französische Pop-Sängerin und Songwriterin
- 14. Juni: Barry Melton, US-amerikanischer Gitarrist (Country Joe and the Fish)
- 15. Juni: Efraín Amador, kubanischer Lautenist, Komponist und Musikpädagoge
- 15. Juni: Elena Ostleitner, österreichische Musiksoziologin, Hochschullehrerin, Pianistin und Verlegerin († 2021)
- 15. Juni: Paul Patterson, britischer Komponist
- 16. Juni: Tom Malone, US-amerikanischer Jazz- und Studiomusiker
- 17. Juni: George S. Clinton, US-amerikanischer Filmkomponist
- 17. Juni: Guy Evans, britischer Schlagzeuger und Komponist
- 17. Juni: Fidan Gasimova, aserbaidschanische Opernsopranistin und Hochschullehrerin
- 17. Juni: Gregg Rolie, US-amerikanischer Rocksänger und Keyboarder (Santana, Journey)
- 17. Juni: Paul Young, britischer Sänger (Sad Café, Mike + The Mechanics) († 2000)
- 19. Juni: Quim Barreiros, portugiesischer Sänger und Akkordeonspieler
- 20. Juni: Rainer Bischof, österreichischer Komponist und Musikmanager
- 21. Juni: Çetin Alp, türkischer Sänger († 2004)
- 21. Juni: Joey Molland, britischer Rocksänger und -gitarrist (Badfinger) († 2025)
- 22. Juni: Bob Becker, US-amerikanischer Perkussionist, Xylophonist, Marimbaspieler, Paukist und Komponist
- 22. Juni: Frieder Bernius, deutscher Chor- und Orchesterdirigent
- 22. Juni: Howard Kaylan, US-amerikanischer Rockmusiker und Sänger (The Turtles, The Mothers of Invention, Flo & Eddie)

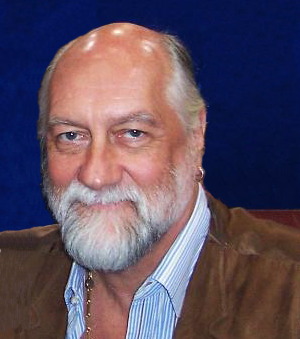
Mick Fleetwood; * 24. Juni

- 24. Juni: Mick Fleetwood, britischer Rockmusiker (Fleetwood Mac)
- 25. Juni: Jacques Zegers, frankophoner belgischer Sänger, Liedtexter, Schauspieler, Schriftsteller und Journalist
- 26. Juni: Brian Abrahams, britischer Jazzschlagzeuger und Sänger
- 29. Juni: Josef Adamík, tschechischer Komponist, Musikpädagoge und Chorleiter († 2009)
- 29. Juni: Ljubow Baschirowna Schischchanowa, sowjetische bzw. russische Organistin, Musikpädagogin und Hochschullehrerln († 2023)
- 30. Juni: Jasper van ’t Hof, niederländischer Jazz-Pianist und Keyboarder

### Juli
- 01. Juli: Doris Svensson, schwedische Pop- und Funk-Sängerin († 2023)
- 03. Juli: John Blake, US-amerikanischer Jazzviolinist († 2014)
- 03. Juli: Betty Buckley, US-amerikanische Schauspielerin und Sängerin
- 03. Juli: Grethe Kausland, norwegische Sängerin und Schauspielerin († 2007)
- 03. Juli: Top Topham, britischer Rockmusiker (The Yardbirds) († 2023)
- 04. Juli: Bob Enos, US-amerikanischer Trompeter († 2008)
- 05. Juli: Wolfgang Danzmayr, österreichischer Komponist, Dirigent und Schriftsteller
- 05. Juli: Igor Dibák, slowakischer Komponist († 2021)
- 06. Juli: Ratko Divjak, jugoslawischer bzw. slowenischer Fusion- und Jazzmusiker (Schlagzeug)
- 07. Juli: Reginald Dehoff, deutscher Schauspieler und Sänger († 2006)
- 07. Juli: Fredl Fesl, niederbayerischer Musiker und Sänger († 2024)
- 08. Juli: Marianne Enzensberger, deutsche Schauspielerin, Musikerin und Produzentin
- 10. Juli: Arlo Guthrie, US-amerikanischer Folk-Musiker
- 10. Juli: Bruce Fowler, US-amerikanischer Posaunist und Komponist
- 11. Juli: John Holt, Reggaesänger (The Paragons) († 2014)
- 11. Juli: Jon Marks, britischer Jazzmusiker (Piano) († 2007)
- 12. Juli: Wilko Johnson, britischer Gitarrist und Schauspieler († 2022)
- 15. Juli: Peter Banks, britischer Rockgitarrist (Yes, The Syn) († 2013)
- 15. Juli: Roky Erickson, US-amerikanischer Sänger, Songwriter und Gitarrist (The 13th Floor Elevators) († 2019)
- 16. Juli: Grażyna Pstrokońska-Nawratil, polnische Komponistin und Professorin
- 16. Juli: Manfred Tauchen, österreichischer Sänger und Kabarettist († 2025)
- 17. Juli: Dorthe Kollo, dänische Schlagersängerin
- 17. Juli: Phil Cordell, britischer Musiker und Komponist († 2007)
- 17. Juli: Marie-Hélène Dupard, Sopransängerin und Chorleiterin
- 17. Juli: Wolfgang Flür, deutscher Musiker
- 19. Juli: Bernie Leadon, US-amerikanischer Sänger und Musiker (The Flying Burrito Brothers, Eagles)
- 19. Juli: Brian May, britischer Musiker und Astrophysiker (Queen)

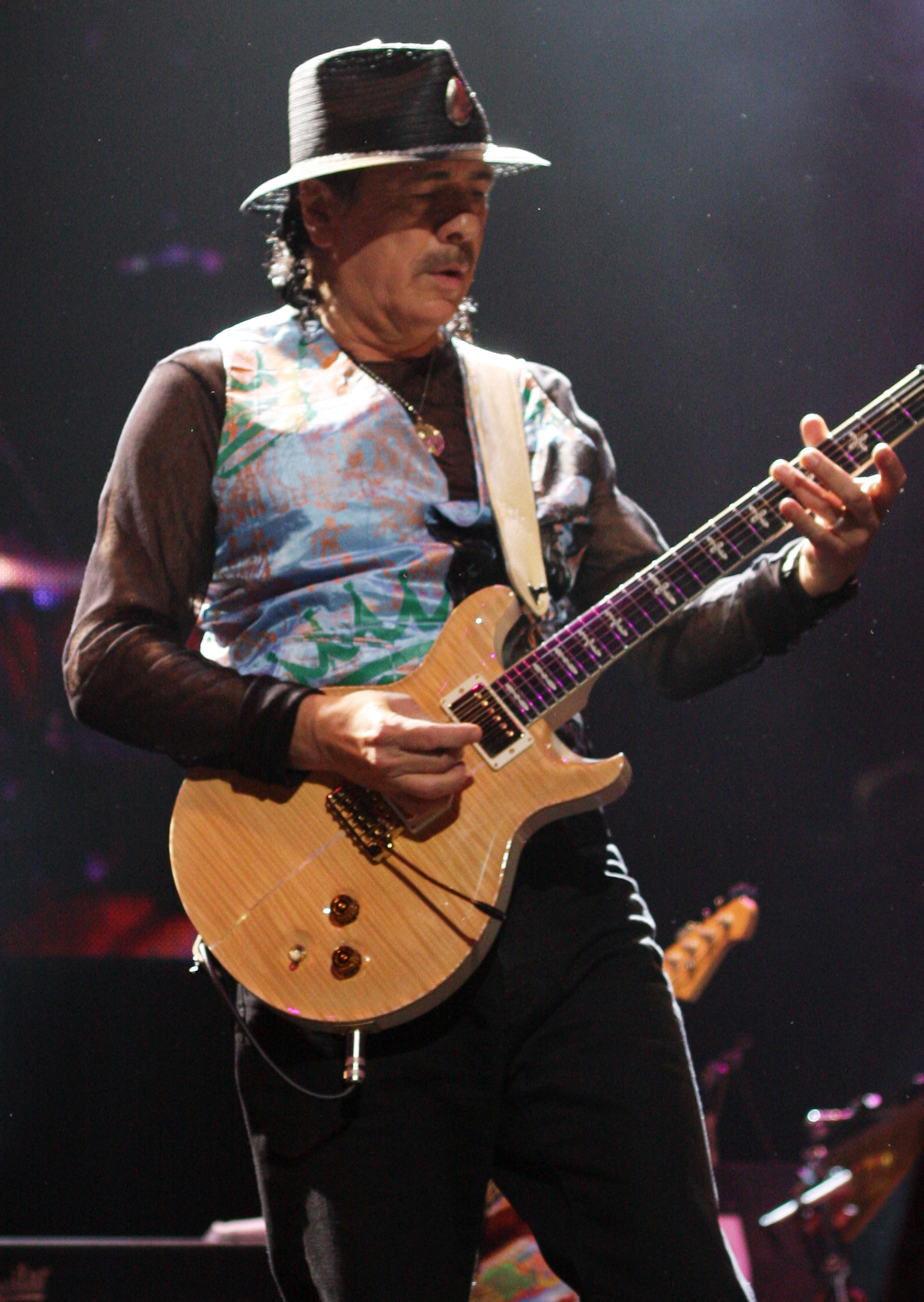
Carlos Santana; * 20. Juli

- 20. Juli: Carlos Santana, US-amerikanischer Gitarrist mexikanischer Herkunft
- 22. Juli: Don Henley, US-amerikanischer Rockmusiker (Eagles)
- 23. Juli: David Essex, britischer Sänger und Schauspieler
- 24. Juli: Ernst Häusermann, Schweizer Keramiker, Bildhauer, Plastiker, Objektkünstler, Kunstlehrer und Musiker
- 24. Juli: Peter Serkin, US-amerikanischer Pianist († 2020)
- 24. Juli: Karl Kaspar Trikolidis, österreichisch-griechischer Dirigent († 2022)
- 25. Juli: Karlheinz Freynik, deutscher Autor, Musiker, Filmproduzent und Regisseur
- 25. Juli: Tonia, flämische Sängerin
- 28. Juli: Bob Barton, britischer Jazzpianist
- 28. Juli: Jimmy „Duck“ Holmes, US-amerikanischer Bluesmusiker
- 29. Juli: Dániel Benkő, ungarischer Lautenist, Gitarrist und Hochschullehrer († 2019)
- 30. Juli: Okko Bekker, niederländischer Schauspieler, Musiker und Filmkomponist
- 30. Juli: Claes Janson, schwedischer Jazz-, Blues- und Balladensänger
- 31. Juli: Yleana Bautista, kubanische Pianistin und Musikpädagogin

### August
- 02. August: Jeanne Baxtresser, US-amerikanische Flötistin, Aufnahmekünstlerin, Autorin und Dozentin
- 02. August: Massiel, spanische Popsängerin
- 02. August: Ken Salvo, US-amerikanischer Jazzmusiker († 2021)
- 03. August: Sean Tyla, britischer Sänger und Rockmusiker († 2020)
- 04. August: Joseph Dejean, französischer Jazzgitarrist († 1976)
- 04. August: Klaus Schulze, deutscher Komponist, Musiker und Produzent († 2022)
- 05. August: Angry Anderson, australischer Rocksänger und Schauspieler
- 05. August: Rick Derringer, US-amerikanischer Rockmusiker (The McCoys) († 2025)
- 06. August: Dennis Alcapone, jamaikanischer Musiker
- 07. August: Duarte Mendes, portugiesischer Sänger und Offizier
- 07. August: Cheb i Sabbah, algerischer Club-DJ
- 09. August: Barbara Mason, US-amerikanische R&B- und Soul-Sängerin
- 10. August: Dmitri Alexejew, russischer Pianist

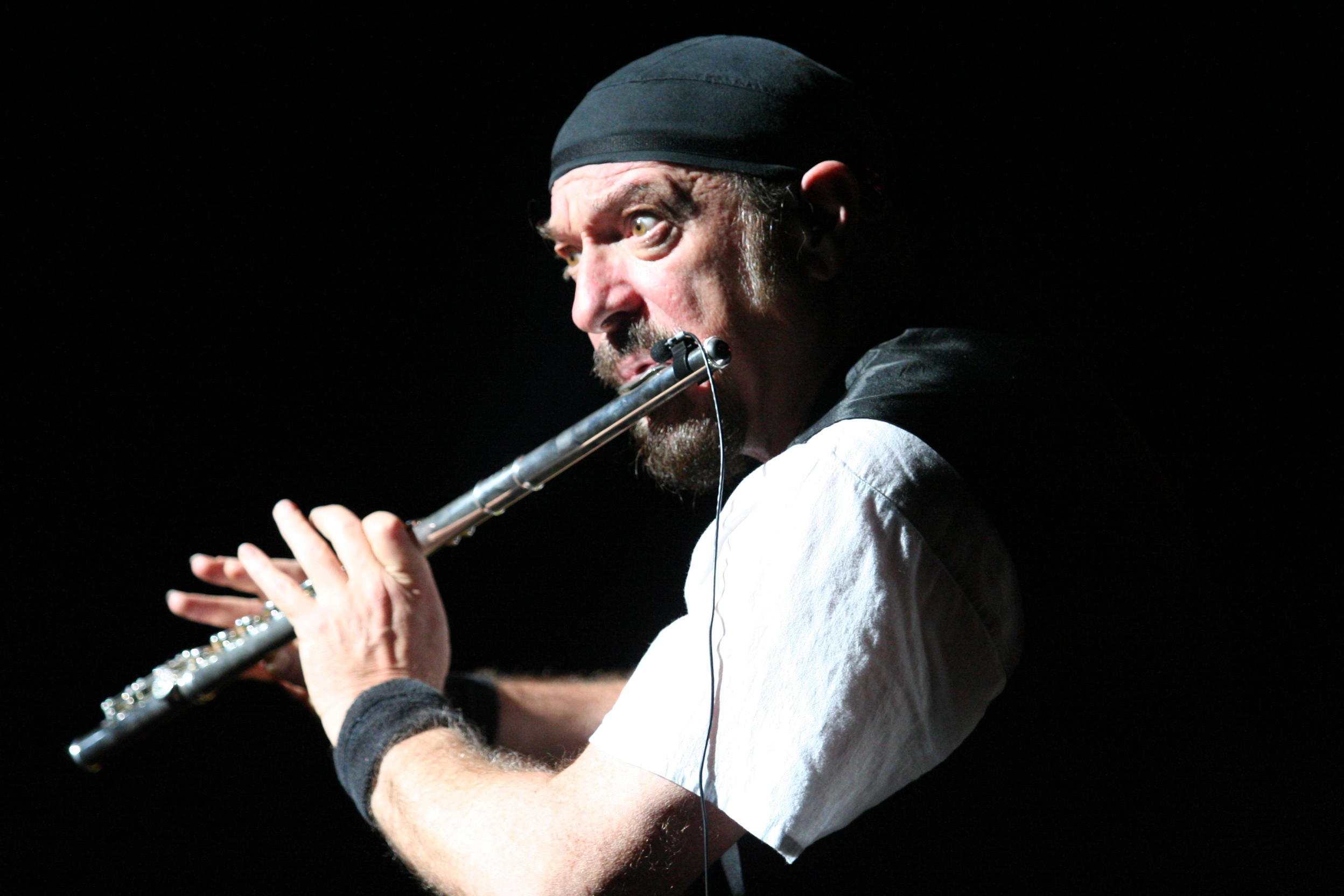
Ian Anderson; * 10. August

- 10. August: Ian Anderson, britischer Rocksänger, Gründungsmitglied der Musikgruppe Jethro Tull
- 10. August: Drupi, italienischer Sänger
- 10. August: Dónal Lunny, irischer Folkmusiker
- 11. August: Catherine Collard, französische Pianistin und Musikpädagogin († 1993)
- 12. August: Albie Donnelly, britischer Saxofonist, Bandleader und Leadsänger
- 14. August: Sharif Dean, algerisch-französischer Musiker († 2019)
- 14. August: Maddy Prior, britische Folksängerin
- 18. August: Eleonore Weisgerber, deutsche Schauspielerin und Chansonsängerin
- 19. August: Jacek Domagała, polnischer Komponist
- 21. August: Paul Crawford, kanadischer Komponist, Organist, Rundfunkproduzent und Musikpädagoge
- 21. August: Joshard Daus, deutscher Chorleiter und Dirigent († 2021)
- 21. August: Davorin Kempf, jugoslawischer bzw. kroatischer Komponist († 2022)
- 23. August: Terje Rypdal, norwegischer Gitarrist und Komponist
- 25. August: Suzee Ikeda, US-amerikanische Sängerin und Musikproduzentin
- 25. August: Tamas Quraschwili, sowjetisch-georgischer Jazzmusiker († 2023)
- 25. August: Keith Tippett, britischer Jazzpianist und Komponist († 2020)
- 27. August: Kirk Francis, US-amerikanischer Tontechniker

### September
- 01. September: Christiane Ufholz, deutsche Rock-, Jazz- und Bluessängerin († 2022/23)
- 04. September: Peter Behrens, deutscher Schlagzeuger, Musiker und Clown († 2016)
- 05. September: Mel Collins, britischer Musiker
- 05. September: Buddy Miles, US-amerikanischer Rock-, Blues-, Soul- und Funk-Schlagzeuger († 2008)
- 05. September: Charles Bobo Shaw, US-amerikanischer Jazzschlagzeuger und Bandleader († 2017)
- 06. September: Jay Owens, US-amerikanischer Bluesmusiker († 2005)
- 06. September: Bent Persson, schwedischer Jazztrompeter und -Kornettist
- 07. September: Tony Bongiovi, US-amerikanischer Toningenieur und Plattenproduzent
- 08. September: Waleri Afanassjew, russischer Pianist
- 08. September: A. J. Loria, US-amerikanischer Jazz- und Bluesmusiker und Songwriter
- 09. September: Bernd Enders, deutscher Musikwissenschaftler
- 11. September: Bob Catley, britischer Sänger
- 11. September: Gerry Conway, britischer Folk-Schlagzeuger († 2024)
- 11. September: Julie Covington, britische Sängerin und Schauspielerin
- 12. September: Draga Balena, österreichische Komponistin, Sängerin und Texterin
- 12. September: Christopher Dedrick, US-amerikanischer Musiker und Komponist († 2010)
- 15. September: Meche Carreño, mexikanische Schauspielerin, Sängerin und Model
- 15. September: Wesla Whitfield, US-amerikanische Jazz- und Cabaret-Sängerin († 2018)
- 16. September: Russ Abbot, britischer Musiker, Komiker und Schauspieler
- 16. September: René Gubelmann, Schweizer Schlagzeuger, Vibraphonist und Kunstmaler († 2025)
- 17. September: Ilanit, israelische Sängerin
- 18. September: Bernd Apitz, deutscher Sänger
- 18. September: Kurt Grahl, deutscher Kirchenmusiker († 2025)
- 19. September: Ray Cooper, englischer Perkussionist
- 19. September: Lol Creme, britischer Musiker (10cc)
- 20. September: Billy Bang, US-amerikanischer Jazzviolinist († 2011)
- 20. September: Mia Martini, italienische Sängerin und Songwriterin († 1995)
- 21. September: Don Felder, US-amerikanischer Gitarrist (Eagles)
- 21. September: Bern Nix, US-amerikanischer No-Wave- und Jazz-Gitarrist († 2017)
- 23. September: Jean-Luc Azoulay, französischer Drehbuchautor, Komponist und Fernsehproduzent
- 23. September: Christian Escoudé, französischer Jazz-Gitarrist († 2024)
- 23. September: Don Grolnick, US-amerikanischer Jazz- und Fusion-Pianist und Komponist († 1996)
- 23. September: Lorraine Vaillancourt, kanadische Pianistin, Dirigentin und Musikpädagogin
- 24. September: Gomer Edwin Evans, walisischer Musiker und Komponist
- 25. September: John Fiddler, britischer Rockmusiker
- 26. September: Lynn Anderson, US-amerikanische Country-Sängerin († 2015)
- 26. September: Dale Duesing, US-amerikanischer Opernsänger und Regisseur
- 27. September: Barbara Dickson, britische Sängerin und Schauspielerin

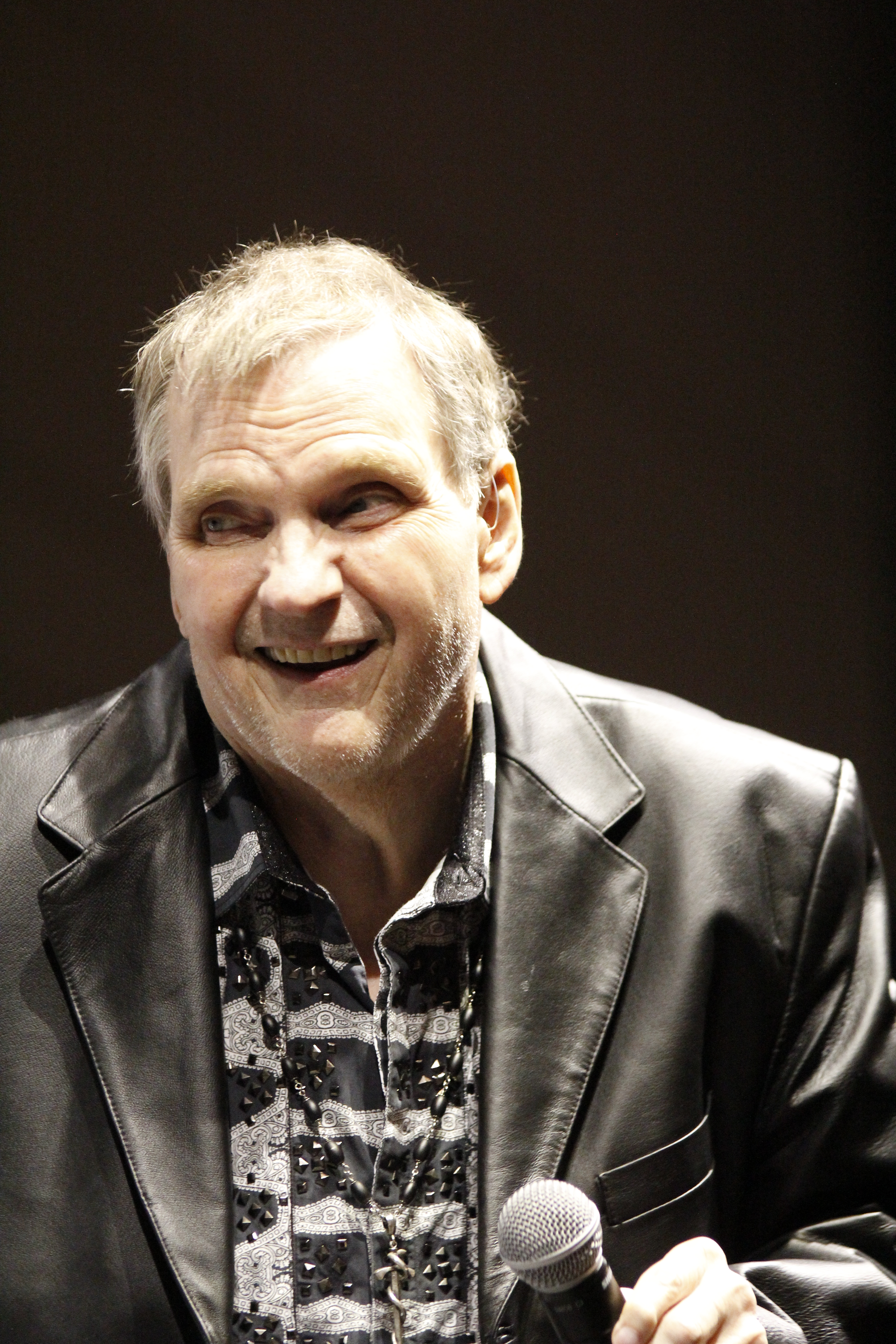
Meat Loaf; * 27. September

- 27. September: Meat Loaf, US-amerikanischer Rocksänger und Schauspieler († 2022)
- 30. September: Marc Bolan, britischer Sänger, Gitarrist und Songschreiber († 1977)

### Oktober
- 01. Oktober: Lajos Som, ungarischer Rockmusiker († 2017)
- 02. Oktober: Zuzana Burianová, tschechische Sängerin und Schauspielerin († 2022)
- 03. Oktober: Peter Barcaba, österreichischer Komponist († 2017)
- 03. Oktober: John Perry Barlow, US-amerikanischer Bürgerrechtler und Songtexter († 2018)
- 03. Oktober: Helmut W. Erdmann, deutscher Flötist und Komponist
- 03. Oktober: Hopeton Lewis, jamaikanischer Sänger, Komponist und Pionier des Rocksteady († 2014)
- 04. Oktober: Julien Clerc, französischer Chansonnier
- 04. Oktober: H. Helge Dorsch, deutscher Dirigent, Pianist und Komponist
- 05. Oktober: Brian Johnson, britischer Sänger (AC/DC)
- 08. Oktober: Bob van Asperen, niederländischer Cembalist, Organist und Dirigent
- 08. Oktober: Kurt Rydl, österreichischer österreichischer Opernsänger

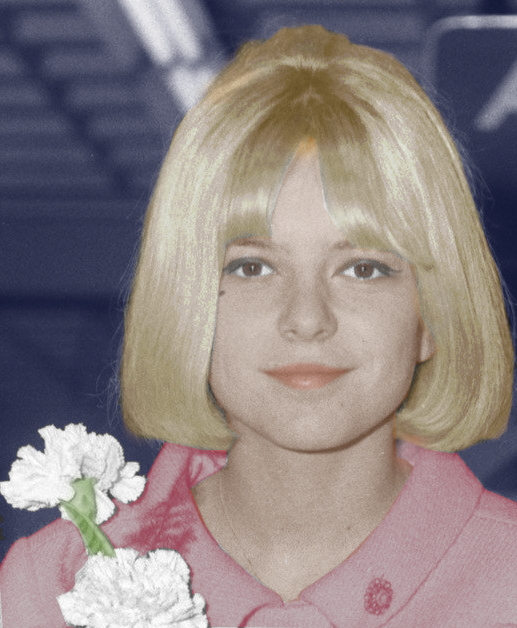
France Gall; * 9. Oktober

- 09. Oktober: France Gall, französische Sängerin († 2018)
- 09. Oktober: Roddy Llewellyn, britischer Adliger, Gartengestalter, Journalist, Autor Musiker und Fernsehmoderator
- 10. Oktober: Gary Beach, US-amerikanischer Schauspieler, Musicaldarsteller und Synchronsprecher († 2018)
- 10. Oktober: Fred Hopkins, US-amerikanischer Jazzbassist († 1999)
- 10. Oktober: Nina Matwijenko, ukrainische Sängerin († 2023)
- 11. Oktober: Mwata Bowden, US-amerikanischer Jazzmusiker
- 13. Oktober: Sammy Hagar, US-amerikanischer Sänger, Gitarrist und Songwriter (Montrose, Van Halen)
- 13. Oktober: Alan Wakeman, britischer Jazz- und Rockmusiker (Soft Machine)
- 15. Oktober: Walter Boudreau, kanadischer Komponist und Saxophonist
- 16. Oktober: Bob Weir, US-amerikanischer Sänger und Rhythmus-Gitarrist, Gründungsmitglied der Rockband Grateful Dead
- 18. Oktober: Laura Nyro, US-amerikanische Sängerin und Songautorin († 1997)
- 19. Oktober: Jean-François Pauvros, französischer Improvisationsmusiker
- 20. Oktober: Wolfgang Brendel, deutscher Opernsänger
- 21. Oktober: Jerry Bergonzi, US-amerikanischer Jazzsaxophonist
- 21. Oktober: Riccardo Fogli, italienischer Sänger
- 23. Oktober: Frank DiLeo, US-amerikanischer Musikmanager und Schauspieler († 2011)
- 23. Oktober: Greg Ridley, britischer Rockmusiker (Spooky Tooth, Humble Pie) († 2003)
- 25. Oktober: Mary Spiteri, maltesische Sängerin
- 25. Oktober: Glenn Tipton, britischer Musiker
- 27. Oktober: Miguel Marozzi, uruguayischer Komponist, Pianist, Cembalist und Musikpädagoge
- 28. Oktober: Charlie, ungarischer Rock- und Soul-Sänger
- 29. Oktober: Burghard Rausch, deutscher Musiker und Hörfunkmoderator
- 30. Oktober: John Celona, US-amerikanischer Komponist, Pianist, Saxophonist, Dirigent und Filmemacher
- 31. Oktober: Willy Kreuzer, österreichischer Komponist und Alpinist († 2019)

### November
- 02. November: Dave Pegg, britischer Folksänger und -bassist (Fairport Convention, Jethro Tull)
- 04. November: Carlos Schvartzman, paraguayischer Gitarrist und Komponist († 2025)
- 05. November: Valter Dešpalj, kroatischer Cellist
- 05. November: Manana Doidschaschwili, georgische Pianistin († 2023)
- 05. November: Peter Noone, britischer Popsänger, Schauspieler und Moderator (Herman’s Hermits)
- 06. November: Bobby Beausoleil, US-amerikanischer Musiker und verurteilter Mörder
- 07. November: Michael Brammann, deutscher Tonmeister († 2024)
- 07. November: Alan Tomlinson, britischer Improvisationsmusiker († 2024)
- 08. November: Minnie Riperton, US-amerikanische Soulsängerin († 1979)
- 09. November: Wolfgang Bozic, österreichischer Dirigent
- 09. November: Phil Driscoll, US-amerikanischer Sänger, Songwriter, Trompeter und Musikproduzent

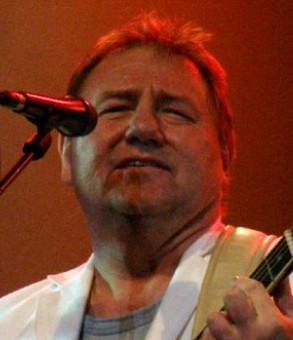
Greg Lake; * 10. November

- 10. November: Greg Lake, britischer Rockmusiker (Emerson, Lake & Palmer) († 2016)
- 11. November: Daniel Aste, argentinischer Tangosänger
- 13. November: Tuna Ötenel, türkischer Jazzmusiker (Saxophon, Piano, Komposition)
- 14. November: Buckwheat Zydeco, US-amerikanischer Zydeco-Musiker († 2016)
- 16. November: Rudolf Hinterdorfer, österreichischer Komponist
- 20. November: Joe Walsh, US-amerikanischer Rock-Musiker (James Gang, Eagles)
- 21. November: Alcione, brasilianische Sängerin und Komponistin
- 21. November: Michel Sogny, französischer Klavierspieler, Komponist, Lehrer und Schriftsteller ungarischer Abstammung
- 22. November: Rudi Staeger, österreichischer Jazz- und Rockmusiker und Musikproduzent
- 23. November: Melton Mustafa, US-amerikanischer Jazzmusiker (Count Basie Orchestra) († 2017)
- 25. November: Silvia Annichiarico, italienische Sängerin, Schauspielerin und Radiomoderatorin
- 27. November: Bobby Forrester, US-amerikanischer Jazz- und Rhythm-&-Blues-Musiker († 2002)
- 28. November: John Clement Adams, US-amerikanischer Komponist und Musikpädagoge
- 28. November: Michel Berger, französischer Sänger und Komponist († 1992)
- 28. November: William DeVaughn, US-amerikanischer Sänger, Songwriter und Gitarrist
- 28. November: Maria Farantouri, griechische Sängerin
- 30. November: Julio Pane, argentinischer Bandoneon-Spieler († 2024)

### Dezember
- 01. Dezember: Leo Cuypers, niederländischer Jazz-Musiker († 2017)
- 01. Dezember: Pierre Isacsson, schwedischer Musiker, Schauspieler und Hörspielsprecher († 1994)
- 01. Dezember: Marie Selander, schwedische Folkmusikerin und Singer-Songwriterin
- 03. Dezember: Percy Jones, britischer Fusionmusiker und Musikproduzent
- 04. Dezember: Andy LaVerne, US-amerikanischer Jazzmusiker
- 04. Dezember: Terry Woods, irischer Musiker (The Pogues)
- 05. Dezember: Egberto Gismonti, brasilianischer Musiker und Komponist
- 05. Dezember: Jim Messina, US-amerikanischer Musiker (Buffalo Springfield, Loggins and Messina)
- 05. Dezember: Kim Simmonds, britischer Rock- und Bluesmusiker († 2022)
- 05. Dezember: Rick Wills, britischer Bassist (Foreigner)
- 06. Dezember: Uli Beckerhoff, deutscher Jazz-Trompeter
- 06. Dezember: Erich Binder, österreichischer Violinist und Dirigent († 2023)
- 06. Dezember: Homero Francesch, uruguayisch-schweizerischer Pianist
- 06. Dezember: Adrian Marthaler, Schweizer Autor und Regisseur
- 06. Dezember: Miroslav Vitouš, tschechischer Jazz-Bassist und -Komponist
- 07. Dezember: Oliver Dragojević, kroatischer Sänger, Musiker und Multiinstrumentalist († 2018)
- 08. Dezember: Gregg Allman, US-amerikanischer Rockmusiker († 2017)
- 09. Dezember: Hans-Ulrich Funk, deutscher Orgelbauer, Kantor, Organist, Komponist und Orgelsachverständiger sowie Autor
- 12. Dezember: Hermann Egner, deutscher Posaunist und Komponist († 2005)
- 13. Dezember: Minouche Barelli, französisch-monegassische Sängerin († 2004)
- 13. Dezember: Frank-Volker Eichhorn, deutscher Komponist († 1978)
- 14. Dezember: Rainer Bach, deutscher Country-Sänger und Steel-Pedal-Gitarrist
- 14. Dezember: Jerry Berkers, niederländischer Musiker († ≈1988)
- 15. Dezember: Miša Blam, jugoslawischer, später serbischer Jazzmusiker († 2014)
- 15. Dezember: Chuck Findley, US-amerikanischer Jazztrompeter
- 17. Dezember: Christfried Brödel, deutscher Kirchenmusiker und Hochschullehrer
- 17. Dezember: Zakhar Bron, russischer Violinist
- 17. Dezember: Marion Diederichs-Lafite, österreichische Musikpublizistin
- 18. Dezember: Jean Musy, französischer Komponist, Arrangeur, Orchesterleiter und Pianist († 2024)
- 19. Dezember: Jimmy Bain, britischer Bassist († 2016)
- 19. Dezember: Kenny Berger, US-amerikanischer Jazz- und Studiomusiker
- 19. Dezember: Janie Fricke, US-amerikanische Country-Sängerin
- 19. Dezember: Jean-Louis Florentz, französischer Komponist († 2004)
- 20. Dezember: Gigliola Cinquetti, italienische Sängerin
- 20. Dezember: Stevie Wright, britischer Rockmusiker († 2015)

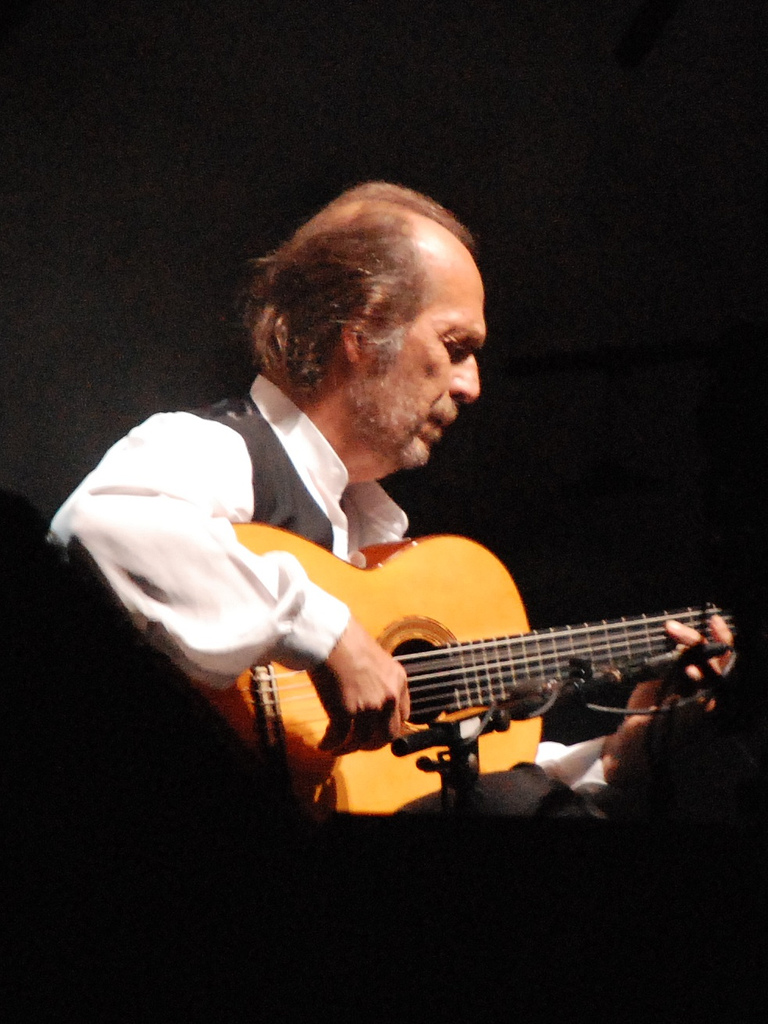
Paco de Lucia; * 21. Dezember

- 21. Dezember: Paco de Lucía, spanischer Gitarrist († 2014)
- 22. Dezember: Bill van Dijk, niederländischer Sänger und Musicaldarsteller
- 23. Dezember: Graham Bonnet, britischer Hardrock-Sänger
- 25. Dezember: Tomasz Szukalski, polnischer Saxophonist († 2012)
- 26. Dezember: Jorge Lima Barreto, portugiesischer Musiker und Komponist († 2011)
- 27. Dezember: Tracy Nelson, US-amerikanische Sängerin (Mother Earth)
- 27. Dezember: Juma Santos, US-amerikanischer Perkussionist († 2007)
- 29. Dezember: Cozy Powell, britischer Schlagzeuger († 1998)
- 30. Dezember: Jeff Lynne, britischer Musiker und Musikproduzent (The Move, Electric Light Orchestra)
- 30. Dezember: David Qualey, US-amerikanischer Gitarrist und Komponist († 2024)
- 31. Dezember: Rita Lee, brasilianische Sängerin, Komponistin und Instrumentalistin († 2023)

### Genaues Geburtsdatum unbekannt
- Beñat Achiary, französischer Sänger, Liedtexter und Improvisationsmusiker
- Margie Adam, US-amerikanische Sängerin, Pianistin, Singer-Songwriterin und Komponistin
- Olavo Alén Rodríguez, kubanischer Musikwissenschaftler
- Johan M. Arnell, schwedischer Dirigent
- Roma Baran, kanadische Musikproduzentin und Musikerin
- Ron Berry, britischer Elektronik-Musiker und Komponist
- Karl Betz, deutscher Pianist und Hochschullehrer
- Barry Biggs, jamaikanischer Reggae-Sänger und Produzent
- James Plunky Branch, US-amerikanischer Jazz, Funk- und R&B-Musiker
- Ron Bridgewater, US-amerikanischer Jazzmusiker
- Heiner Buhlmann, deutscher Musikpädagoge, Dirigent und Oboist
- Lou Caputo, US-amerikanischer Jazzmusiker (Alt-, Tenor- und Baritonsaxophon, Klarinette, Flöte)
- Svatopluk Čech, tschechischer Fagottist, Bassgitarrist und Rocksänger
- Valentin Clastrier, französischer Musiker
- Jury Clormann, klassischer Gitarrist
- Jayne County, US-amerikanische Punkmusikerin
- Ernesto Djédjé, ivorischer Musiker († 1983)
- Barry Dransfield, britischer Folk-Geiger und -Sänger
- Bob Driessen, niederländischer Saxophonist
- Rainer Egger, Schweizer Metallblasinstrumentenbauer
- Hüseyin Ertunç, türkischer bildender Künstler und Jazzmusiker († 2018)
- Géraldine Gaulier, Schweizer Sängerin
- Franz Horacek, österreichischer Musiker
- Heiichiro Ohyama, japanischer Dirigent und Bratschist
- Rolando Antonio Pérez Fernández, kubanischer Musikwissenschaftler und Cellist
- Joey Stec, US-amerikanischer Musiker und Komponist
- Mabi Thobejane, südafrikanischer Schlagzeuger und Perkussionist († 2021)
- Eric Traub, US-amerikanischer R&B- und Jazzmusiker (Saxophon, Komposition) († 2019)
- Garth Watt-Roy, britisch-indischer Sänger, Gitarrist und Songwriter

### Geboren um 1947
- Tom Plsek, US-amerikanischer Posaunist und Hochschullehrer († 2024)

## Gestorben

### Januar bis März
- 02. Januar: Ellen Gulbranson, schwedisch-norwegische Sängerin (* 1863)
- 04. Januar: Jean Strauwen, belgischer Komponist und Dirigent (* 1878)
- 05. Januar: Karl Blume, deutscher Komponist und Sänger (* 1883)
- 07. Januar: Doctor Clayton, US-amerikanischer Blues-Sänger und Songschreiber (* 1898)
- 11. Januar: Elly Bender, deutsche Theaterschauspielerin und Sängerin (* 1863)
- 12. Januar: Kōrli Stalte, lettischer Lehrer, Küster, Organist, Dichter und Essayist (* 1870)
- 16. Januar: Ernst Alfred Aye, deutscher Konzertsänger (* 1878)
- 16. Januar: Sonny Berman, US-amerikanischer Jazz-Trompeter (* 1925)
- 16. Januar: Riza Eibenschütz, österreichische Opernsängerin (* 1870)
- 16. Januar: Alexander Hornig, österreichischer Komponist und Pianist (* 1885)
- 16. Januar: Fate Marable, US-amerikanischer Bigband-Leader und Pianist (* 1890)
- 18. Januar: Kundan Lal Saigal, indischer Sänger und Schauspieler (* 1904)
- 25. Januar: Adolfo Carabelli, argentinischer Tango- und Jazzmusiker, Pianist, Komponist und Bandleader (* 1893)
- 25. Januar: Otto Findeisen, deutscher Dirigent sowie Komponist (* 1862)

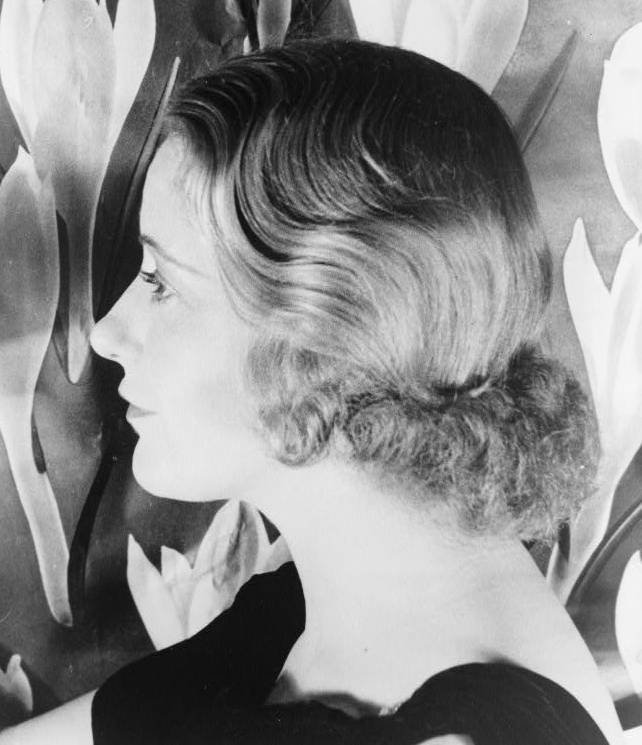
Grace Moore; † 26. Januar

- 26. Januar: Grace Moore, US-amerikanische Schauspielerin und Opernsängerin (* 1898)
- 27. Januar: Anna Bahr-Mildenburg, österreichische Opernsängerin (* 1872)
- 28. Januar: Reynaldo Hahn, französischer Komponist (* 1874)
- 31. Januar: David Josef Bach, österreichischer Musikschriftsteller und Journalist (* 1874)
- 31. Januar: Clifford Jones, US-amerikanischer Jazzmusiker (* 1900)
- 02. Februar: Peter Dahm, deutscher Pianist und Hochschullehrer (* 1877)
- 04. Februar: Luigi Russolo, italienischer futuristischer Maler und Komponist (* 1885)
- 11. Februar: Hilmar Trede, deutscher Musikwissenschaftler (* 1902)
- 12. Februar: Getty H. Huffine, US-amerikanischer Komponist, Posaunist und Tubist (* 1889)
- 12. Februar: Bernhard Iversen, deutscher Musikpädagoge (* 1881)
- 16. Februar: Bianca Bianchi, deutsch-österreichische Opernsängerin (* 1855)
- 19. Februar: Josep Barberà i Humbert, spanischer Komponist und Musikpädagoge (* 1874)
- 20. Februar: Montague Birch, britischer Geiger und Dirigent (* 1884)
- 21. Februar: Lee Zahler, US-amerikanischer Komponist (* 1893)
- 03. März: Filaret Kolessa, ukrainischer Ethnograph, Folklorist, Komponist und Musikwissenschaftler (* 1871)
- 05. März: Alfredo Casella, italienischer Komponist, Musiker und Musikkritiker (* 1883)
- 08. März: Ida Krzyzanowski-Doxat, österreichische Opernsängerin (* 1867)
- 15. März: Johann Theodor Viehmeyer, deutscher Pianist und Musikschriftsteller (* 1870)

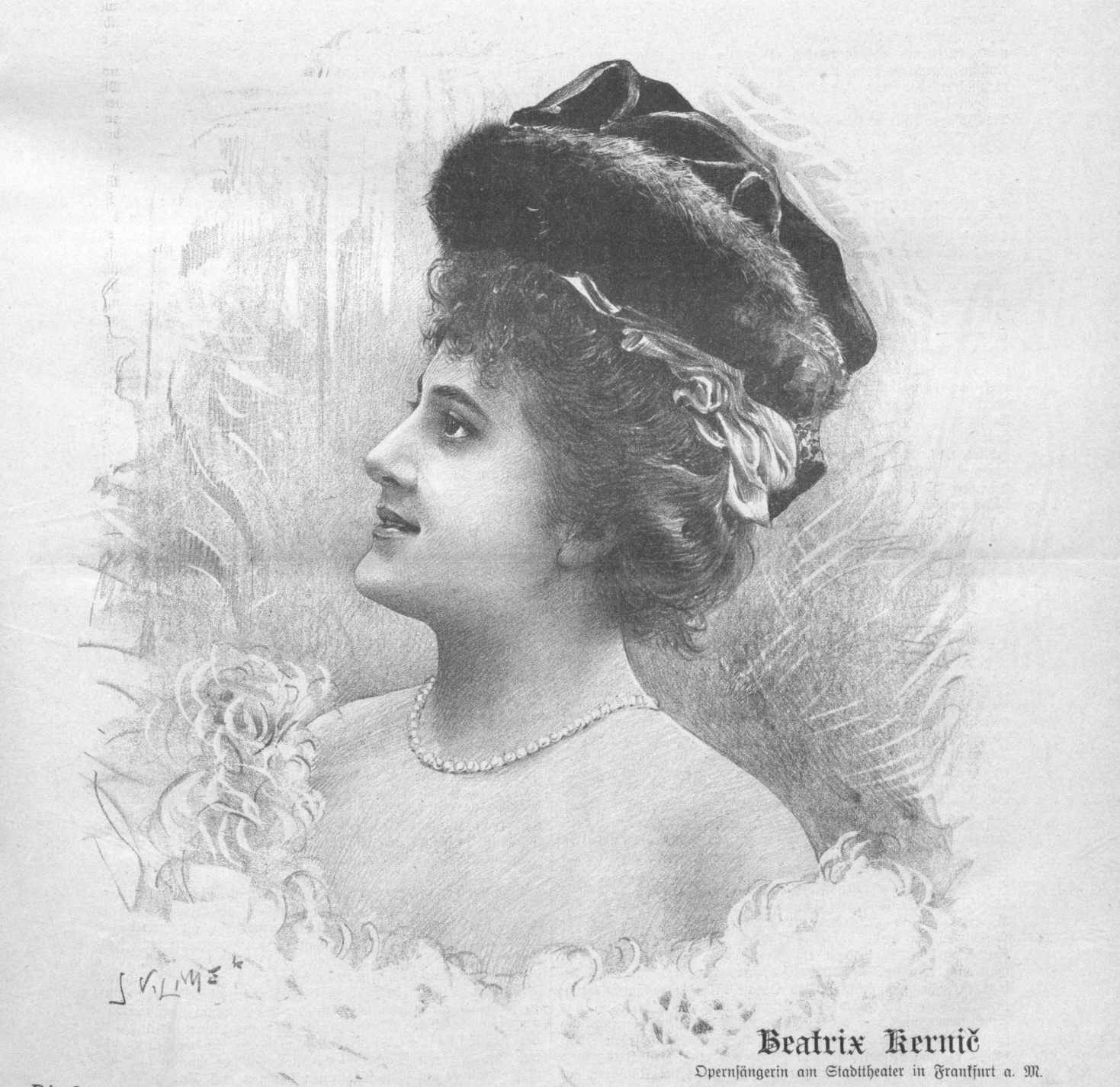
Beatrix Kernic; † 18. März

- 18. März: Beatrix Kernic, kroatisch-österreichische Opernsängerin und Opernregisseurin (* 1870)
- 18. März: Willem Pijper, niederländischer Komponist (* 1894)
- 20. März: Michel Warlop, französischer Swing-Violinist und Bandleader (* 1911)

### April bis Juni
- 01. April: Freddie Webster, US-amerikanischer Jazztrompeter (* 1916)
- 02. April: Gustav Lütschg, Schweizer Geigenbauer (* 1870)
- 04. April: Gotthelf Heinrich Pistor, deutscher Schauspieler und Opernsänger (Tenor) (* 1887)
- 06. April: Václav Kaprál, tschechischer Komponist (* 1889)
- 06. April: Willi Wolff, deutscher Liedtexter, Drehbuchautor und Filmregisseur (* 1883)
- 08. April: Hermann Behr, deutscher Komponist, Kapellmeister, Dirigent und Geiger (* 1875)
- 09. April: William Foden, US-amerikanischer Gitarrist, Komponist und Musikpädagoge (* 1860)
- 09. April: Konrad Friedrich Noetel, deutscher Arrangeur und Komponist (* 1903)
- 09. April: Lillian Sanderson, US-amerikanische Sängerin und Gesangspädagogin (* 1866)
- 12. April: Julie Salinger, ungarisch-deutsche Opernsängerin (* 1873)
- 17. April: Fritzi Frou, deutsche Diseuse, Soubrette und Schauspielerin (* 1889)
- 29. April: Clarence Gaskill, US-amerikanischer Liedtexter und Songwriter (* 1892)

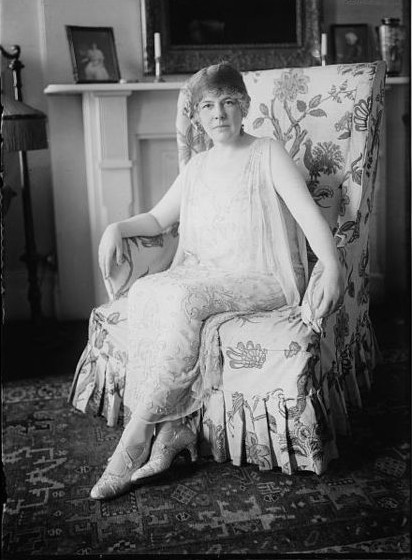
Louise Homer; † 6. Mai

- 06. Mai: Louise Homer, US-amerikanische Opernsängerin (* 1871)
- 11. Mai: Franz Mikorey, deutscher Dirigent, Pianist, Komponist und Generalmusikdirektor (* 1873)
- 11. Mai: Ture Rangström, schwedischer Komponist, Dirigent, Gesangslehrer und Musikkritiker (* 1884)
- 17. Mai: Ignacy Dygas, polnischer Sänger (* 1881)
- 18. Mai: George MacKenzie Brewer, kanadischer Organist, Pianist, Komponist und Musikpädagoge (* 1889)
- 22. Mai: Ewald Siegert, deutscher Organist, Kantor und Komponist (* 1875)
- 24. Mai: Hanns In der Gand, Schweizer Volksliedsammler und Soldatensänger (* 1882)
- 24. Mai: Robert Kothe, deutscher Rechtsanwalt, Komponist, Dichter, Geigenspieler, Schauspieler, Sänger (* 1869)
- 25. Mai: Johannes Wolf, deutscher Musikwissenschaftler, Bibliothekar und Hochschullehrer (* 1869)
- 30. Mai: Sydney Nicholson, britischer Organist und Musikpädagoge (* 1875)
- 30. Mai: Georg Ludwig von Trapp, österreichischer U-Boot-Kommandant und Vater der singenden Trapp-Familie (* 1880)
- 31. Mai: Henri Casadesus, französischer Musiker und Komponist (* 1879)
- 01. Juni: Anna Hofman-Uddgren, schwedische Schauspielerin und Cabaret-Sängerin, Music Hall- und Revue-Künstlerin, sowie Theater- und Filmregisseurin (* 1868)
- 06. Juni: S. H. Dudley, US-amerikanischer Sänger (* 1864)
- 06. Juni: Alphonse Martin, kanadischer Organist, Pianist und Musikpädagoge (* 1884)
- 11. Juni: Carl Corbach, deutscher Violinvirtuose, Orchesterleiter und Leiter des Konservatoriums für Musik Sondershausen (* 1867)
- 12. Juni: Jāzeps Mediņš, lettischer Komponist (* 1877)
- 14. Juni: Mizzi Zwerenz, österreichische Operettensängerin sowie Theater- und Filmschauspielerin (* 1876)
- 16. Juni: Bronisław Huberman, polnischer Violinist (* 1882)
- 22. Juni: Marion Weed, US-amerikanische Opernsängerin und Gesangspädagogin (* 1865)
- 28. Juni: Per Steenberg, norwegischer Organist und Komponist (* 1870)
- 30. Juni: Ludwig Weber, deutscher Komponist und Musikpädagoge (* 1891)

### Juli bis September
- 01. Juli: Clarence Lucas, kanadischer Komponist, Dirigent und Musikpädagoge (* 1866)

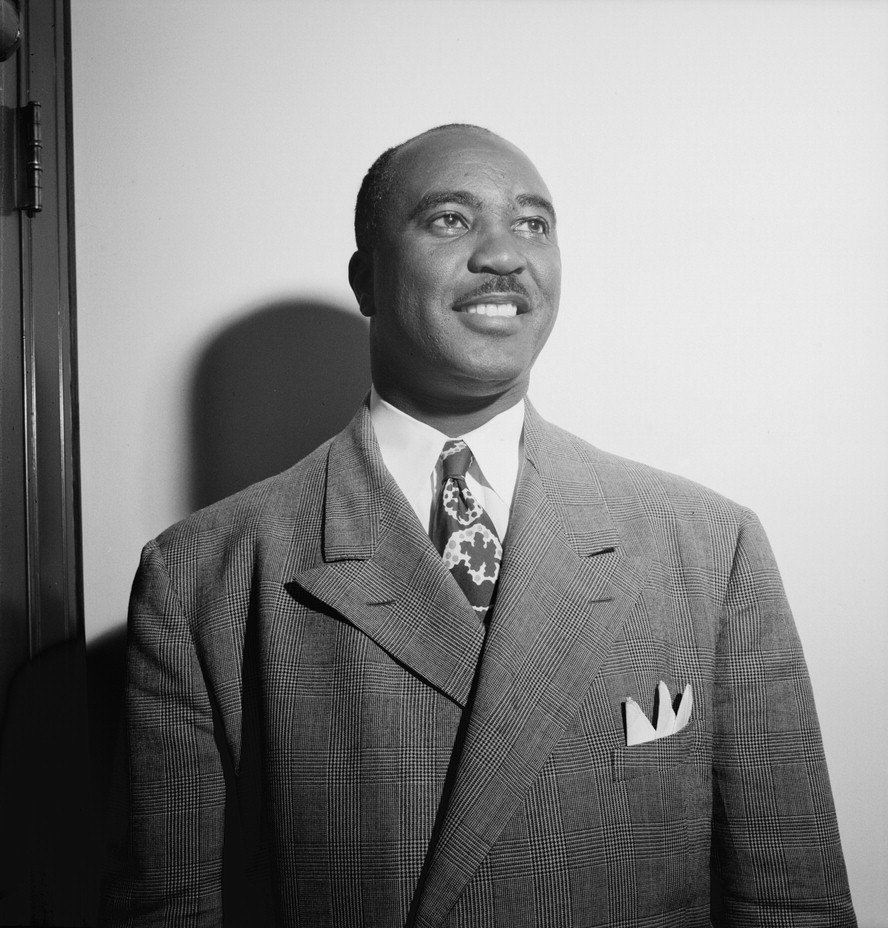
Jimmie Lunceford; † 12. Juli

- 12. Juli: Jimmie Lunceford, US-amerikanischer Jazzmusiker (* 1902)
- 13. Juli: Marcel Varnel, französischer Filmregisseur (* 1892)
- 15. Juli: Walter Donaldson, US-amerikanischer Komponist (* 1893)
- 15. Juli: Walter Dost, deutscher Pädagoge und Komponist (* 1874)
- 19. Juli: Georg Glatzl, deutscher Orgelbauer (* 1881)
- 22. Juli: Ralf von Saalfeld, deutscher Komponist (* 1900)
- 24. Juli: Ernest Austin, britischer Komponist (* 1874)
- 25. Juli: Alexandre Denéréaz, Schweizer Organist und Komponist (* 1875)
- 26. Juli: Wilhelm Nichterlein, deutscher Konzertpianist, Organist und Kirchenmusikdirektor (* 1886)
- 27. Juli: Walter Achleitner, österreichischer Violinist und Komponist (* 1925)
- 30. Juli: Moritz Mayer-Mahr, deutscher Pianist und Musikpädagoge (* 1869)
- 13. August: Tobias Norlind, schwedischer Musikhistoriker, Museumsdirektor und Autor (* 1879)
- 15. August: John Hamilton, US-amerikanischer Jazztrompeter (* 1911)
- 15. August: Waldemar Wendland, deutscher Komponist (* 1873)
- 19. August: Earl Fuller, US-amerikanischer Ragtime- und Jazzpianist sowie Bandleader (* 1885)
- 29. August: Lillian Blauvelt, US-amerikanische Opernsängerin (* 1874)
- 31. August: Son Bonds, US-amerikanischer Bluesmusiker (* 1909)
- 06. September: August Bartelt, deutscher Lehrer, Schulleiter, Organist und Heimatforscher (* 1863)
- 06. September: Hugo Rasch, deutscher Komponist und Gesangspädagoge (* 1873)
- 12. September: Harry Rowe Shelley, US-amerikanischer Organist, Komponist und Musikpädagoge (* 1858)
- 13. September: Marguerite Hasselmans, französische Pianistin (* 1876)
- 18. September: Bert Kalmar, US-amerikanischer Songwriter (* 1884)
- 18. September: Karl August Neumann, deutscher Opernsänger, Konzertsänger und Opernregisseur (* 1897)
- 22. September: Richard Fuchs, deutscher Komponist und Architekt (* 1887)
- 29. September: Jan Hambourg, kanadischer Geiger (* 1882)
- 29. September: William Hedgcock, US-amerikanischer Tontechniker und Spezialeffektekünstler (* 1883)

### Oktober bis Dezember
- 03. Oktober: Percy Buck, britischer Musikdozent, Schriftsteller, Organist und Komponist (* 1871)
- 04. Oktober: Hans Gebhard-Elsaß, deutscher Komponist und Musikpädagoge (* 1882)
- 06. Oktober: Leevi Madetoja, finnischer Komponist (* 1887)
- 10. Oktober: Heinrich Boell, deutscher evangelischer Kirchenmusiker, Organist und Chorleiter (* 1890)

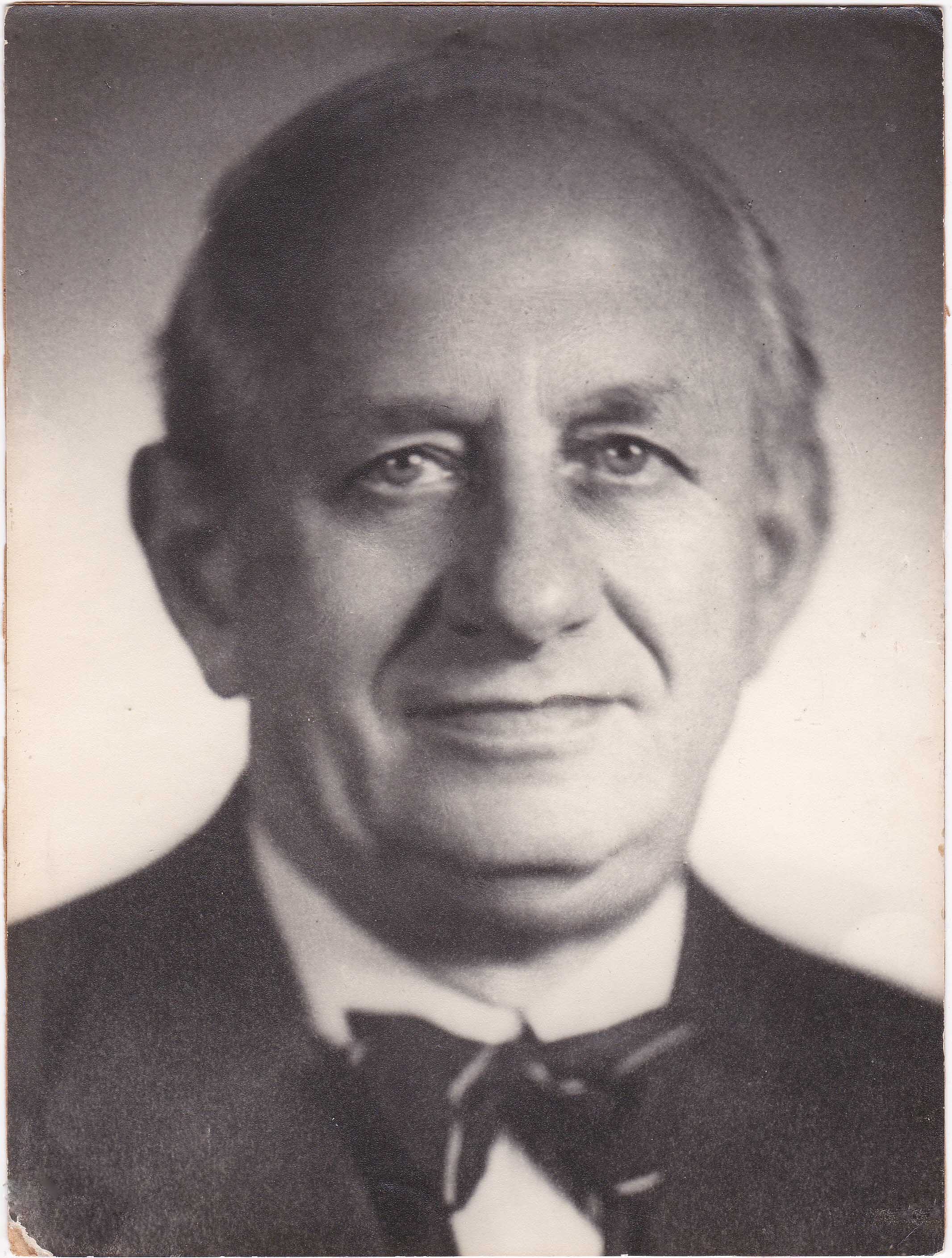
Heinrich Knauer; † 12. Oktober

- 12. Oktober: Heinrich Knauer, deutscher Schlagzeuger und Solopauker (* 1879)
- 16. Oktober: João Pernambuco, brasilianischer Gitarrist und Komponist (* 1883)
- 16. Oktober: Gitz Rice, kanadischer Sänger, Komponist, Pianist und Entertainer (* 1891)
- 28. Oktober: Maria Forescu, österreichischstämmige Operettensängerin und Filmschauspielerin (* 1875)
- 29. Oktober: Theodore Holland, britischer Komponist und Musikpädagoge (* 1878)
- 30. Oktober: Ernest Dainty, kanadischer Pianist, Organist, Komponist und Dirigent (* 1891)
- 30. Oktober: Mathieu Crickboom, belgischer Violinist, Violinpädagoge und Komponist (* 1871)
- 02. November: Richard Senius, deutscher Sänger, Oberspielleiter, Theater- und Filmschauspieler (* 1876)
- 03. November: Eleanor Painter Strong, US-amerikanische Opernsängerin (* 1891)
- 07. November: Balz Schmidig, Schweizer Komponist und Schwyzerörgeler (* 1894)
- 14. November: Joseph Allard, kanadischer Fiddle-Spieler und Komponist (* 1873)
- 17. November: Regina de Lamo, spanische Pianistin, Musik- und Gesangslehrerin, Intellektuelle und Aktivistin (* 1870)
- 25. November: Paul Bender, deutscher Opernsänger (* 1875)
- 28. November: Georg Schnéevoigt, finnischer Dirigent, Komponist und Cellist (* 1872)
- 07. Dezember: Austin Wylie, US-amerikanischer Jazz-Bandleader (* 1893)
- 13. Dezember: Karl Söhle, deutscher Schriftsteller und Hochschullehrer (* 1861)
- 14. Dezember: Will Fyffe, schottischer Komiker, Schauspieler und Sänger (* 1885)
- 15. Dezember: Oskar Seibt, sudetendeutscher Dirigent und Komponist (* 1880)

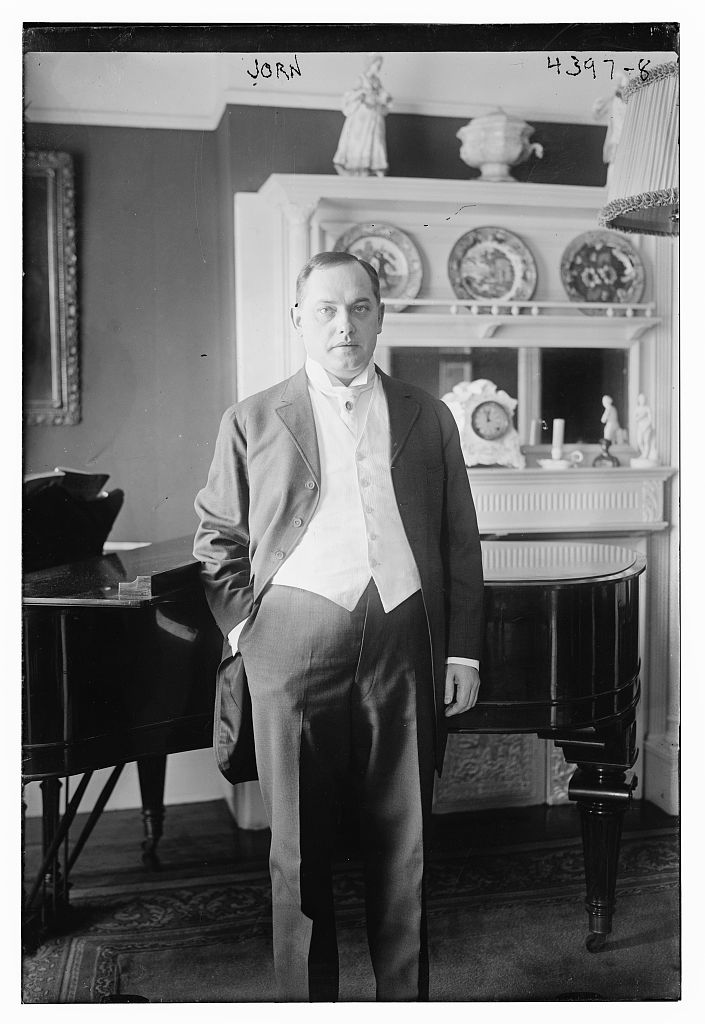
Carl Jörn; † 19. Dezember

- 19. Dezember: Carl Jörn, deutsch-amerikanischer Opernsänger und Gesangspädagoge (* 1873)
- 20. Dezember: Paul Schöne, deutscher Kirchenmusiker (* 1868)
- 22. Dezember: Tefta Tashko-Koço, albanische Sängerin (* 1910)
- 23. Dezember: Sergei Lwowitsch Tolstoi, russischer Komponist und Musikethnologe (* 1863)
- 29. Dezember: Alexander d’Arnals, deutscher Regisseur, Dirigent, Schauspieler und Opernsänger (* 1871)
- 31. Dezember: Pierre Henry Ernest Letorey, französischer Komponist und Orchesterdirigent (* 1867)

### Genaues Todesdatum unbekannt
- Samuel Alman, russisch-britischer Chorleiter und Komponist
- Rudolf Bärtich, deutscher Violinist und sächsischer Hofkonzertmeister (* 1876)
- Michail Jewsejewitsch Bukinik, ukrainischer Cellist, Komponist, Pädagoge und Musikkritiker (* 1872)
- Fritz Flemming, deutscher Oboist (* 1873)
- José Gil, argentinischer Komponist und Musikpädagoge (* 1886)
- Edmonia Henderson, US-amerikanische Blues- und Gospelsängerin (* 1900)
- Ezra Jenkinson, britischer Komponist und Violinist (* 1872)
- Ilia Trilling, deutsch-jüdischer Komponist (* 1895)
- Richard Tronnier, deutscher Musikschriftsteller und Komponist (* 1878)
- Otto Weinreich, deutscher Pianist (* 1882)

### Gestorben nach 1947
- Paul Denniker, US-amerikanischer Komponist (* 1897)